# Ferrocarril del Sud

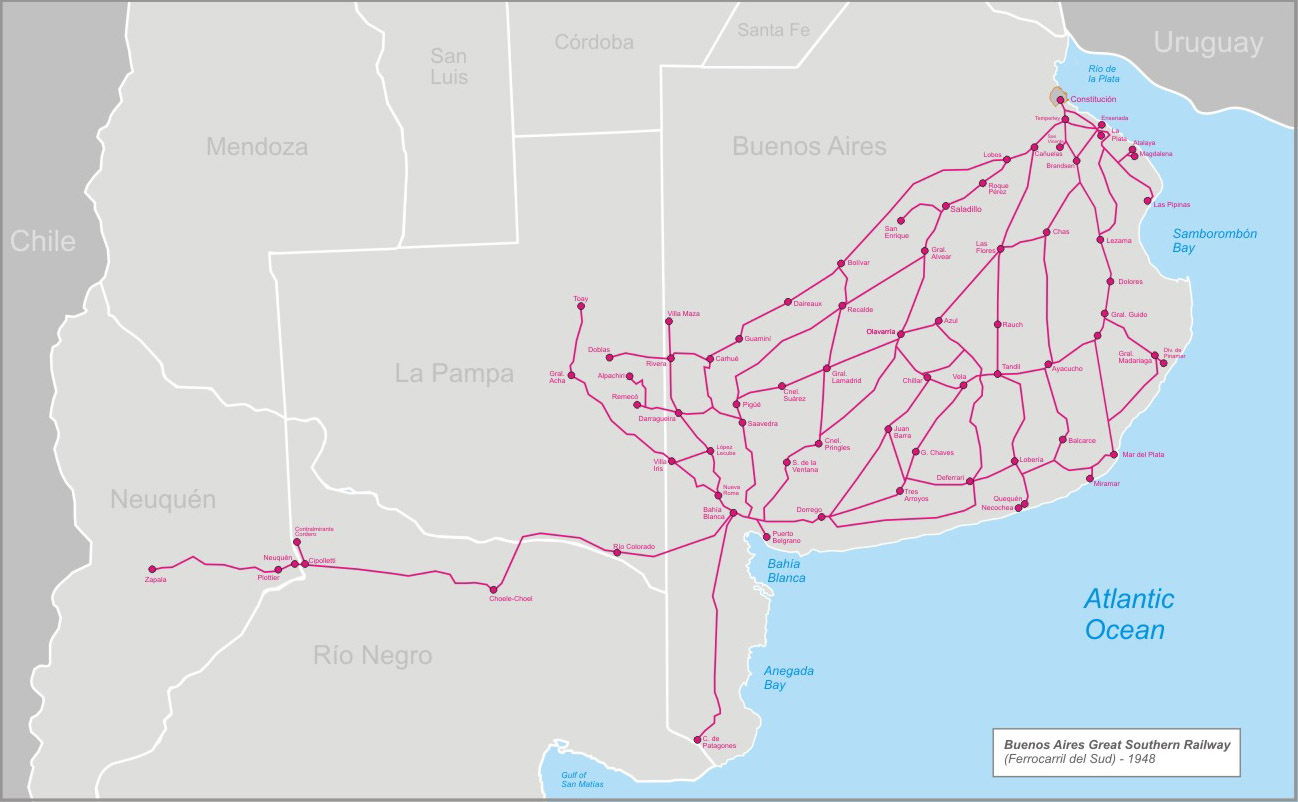
Mapa de la red del FCS.

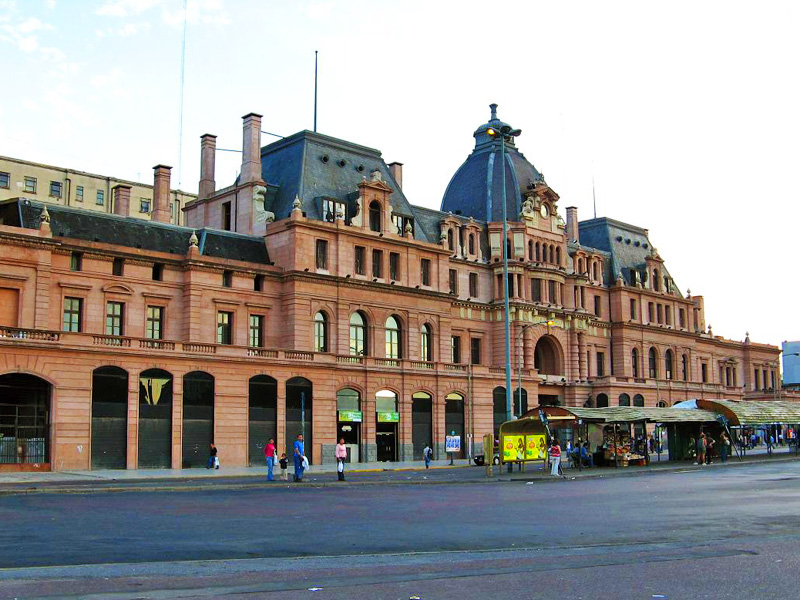
Estación Plaza Constitución, terminal de la línea.

El Ferrocarril del Sud fue una compañía de capitales británicos que construyó y operó una red de ferrocarriles en Argentina desde la segunda mitad del siglo XIX hasta la primera mitad del siglo XX. La compañía fue fundada por Edward Lumb en 1862 como Buenos Aires Great Southern Railway (BAGS), y su primer gerente general fue Edward Banfield.
Para 1930 la compañía se había convertido en una gran empresa, probablemente la mayor de su tipo en el hemisferio sur, con más de 8000 km de vías mayormente de trocha ancha (1,676 m), 504 estaciones, 857 locomotoras a vapor, 955 coches (o carruajes), 16.602 vagones y más de 30.000 empleados. Su influencia en la vida y desarrollo de la ciudad de Buenos Aires y de la provincia de Buenos Aires fue considerable: la red de vías comunicaba las localidades del interior de la provincia con la política y jurisdiccionalmente separada Capital Federal (hoy Ciudad Autónoma de Buenos Aires). Esto permitía que los productos agropecuarios alcanzaran los puertos de Buenos Aires, Quequén-Necochea y Bahía Blanca. La compañía y sus subsidiarias poseían y operaban instalaciones de manejo de granos, un campo de frutas experimental en Cinco Saltos en el Alto Valle del río Negro, una estación de energía en Bahía Blanca, la Compañía Argentina de Distribuidores de Frutas, el Club Hotel de la Ventana, y un hotel con campo de golf en Miramar. La compañía construyó el Puerto Ingeniero White, uno de los puertos de Bahía Blanca, e instaló dos elevadores de granos en 1908 para hacer frente al incremento del tráfico de granos, y construyó un embarcadero para proporcionar atraque para cuatro buques de vapor. Junto con las otras compañías de ferrocarriles de capitales británicos, la empresa tenía participación en la Compañía Ferrocarriles del Petróleo en Comodoro Rivadavia cuyos pozos suministraron una gran cantidad del fuel oil utilizado por las locomotoras. La empresa además controlaba y operaba el Dock Sud en la boca del Riachuelo.
Los últimos años de la década de 1920 marcaron el pico de la prosperidad de la compañía. Sin embargo, poco después comenzaron a sentirse los efectos negativos de la devaluación progresiva del Peso Moneda Nacional y el incremento de los costos laborales. Además la compañía comenzó a declinar ante la creciente competencia del transporte automotor.
Después de que el presidente Juan Domingo Perón nacionalizó los ferrocarriles en 1948, esta línea pasó a denominarse Ferrocarril General Roca.

## El mercado de Plaza Constitución

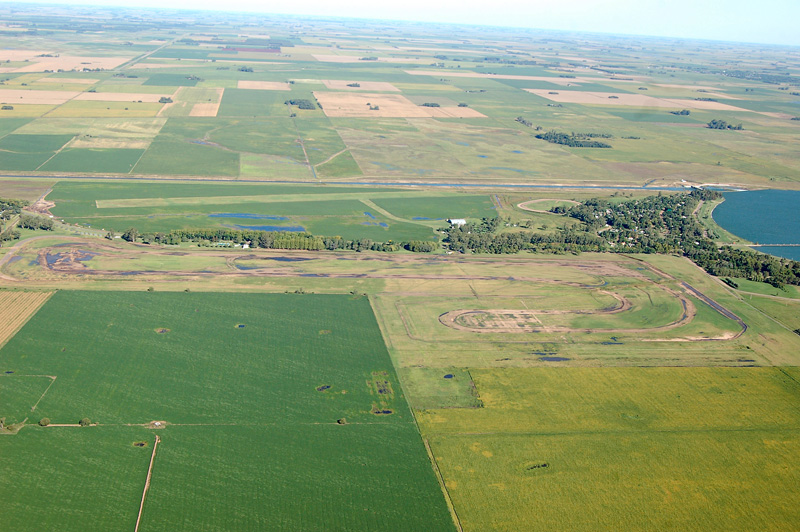
La Región pampeana argentina, una de las zonas más fértiles del planeta.

La plaza Constitución era, en Buenos Aires, el punto de reunión y concentración de las carretas que venían del sur entrando por la “Calle Larga” (actual Montes de Oca), tras sortear el Riachuelo por el antiguo Puente de Gálvez. Este medio de transporte era costoso, lo que dificultaba mover los productos por largas distancias para su comercialización y exportación. Allí, en 1860, llegaron 7.416 carretas cargadas con lanas y cueros (cada carreta podía transportar aproximadamente 25 bultos de 100 kilogramos cada uno), cobrando fletes por valor de 4.153.638 de pesos moneda corriente. Además el Mercado de Constitución representaba las 2/3 partes del tráfico total del sur.
En cuanto al transporte de pasajeros, la situación era similar. Las diligencias realizaban 3 viajes mensuales a Lobos, Cañuelas, 25 de Mayo, Saladillo y Dolores, mientras que a Tandil y Lobería lo hacían dos veces al mes, y a Bahía Blanca, sólo una. Eran acompañadas en sus extensos viajes por cuarteadores, quienes ayudaban a sortear ríos y arroyos. Las paradas eran puntos de encuentro: las terminales de aquella época. En Lomas de Zamora, lo era La Botica (en la Av. Alsina y Fonrouge), que constituía la primera posta para los viajeros desde Buenos Aires hacia el sur.
Este sistema de transporte tenía inmensas desventajas. No todos los caminos merecían llamarse así... Asimismo, la presencia de cursos de agua obligaba a grandes desvíos. Como agregado, la marcha diaria era de sólo 80 km. Los pasajeros podían adquirir boletos de 3 clases. Aunque los 9 a 14 pasajeros viajaban juntos, esta diferenciación se aplicaba a rajatabla cuando se planteaba algún problema: por ejemplo, cuando había que poner el hombro para sacar la carreta de un lodazal, ahí estaban los de 3.ª clase para pujar a la par de los cuarteadores.
Todo esto convertía a Plaza Constitución en el sitio ideal para construir la estación cabecera de un gran Ferrocarril que uniera la Capital Federal con el sur de la Provincia de Buenos Aires.

## Origen del ferrocarril

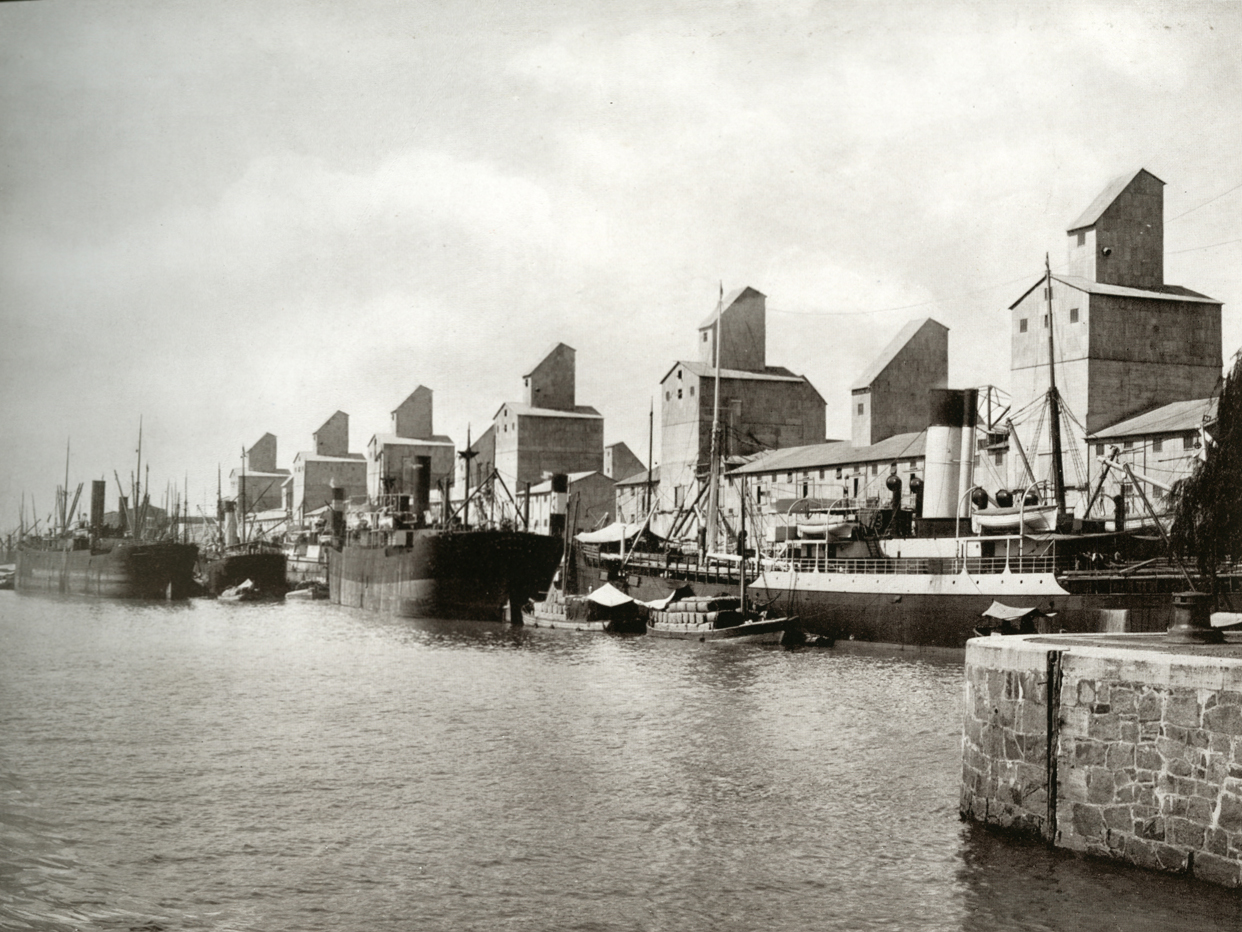
Elevadores de Granos en Puerto Madero (1910). A partir de mediados del, el ferrocarril se iba a convertir en una herramienta crucial del Modelo Agroexportador, piedra angular de la nueva burguesía argentina.

En agosto de 1861 Eduardo Lumb solicitó la concesión de una línea ferroviaria desde el Mercado de Constitución hasta el pueblo de Chascomús. Lumb ofreció al Gobierno de la Provincia de Buenos Aires una garantía de 1.000.000 de pesos. El asunto fue discutido ampliamente en la sesión del 12 de marzo de 1862, en la Cámara de Diputados. El proyecto fue bien recibido y todos los señores diputados reconocieron que en este negocio dominaba una verdad palpitante: que los caminos de hierro no eran solamente una conveniencia para el país, sino que resultaban necesarios para su propia existencia. El propio Juan Bautista Alberdi decía: «El ferrocarril hará la unidad de la República Argentina mejor que todos los Congresos. Los Congresos podrán declararla una e indivisible, pero sin el camino de hierro que acerque sus extremos remotos quedará siempre divisible y dividida contra todos los decretos legislativos».
Así fue que por ley del 27 de mayo de 1862, la Legislatura de Buenos Aires autorizó al Poder Ejecutivo provincial, a cuyo frente estaba el general Mitre como gobernador, para celebrar un contrato con don Eduardo Lumb. El gobierno garantizó un interés del 7% sobre el costo efectivo, por el término de 40 años; eximió a la empresa durante el mismo plazo, de contribuciones, impuestos y derechos aduaneros; le impuso el deber de conducir gratis la correspondencia y con un 50% de rebaja a la tropa y a toda clase de cargas del gobierno; extendió la garantía a los ramales cuya construcción dispusiera el P.E., suprimiéndola para los que la compañía hiciera por su iniciativa, y se reservó el derecho de expropiar el ferrocarril por su costo reconocido más un 20% de indemnización. La trocha del futuro tren debía ser igual a la del F.C.O. y la empresa podría construir un tranvía hasta Montserrat u otro punto céntrico. Dicho contrato fue formalizado por el gobierno el 12 de junio de 1862.
Con fecha 12 de noviembre se aprobó el trazado del ferrocarril, según el plano presentado por el concesionario. No habiéndose conseguido el objeto que se tuvo en vista al indicar a Lumb que el gobierno deseaba que la línea pasara por el pueblo de San Vicente, por no permitirlo la naturaleza del terreno, se autorizó al concesionario para que la construcción del camino de hierro se realizara acercándose la línea a La Paz (hoy Lomas de Zamora), con el objetivo de buscar terrenos más firmes y un trayecto más corto. Luego, la traza iría en línea recta de La Paz al paso de Samborombón.
El señor Lumb trató en vano de obtener capitales en Buenos Aires pero no se desanimó por este fracaso, e hizo un viaje a Londres, como también lo decía ya Alberdi: «Para tener ferrocarriles abundan medios en estos países: negociad empréstitos en el extranjero, empeñad nuestras rentas y bienes nacionales para empresas que los harán prosperar y multiplicarse». Allí encontró el apoyo de los banqueros Baring y de Mr. David Robertson. Se constituyó entonces la compañía limitada “Gran Ferrocarril al Sud de Buenos Aires”, y en 1863 se aprobaron los estatutos de la compañía, que emitió acciones por valor de 750.000 libras esterlinas y encomendó a la firma Samuel M. Peto y E. Ladd Betts la construcción de la línea (incluyendo terrenos, estaciones, talleres, material rodante, etc.) por 651.500 libras. Con 14.000 libras se contrataron los servicios del ingeniero Thomas Rumball para la supervisión y fiscalización de los trabajos. Todo estaba listo, pero cuando iban a comenzar los trabajos, William Wheelwright intentó bloquear las obras del F.C. Sud, ya que este norteamericano se rehusaba a cooperar con los ingleses que planeaban establecer líneas competitivas. Además pensaba que el grupo británico había obtenido más ventajas en la concesión para construir el F.C. Sud que las que había logrado él para el tendido del F.C.C.A., lo que llevó a demorar la construcción de ambas obras mientras emprendía acciones legales para mejorar las condiciones de su propia concesión. El gobernador de Buenos Aires se negó a firmar el contrato para el Gran Sud hasta que el asunto estuviese resuelto. Los trabajos para el Gran Sud no comenzaron hasta que Robertson pagó unas 22.000 libras en sobornos a los funcionarios de Buenos Aires en 1863, durante el gobierno provincial de Mariano Saavedra, entretanto, las bases de un nuevo contrato ordenaban la prolongación de la línea hasta Dolores y un ramal a Azul.

## Construcción

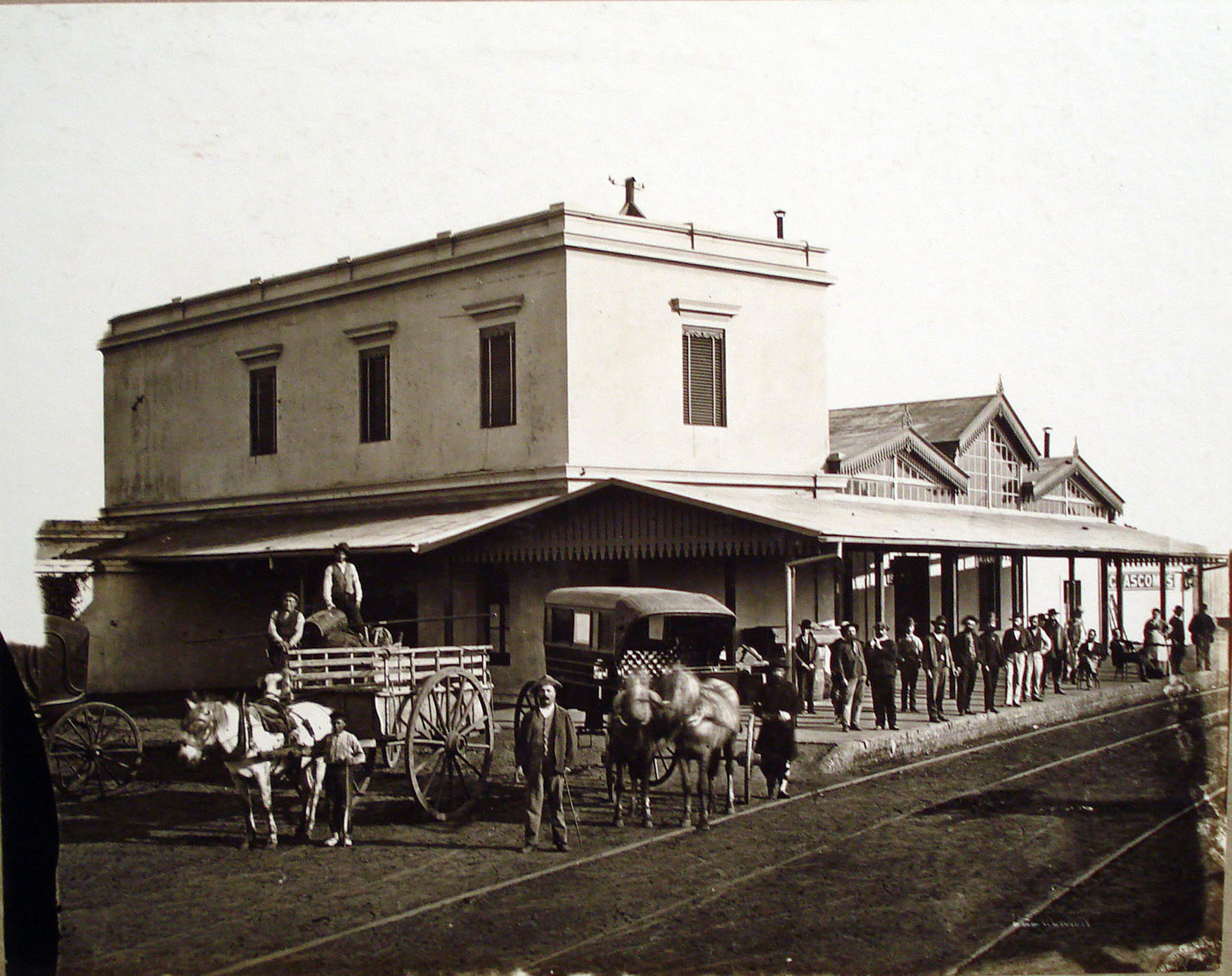
La Estación Chascomús en el año 1875.

El 7 de marzo de 1864 se efectuó la inauguración de los trabajos en el terreno donde hoy se halla la estación Plaza Constitución, sitio histórico que antes fuera ocupado por una batería destinada a la defensa de la ciudad de Buenos Aires (1852). Para celebrar el hecho se organizó una espléndida fiesta que tuvo gran brillo y fue un éxito. Presidieron la ceremonia Bartolomé Mitre (que ejercía la presidencia de la Nación desde hacía dos años) y el gobernador de la provincia de Buenos Aires, Mariano Saavedra. A las doce en punto, el señor Frank Parish, presidente de la comisión local del Ferro Carril del Sud, en un precioso discurso que pronunció conmovido invitó al presidente de la República para que diese "la primera palada" en el sitio donde debía arrancar la vía. Bartolomé Mitre, en cuya fisonomía se dejaba entrever el placer que lo dominaba, contestó brevemente al señor Parish, tomó la pala, removió la tierra que dejó caer en la carretilla que la mano del gobernador Mariano Saavedra condujo a depositar al pie del pequeño tallado preparado al efecto y finalmente el ingeniero en jefe gritó: “Adelante, la hora ha llegado”. Con esta orden el batallón de obreros, con los instrumentos en la mano, dio comienzo a los trabajos. Aquella vieja batería había sido un símbolo fatídico de la guerra; los trabajos que se iniciaban ese día eran el símbolo de una nueva era de unión y de paz.

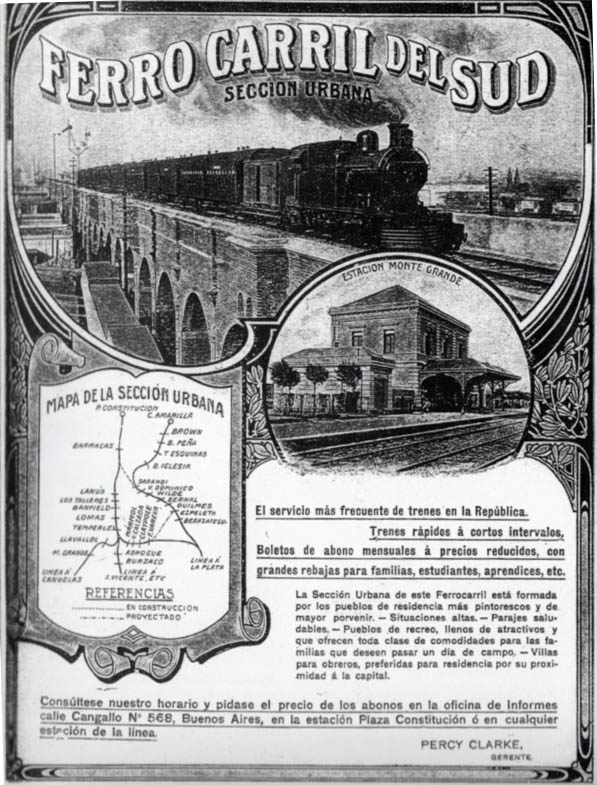
Folleto publicitario de la sección urbana del Ferrocarril del Sud. Se puede apreciar una imagen de la Estación Monte Grande de la época

Terminada la ceremonia tan corta como tocante, toda la comitiva, encabezada por el presidente, el gobernador, sus ministros, los ingenieros de la empresa, los señores de la comisión directiva y el cuerpo diplomático, se ubicaron bajo un ancho y gigantesco toldo, una especie de enorme tienda de campaña, donde se había preparado el espléndido banquete con el que fueron obsequiados. Al frente, sobre una pequeña plataforma, se levantaba una mesa destinada a las autoridades, al cuerpo diplomático, los ingenieros y algunos señores de la Comisión Directiva. Del otro lado aparecía una tribuna destinada a las señoras y entre esa tribuna y la mesa del frente, estaban otras tres grandes mesas que fueron ocupadas por los 400 invitados. Allí pronunciaron brindis el gobernador Saavedra, el embajador británico en Argentina Edward Thornton, el cónsul Parish y los doctores Guillermo Rawson, Vélez Sársfield y Rufino de Elizalde.
Las obras se hicieron con tanta actividad que fue posible inaugurar la primera sección (77 km hasta Jeppener) el 14 de agosto de 1865 y la línea completa (113,78 km hasta Chascomús) el 14 de diciembre del mismo año. Se habían construido 11 estaciones:
• km 0,00 - Plaza Constitución
• km 3,60 - Barracas (luego “Barracas al Sud”, finalmente “Avellaneda”)
• km 14,99 - Lomas de Zamora
• km 29,18 - Glew
• km 39,49 - San Vicente (en la actualidad "Alejandro Korn")
• km 52,26 - Domselaar
• km 64,29 - Ferrari (luego denominada “Coronel Brandsen”)
• km 77,31 - Jeppener
• km 87,52 - Facio (luego denominada “Altamirano”)
• km 98,64 - Gándara
• km 113,78 - Chascomús
Estaban en funcionamiento 8 locomotoras:
- Numeración: 1 al 8
- Rodado: 4-4-0T
- Fabricante: Robert Stephenson

Prestaban servicio 38 coches de pasajeros de dos ejes, con capacidad de 16 pasajeros de primera y 20 de segunda clase, cada uno:
- Numeración: 1 al 38
- Servicio: Mixto (primera y segunda clase en un mismo vagón)
- Fabricante: Brown Marshall

La empresa contaba además con 184 vagones, según el siguiente detalle:
- Encomiendas: 7
- Cubiertos: 75
- Borde Alto: 20
- Borde Bajo: 82

La línea era de vía sencilla excepto entre Plaza Constitución y Barracas donde se construyó doble para facilitar el movimiento de los trenes, dado que en esta última se encontraban los talleres y el depósito del material rodante.

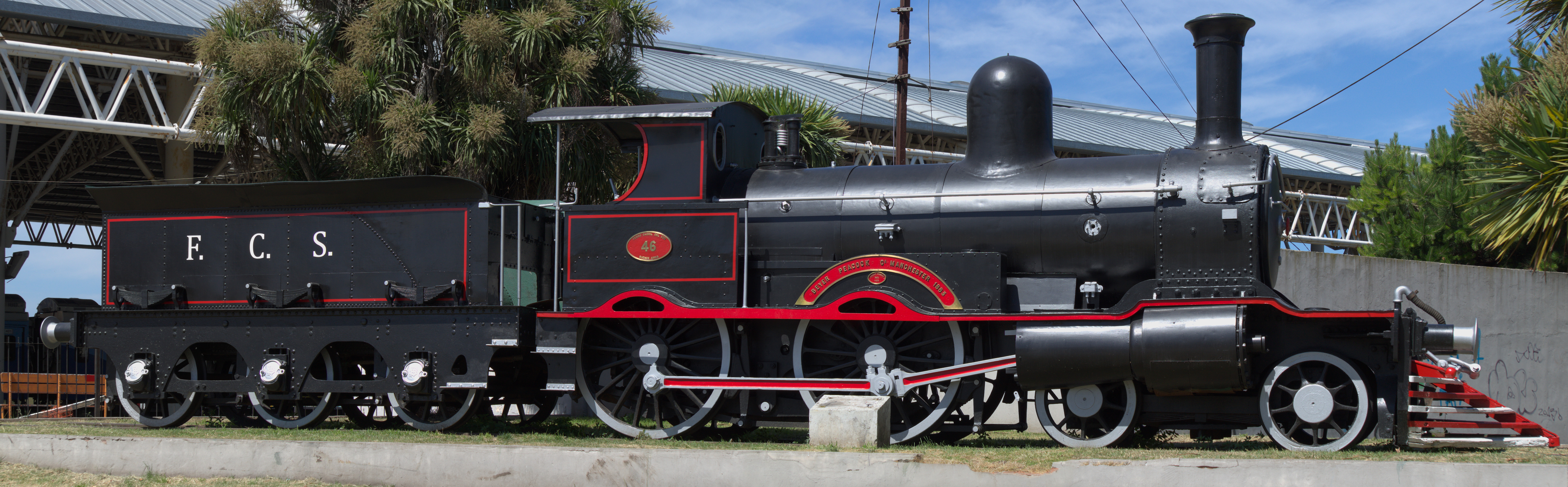
Locomotora Beyer Peacock en Mar del Plata, Argentina

El 18 de diciembre de 1865 se organizó una excursión a Chascomús bajo la dirección de los señores Armstrong, Geroge W. Drabble y Green. Desde las 7 de la mañana comenzaron a arribar numerosos invitados. La tienda de campaña del 7 de marzo de 1864, había sido sustituida por una hermosa estación, punto de partida de Buenos Aires a Chascomús. La pequeña pampa al sur de la ciudad se estaba transformando gracias a los nuevos adelantos tecnológicos. En aquellos tiempos, un viaje en ferrocarril constituía todo un acontecimiento y el entusiasmo que reinaba entre los privilegiados viajeros era indescriptible.
Con el tiempo se incorporaron algunas estaciones más al trayecto:
• 1 de mayo de 1866 – Barracas al Norte (km 3,15) luego denominada “Barracas” y finalmente “Hipólito Yrigoyen”
• En el año 1867 – Burzaco (km 22,04)
• 15 de octubre de 1868 – Lanús (km 9,03)
El F.C. Del Sud no prolongó sus líneas hasta después de 1870; pero el desenvolvimiento de su actividad fue próspero desde el comienzo, rindiendo un interés del 6,26% en 1868, del 7,50% en 1869 y del 7,89% en 1870. Este último año transporto 516.993 pasajeros y 54.116 toneladas de carga. En virtud de ello, la empresa pudo firmar con el Gobierno de Buenos Aires, el 3 de enero de 1870, un convenio de rescisión de la garantía del 7% de interés que el contrato de concesión le había asegurado. El detalle del tráfico es el siguiente:
| Año  | km  | Pasajeros | Toneladas de carga |
| ---- | --- | --------- | ------------------ |
| 1866 | 114 | 193.608   | 14.439             |
| 1867 | 114 | 363.705   | 23.636             |
| 1868 | 114 | 423.834   | 32.376             |
| 1869 | 114 | 521.991   | 47.184             |

Cabe destacar que al inaugurarse la Estación Central (Junto a la Casa Rosada) el FCS abrió al servicio público, el 1 de octubre de 1872, un empalme entre las estaciones "Tres Esquinas" (FCBAPE) y "Barracas al Norte" (FCS) para permitir que sus trenes llevaran y trajeran coches a y desde el centro de la ciudad.

## El puente sobre el Riachuelo

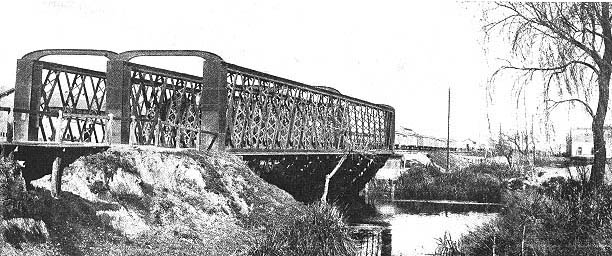
El primer puente sobre el Riachuelo, inaugurado en 1865.

El primer obstáculo serio con que se encontró el Sud al planificar el tendido de sus rieles estaba allí nomás, a escasos tres kilómetros de plaza Constitución, era el Riachuelo, sinuoso curso de agua que debió saltar para llegar a Barracas al Sud, primera estación de la línea en la que se ubicó el taller de la empresa.
Como la vía entre estos dos puntos sería doble, el puente también lo fue y aunque este pequeño río era normalmente poco caudaloso, representaba para el Sud, a mediados del siglo XIX, todo un desafío.
Se colocaron tres cilindros de acero en ambas márgenes y se los rellenó con cemento para darles estabilidad, construyéndose sobre ellos los estribos que sostendrían ambos puentes, estos dejaban 50 metros de luz en el cauce y eran del tipo cajón, armados con perfiles de acero remachado. Si bien en aquellos años, el puerto de Buenos Aires se ubicaba en la desembocadura de este río, hacia arriba y desde la Vuelta de Rocha, no era navegable por lo que este puente no necesitaba dejar una considerable luz que era de solo 4,51 metros sobre el cero de la cota del río. Sin embargo, con los años la situación cambiará y esta estructura se convertirá en un serio problema para la navegación de botes y barcazas que iban y venían al puerto establecido por el FC Oeste, allí donde tiempo después el Sud volvería a cruzar, rumbo a la estación de cargas Sola.

## Construcción de las líneas a Dolores y a Azul

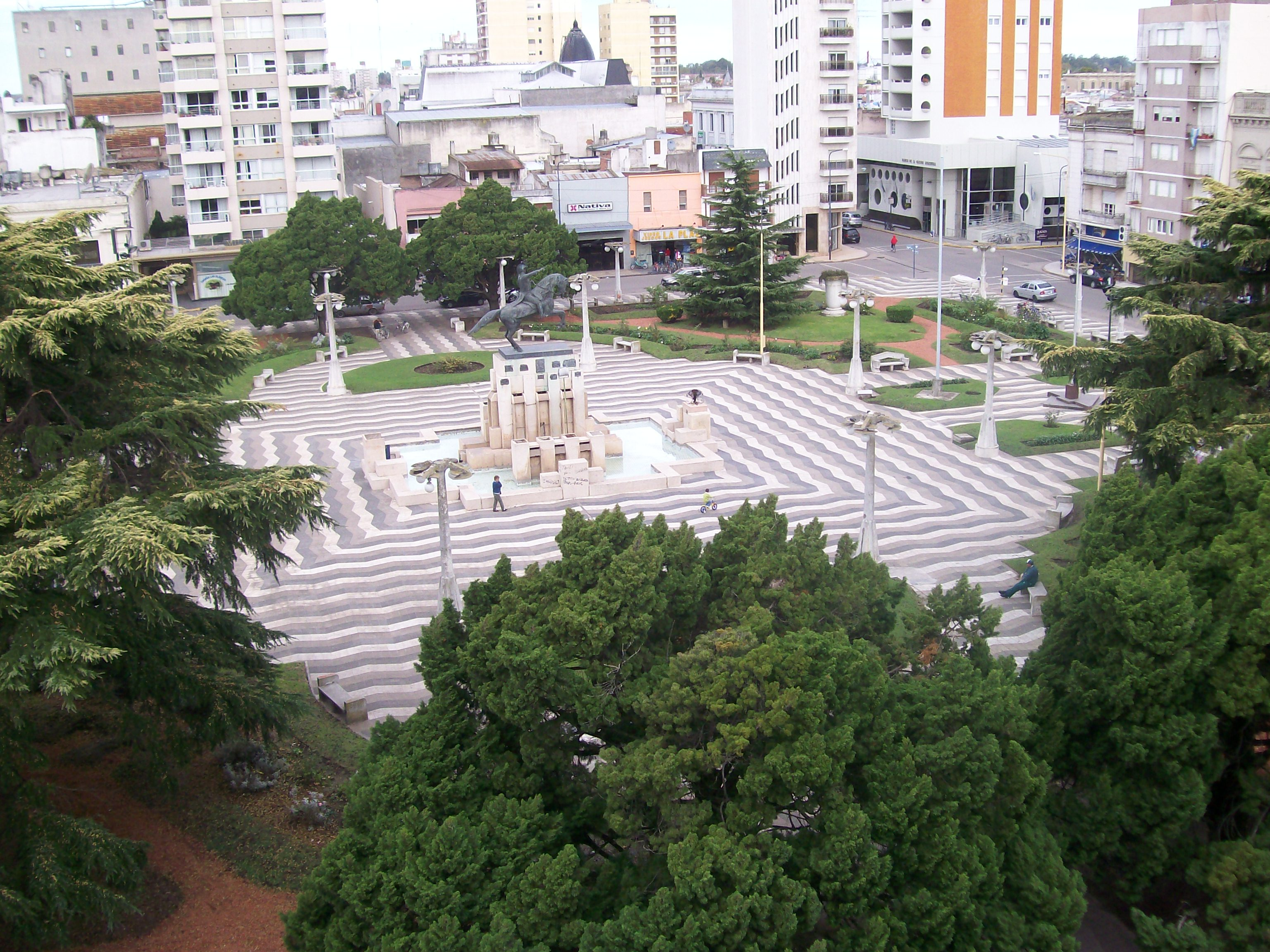
Plaza San Martín - Ciudad de Azul

El F.C.S. fue el de más intenso desenvolvimiento en la década del 1870, pues se colocó a la cabeza de todos los existentes, al llegar sus líneas a 562,74 km en 1880.
Por su ley de concesión, la empresa del Sud estaba obligada a extender sus rieles hasta Dolores y a construir los ramales que el gobierno determinase. Llevar los beneficios de la civilización más allá del río Salado, según la exigencia insistente de los estancieros del sud, era en aquellos años un esencial problema gubernativo. Con el ferrocarril en Dolores se lograría ese propósito en la zona de la bahía de Samborombón, mientras el posible trazado de un ramal hasta el Azul colocaría la punta de rieles a poca distancia de la línea de fronteras con las tribus bárbaras, ubicada hasta marzo de 1876 no mucho más lejos de Olavarría. Todavía en 1877 durante la presidencia de NIcolas Avellaneda llegó a las proximidades de Azul un malón de 5000 indios y se llevó 150.000 cabezas de ganado. Ese año murió Adolfo Alsina. “Murió, dijo Avellaneda, preguntando si Levalle ha derrotado al cacique Namuncurá”.
Habilitada la primera sección entre Plaza Constitución y Chascomús, el 14 de diciembre de 1865, el FC Sud, en sucesivas prolongaciones, construyó un ramal que partiendo desde Altamirano alcanzó Río Salado (hoy General Belgrano) el 19 de marzo de 1871 y el 1 de julio de 1872 se habilitó el tramo a Las Flores; más tarde, el 18 de septiembre de 1876, este ramal llegó a Azul:
•	km 111,57 – Ranchos
•	km 132,26 – Villanueva
•	km 137,19 – Bonnement (inaugurada el 24 de junio de 1872)
•	km 143,49 – Salado (luego denominada “Gral. Belgrano”)
•	km 157,67 – Chas
•	km 176,50 – San Pedro (luego denominada “Newton”)
•	km 192,04 – Rosas
•	km 208,49 – Las Flores
•	km 229,69 – Colorado (“Carlos Tejedor”; posteriormente “Dr. D. Harosteguy”)
•	km 243,40 – Pardo
•	km 262,50 – Cacharí
•	km 282,25 – Parish
•	km 296,56 – Pinedo (luego denominada “Shaw”)
•	km 317,98 - Azul
La línea que terminaba en Chascomús paralelamente se prolongó hasta Dolores, habilitando esta nueva sección el 10 de noviembre de 1874:
•	km 129,24 – Adela
•	km 138,89 – Monasterio
•	km 151,93 – Lezama
•	km 163,42 – Guerrero
•	km 177,47 – Taillade (luego denominada “Castelli”)
•	km 190,91 – Sevigné, inaugurada en 1874 
•	km 203,64 - Dolores

## La sección urbana de Buenos Aires (1870-1880)

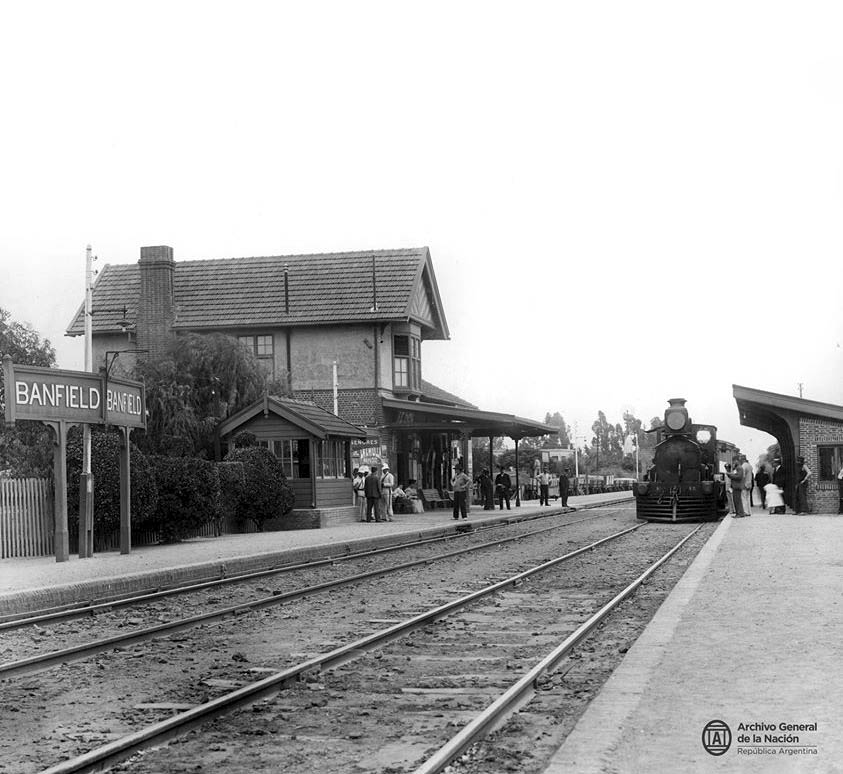
La estación Banfield a principios del

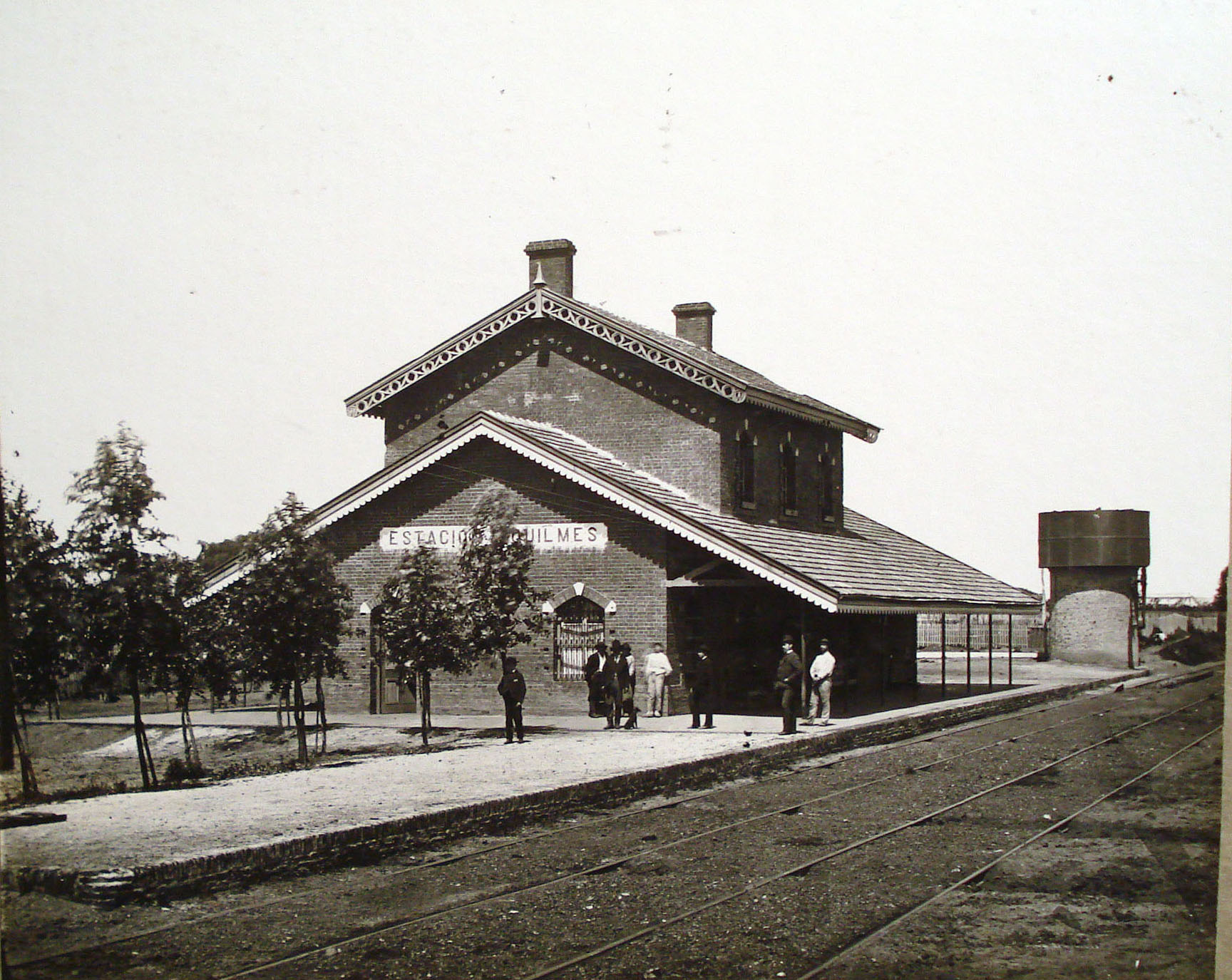
Estación de Quilmes, c. 1890

La estación original de Lomas de Zamora se demolió a principios de la década de 1870, para dar lugar a un nuevo y hermoso edificio y sobre la traza original se levantaron nuevas estaciones:
•	1 de enero de 1871 – Temperley (km 16, luego se la reubicó 200 m más al sur)
•	29 de noviembre de 1872 – Adrogué (km 19,12)
•	1873 – Banfield (km 13)
Paradójicamente, recién en ese entonces surge la estación Temperley, cuando hoy en día se lo considera el principal nodo ferroviario de todo el conurbano bonaerense. Sin embargo, por aquel entonces no resultaba necesaria, ya que allí ni siquiera existía una localidad: por aquel entonces solo había quintas y chacras que se extendían desde las proximidades de Lanús hasta Burzaco. La estación más cercana era Lomas de Zamora, a 1700 m, donde existía un caserío a la vera del camino real (luego avenida Pavón), luego estaba Glew 12,5 km más al sur.
George Temperley, dueño de tierras en ese lugar, se mostró interesado ante las autoridades del ferrocarril para que se construyera una parada allí y él mismo donó los terrenos para su construcción. Así fue como recién el 1 de enero de 1871 se inaugura, la primitiva estación que llevó su nombre y que estaba ubicada doscientos metros más al norte del emplazamiento actual.
Mientras tanto, durante el año 1877 el Ferrocarril del Sud construye nuevos galpones de carga en la estación Plaza Constitución, efectúa la compra de los terrenos necesarios para los nuevos talleres y estación de carga a construirse en Sola y amplía los galpones de los talleres de Barracas al Sud.
También en ese año renueva la vía, sustituyendo los rieles originales del tipo Barlow, por otros de 29 kg por metro y aplica el sistema “Block”, de control de trenes, entre Plaza Constitución y Barracas al Sud. La doble vía entre Plaza Constitución y Barracas se prolongó primero hasta Burzaco y luego hasta Altamirano.
La vieja estación Lanús conformada por tan solo un andén y una casilla de madera fue reemplazada por un pequeño edificio de dos plantas que se demolió tiempo después para dar lugar a un tercero.

## Avanzan los rieles a Tandil

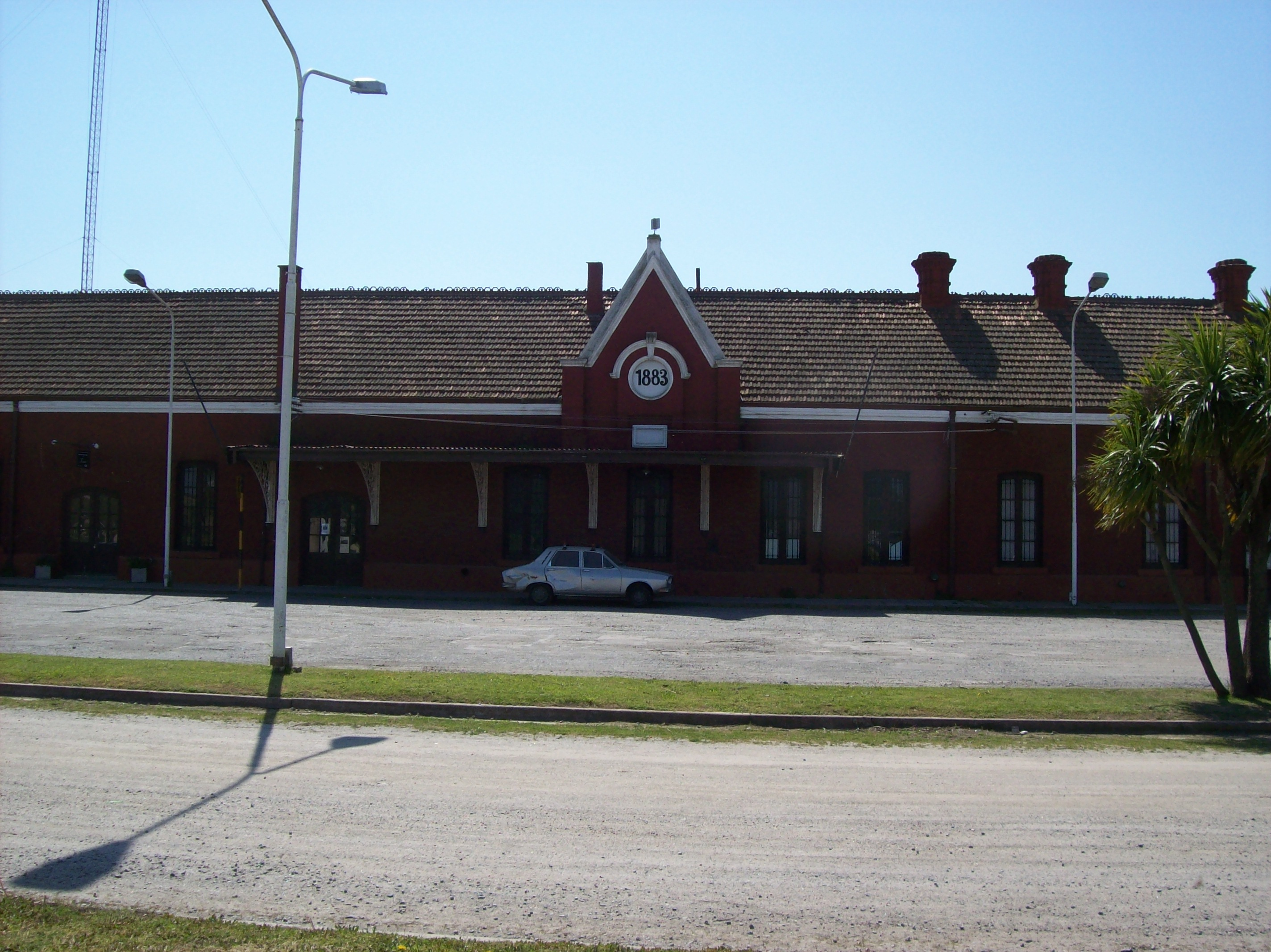
Entrada principal a la estación de trenes de Tandil.

Durante la segunda mitad del siglo XIX y la primera del XX, pocos hechos resultaban tan auspiciosos en la vida de los pueblos de la campaña bonaerense como la llegada del ferrocarril.
La llegada "oficial" del FFCC a la nueva Estación Tandil (con un servicio que pasaría a ser regular desde ese día) fue el 19 de agosto de 1885.
Hasta 1870 el F.C.S. era un ferrocarril modesto de 114 km de longitud, que apenas se asomaba a la vastedad de las pampas. En 1871 esta empresa de capital británico comenzó su expansión hacia el sur por dos frentes, desde Altamirano uniendo por riel los pueblos de Ranchos, Las Flores y Azul y desde la punta de rieles, Chascomús, hacia Dolores y Ayacucho llegando a esta última en diciembre de 1880.
Rumores llegados a Londres referidos a la intención del Gobierno de la provincia de expropiar al Ferrocarril del Sud, motivaron que el Directorio de la misma enviara una comisión a Argentina para negociar con el gobernador los términos de un acuerdo que evitara esta medida no deseada por los intereses británicos. El arreglo al que se arribó en 1880 luego de numerosas reuniones entre los representantes de la empresa, señores Frank Parish y C. O. Barker, Presidente y Secretario respectivamente del Directorio y el gobernador de Buenos Aires, Dr. Dardo Rocha, comprometía al ferrocarril a construir la prolongación de su línea desde Azul hasta Bahía Blanca y desde Ayacucho hasta Tandil, firmándose un contrato, con fecha 19 de octubre de 1881 en el que se establecía que los rieles debían llegar a Tandil dentro de los tres años siguientes. El artículo 17 de ese contrato incluida "El P. E. se compormete, por su parte, a no expropiar las líneas de la empresa hasta el 27 de Mayo de 1902".
La prolongación de la línea desde Ayacucho comenzó a mediados de 1882. En aquellos años se iba formando primero a pico y pala con el consabido esfuerzo de centenares de obreros, el terraplén o el desmonte para nivelar el terreno, al mismo tiempo se construían las obras sobre las que pasarían las vías, tales como alcantarillas y estribos de puentes. Más atrás, sobre la obra concluida se tendían los rieles al tiempo que el tren de obra avanzaba para acercar durmientes, rieles y allí donde fuera necesario, los tramos de los puentes.
El domingo 24 de septiembre de 1882, el diario Eco de Tandil publicaba una noticia referida al ferrocarril, en la que informaba que: «Los trabajos de la línea de Ayacucho continúan adelantándose con bastante rapidez. Hay concluidos veinte kilómetros de terraplenes, y el empresario de las obras presume llegar al pueblo en el término de tres meses; ahora se hallan cerca de la Posta del Medio».
A consecuencia de algunas diferencias nacidas con respecto a la apreciación del valor de las propiedades señaladas para la Estación ferroviaria de Tandil, la Empresa se presenta al Gobierno pidiendo proceda a la expropiación con arreglo a la ley de la materia. La nueva estación debía construirse sobre una fracción de la quinta que poseía Mari Blas Dhers. Por este terreno ubicado entre la Avenida Colón y calle Moreno y Av. del Valle y Benito Machado, la empresa paga finalmente, la suma de 200.000 pesos m/c.
El miércoles 14 de marzo comenzó la construcción del edificio de la estación, a cargo de Justino Sabaría.
El 2 de mayo el presidente del Consejo Deliberante informa en la sesión del día, que tiene noticias que el domingo siguiente llegará por primera vez a Tandil la locomotora del tren que realiza las obras de construcción de la línea y por tal motivo sugiere se agasaje a ingenieros y obreros del ferrocarril con un asado, la moción se aprueba y el homenaje se realiza ese domingo con la presencia de una nutrida y entusiasmada concurrencia. En ella toma la palabra el Dr. Fidanza, en un discurso muy aplaudido en el que resalta el significado para Tandil de esta avanzada del progreso cerrando su alocución con un “God save the progress”. Siguieron otros discursos y en todos ellos se alabó al Gobierno del Dr. Dardo Rocha (gestor de dicha línea) y al espíritu progresista y emprendedor de los ingleses.
Aquel 6 de mayo de 1883 llegó por primera vez aunque precariamente, un tren a Tandil. El servicio público aún debería esperar.
Las obras restantes fueron terminadas en los meses subsiguientes y el nuevo decreto autorizando la habilitación definitiva de la línea se sancionó el 1 de septiembre. A partir de entonces Tandil comenzó a vivir lo cotidiano del servicio ferroviario y hasta comenzaron a escucharse las primeras críticas por la arbitrariedad de las expropiaciones, el precio de las tarifas, las escasas comodidades, etc. Mientras tanto, los rieles se aprestaban a continuar su tendido hacia el sur, hacia Benito Juárez.

## Línea Azul-Bahía Blanca

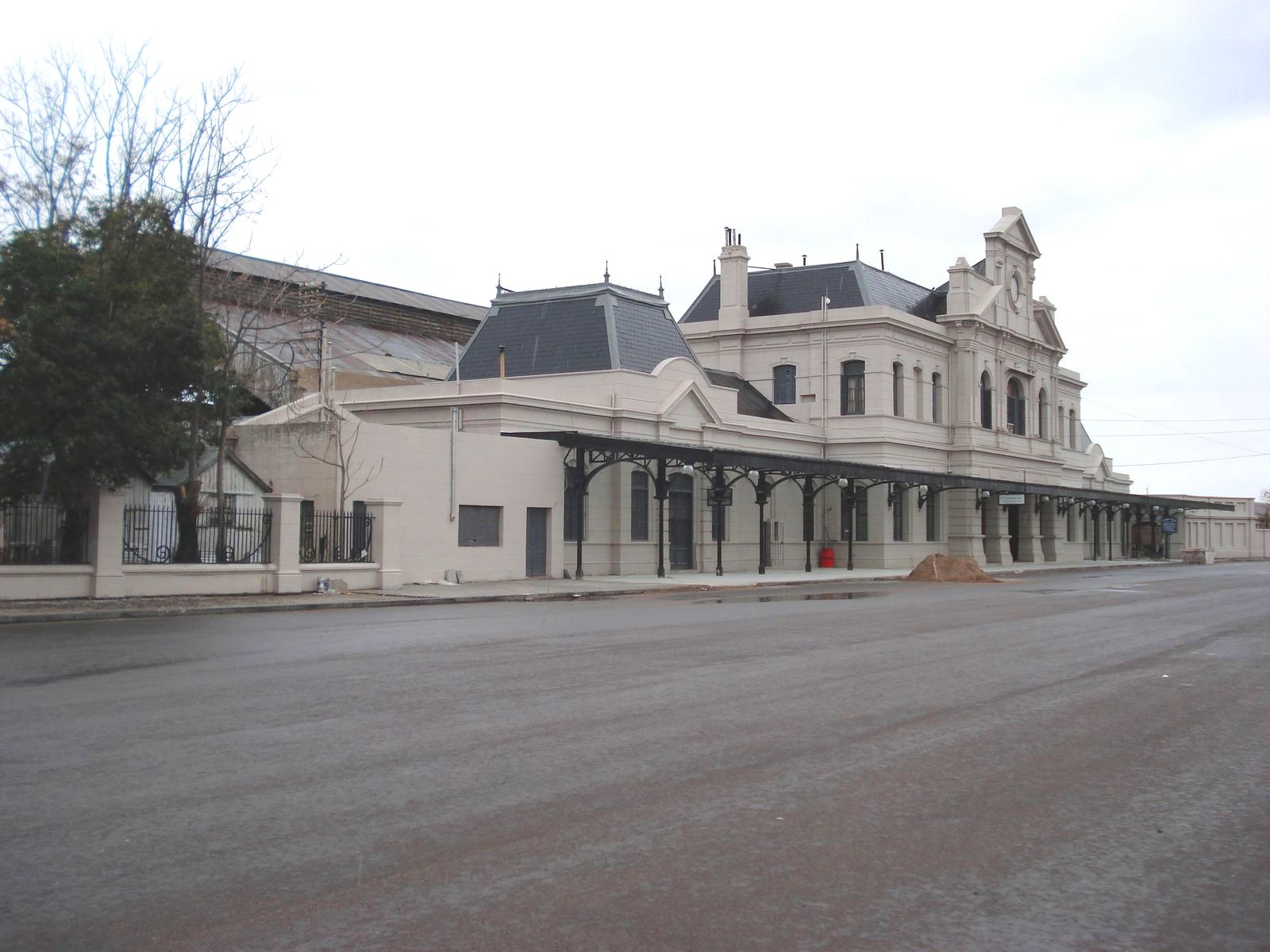
Estación Bahía Blanca.

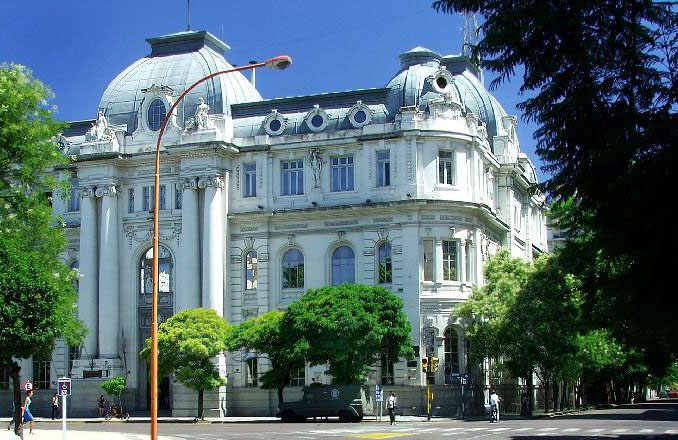
Banco de la Nación Argentina - Bahía Blanca

Para 1830, al sur del río Salado existían las poblaciones de Carmen de Patagones (desde 1779), Dolores (1817), Tandil (1823) y Bahía Blanca, en torno a la Fortaleza Protectora Argentina (futura ciudad de Bahía Blanca), fortín fundado en 1828.
Al principio la frontera entre la civilización y los dominios del indio era el río Salado y aventurarse al sur de este límite natural era un acto temerario, así las poblaciones fueron surgiendo a la sombra de fortines que jalonaban la línea de frontera que se iba desplazando hacia el sur, en la medida en que las fuerzas militares sometían a los nativos.
De esta forma, para 1884, entre Buenos Aires y Bahía Blanca surgieron los pueblos de Azul en 1832, Esperanza (luego General Alvear), en 1854, Las Flores y Veinticinco de Mayo en 1856, Tapalqué en 1863, Saladillo en 1864, Arenales (luego Ayacucho) en 1866, Olavarría en 1867 y Juárez en 1874.
Trasladarse entre estas poblaciones era una verdadera odisea: el medio de transporte más común era la galera, un enorme coche de cuatro ruedas en cuyo interior cabían muchos pasajeros. Se llevaban armas para repeler a los indios y a los asaltantes y cuando todo andaba bien se podían hacer unos 80 km por día. Poco a poco se fueron organizando las Mensajerías, empresas de transporte que con sus galeras recorrían estas latitudes hasta la llegada del ferrocarril.
También desde 1860 la goleta Napostá de 300 t de porte bruto y el bergantín Río Bamba cubrieron el servicio entre Buenos Aires, Bahía Blanca y Carmen de Patagones.
En 1866 se aprueba el contrato entre el gobierno argentino y la firma naviera Aguirre y Murga para establecer un servicio de pasajeros y carga entre Buenos Aires, Bahía Blanca y Carmen de Patagones, por el cual la empresa se compromete a realizar un viaje redondo mensual, recibiendo por ello un subsidio.
Como ya se dijo, en 1881, para evitar una posible expropiación del gobierno provincial, el Ferrocarril del Sud firma un convenio en el que se compromete a construir la prolongación de sus líneas desde Ayacucho hasta Tandil y desde Azul, por La Gama (actual General Lamadrid) hasta Bahía Blanca.
Así fue como luego de una disputa que surgió con el F.C.O. las vías se extendieron hasta alcanzar Olavarría, inaugurándose el servicio el 15 de marzo de 1883. Inmediatamente los rieles continuaron tendiéndose hacia el sur alcanzando Lamadrid el 1 de octubre de 1883 y finalmente el 26 de abril de 1884 quedó inaugurada la línea férrea a Bahía Blanca, pudiéndose viajar desde el 7 de mayo, entre Buenos Aires y esta lejana localidad sureña en tan solo 24 h.
El pueblo de Bahía Blanca, a través de distintas comisiones y la de la propia Municipalidad, habían efectuado trabajos para engalanar la aldea (en aquel entonces), a fin de hacer al Gobernador Carlos Alfredo D'amico y demás invitados un digno recibimiento con motivo de la inauguración. El edificio municipal había sido vestido con cinco mil luces al estilo veneciano, las calles habían sido adornadas y cientos de banderas coronaban los edificios. En la plaza una banda militar entretenía con sus acordes, mientras veinte vaquillonas eran asadas a las brasas para un tradicional asado con cuero, a la par que se realizan competencias gauchescas. Por la noche, también hubo fuegos de artificio.
Finalmente esta línea quedó abierta al público el 7 de julio de 1884, con lo que el Ferrocarril del Sud lograba por un lado acaparar una gran zona de la Provincia de Buenos Aires que en el futuro se convertiría en su exclusiva área de influencia y además obtenía un puerto de embarque que reducía dramáticamente la distancia de transporte de los productos de exportación. En 1884, esta empresa era ya el ferrocarril más extenso del país, con 1025 km de vía y un futuro promisorio.
Paralelamente a la construcción de la línea a Bahía Blanca, se gestionaba la autorización para construir en "El Puerto" un muelle, hecho que se concretó el 26 de septiembre de 1885. Construido en acero, tenía 8 grúas, 5 vías, trescientos metros de largo (doscientos en curva) y veintidós metros de ancho. Con el tiempo este puerto se convertiría, en el centro de exportación de cereales de su "hinterland". Este fue el primer muelle que existió en lo que hoy es el puerto de Ingeniero White.

## Línea Tandil-Bahía Blanca

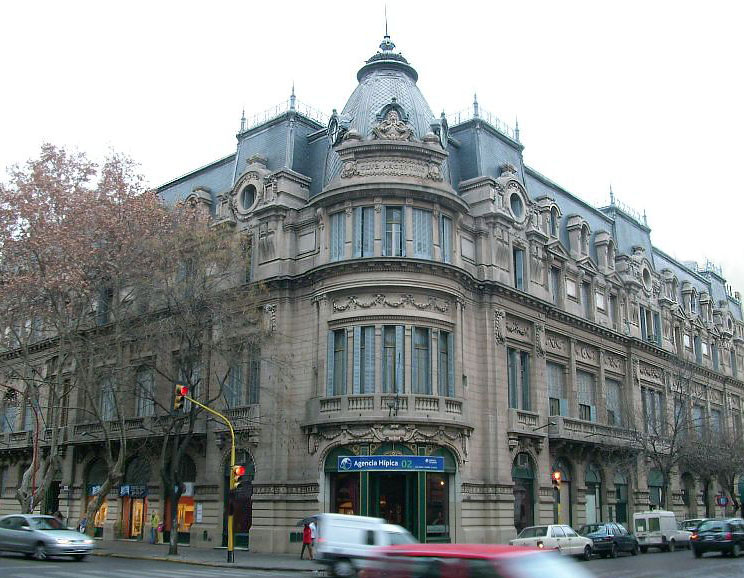
Club Argentino de Bahía Blanca

La línea de esta empresa, que se extendía por Dolores, Ayacucho y Tandil, se prolongó sorteando el sistema serrano de Tandilia con rumbo a Juárez, localidad que fue alcanzada el 8 de marzo de 1885. Este ramal luego se extendería hasta Tres Arroyos, habilitándose dicho tramo el 1 de abril de 1886.
Por ley del 4 de junio de 1889 durante la gobernación de Máximo Paz, el Ferrocarril del Sud fue autorizado a extender sus vías entre Tres Arroyos y Bahía Blanca. Los planos y estudios correspondientes fueron aprobados con fecha 1 de agosto del mismo año.
Para el 27 de febrero de 1891 debía estar concluida la línea, pero debido a ciertos inconvenientes que ocasionaron demoras en los trabajos, la inauguración se efectuó el 1 de diciembre de 1891.
El retraso de las obras se debió, al parecer, por las dificultades opuestas por algunos propietarios y a la necesidad de proceder al juicio de expropiación por parte de la empresa, que además, tuvo que realizar modificaciones en el sistema de puentes sobre los arroyos Sauce Grande y Las Mostazas.
Por entonces Bahía Blanca ya era el cuarto nodo ferroviario del país.

## El Ferrocarril llega al océano Atlántico

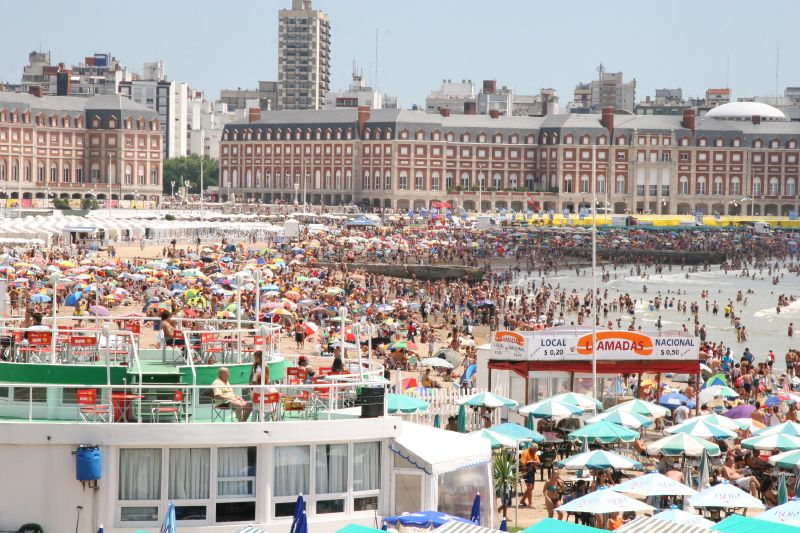
Mar del Plata, principal ciudad balnearia argentina.

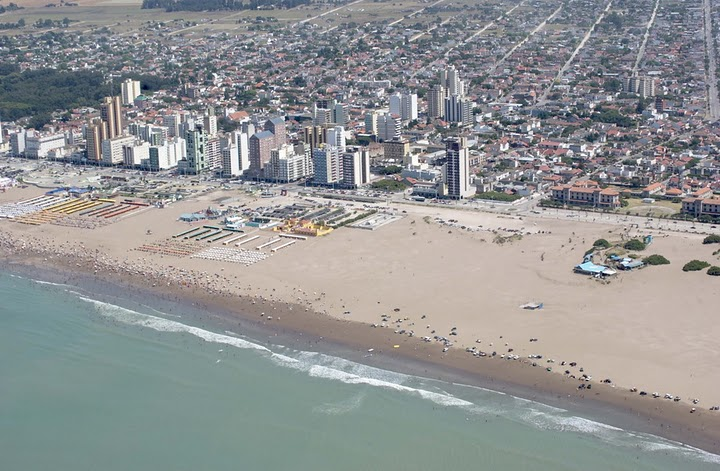
Vista actual de Necochea.

Tan memorable como la llegada del tren a Bahía Blanca fue su arribo a Mar del Plata. La modesta villa costera había sido fundada en 1873 por Patricio Peralta Ramos, en el lugar donde tenía instalado su saladero José Coelho de Meyrelles. Este lugar ya comenzaba a atraer a algunas personas como estación de baños, pero estaba condenada a no prosperar a causa de la falta de medios adecuados de comunicación.
El ferrocarril pasaba a bastante distancia, siguiendo la curva de la costa, y el futuro gran balneario habría quedado por mucho tiempo a trasmano si la empresa del Sud, cediendo a la empeñada instancia de los vecinos, no se hubiera decidido a construir el ramal de 129 km que, partiendo de la estación Maipú, lo puso en contacto con Buenos Aires el 26 de septiembre de 1886. Esta línea fue sometida a duras pruebas, ya que cruzaba terrenos bajos y anegadizos de la pampa deprimida, pero finalmente llegó allí, donde más adelante crecería la principal ciudad turística de la Argentina.
Mientras tanto, el programa de extensiones recomendado por John Coghlan en 1889 llevaba las vías, en distintas etapas, desde Ayacucho a Balcarce y de allí a Necochea. El 24 de febrero de 1892 se abrió el tramo Ayacucho - Balcarce (87,8 km) y el 1 de agosto llegó a Quequén el primer tren de pasajeros, procedente de Balcarce, inaugurando el trazado de 104,5 km. Quequén, vecina de Necochea río de por medio, había recibido a sus primeros pobladores en la década de 1830 y estaba destinada a convertirse en uno de los principales puertos de ultramar de la provincia. El primer muelle se inauguró en 1870, y la fundación oficial del pueblo se registró el 2 de julio de 1890.
Lorenzo Revol fue el primer jefe de estación. Los pasajeros que iban a Necochea debían cruzar el río en balsa y continuar en breque desde allí. La plaza de los Mataderos, en la orilla necochense, era el punto de trasbordo. Dos años más tarde, el 1 de agosto de 1894, el tren cruzó el río a la altura del paso Cardiel, donde estaba la balsa, para llegar finalmente a Necochea. La estación se levantó en la actual calle 62, entre 49 y 43. La apertura del ramal Quequén - Necochea (1,5 km), promovió el traslado del centro comercial desde la plaza hacia la calle 62 entre 61 y 49. Trece años después de su fundación, la ciudad se conectaba a la red ferroviaria del país.
El impulso otorgado por el tren al sur del partido durante la primera década del siglo XX fue notable. Los enlaces ferroviarios con Tres Arroyos, Lobería, Cooper y Tandil generaron la formación de nuevos pueblos. El 12 de abril de 1908, en la línea Lobería - Tres Arroyos se fundó Nicanor Olivera, o La Dulce, nombre que tomó de la estación ferroviaria. Ese año también se creó Claraz, en el tendido que venía de Tandil a Cooper. Un poco más al sur, el 28 de marzo del año siguiente se fundó Juan N. Fernández. Entre Cooper y Energía se estableció Ramón Santamarina. También de 1908 es la línea Necochea - Lobería - Tandil. Se proyectó la construcción de un ramal entre Necochea y Energía, que nunca se concretó.
Mientras tanto, a fines del siglo XIX surgen tres emprendimientos urbanísticos al sur de Mar del Plata, impulsados por el éxito de ésta como centro balneario. Dichos pueblos fueron: Miramar (1888), Mar del Sud (principios de 1889) y Boulevard Atlántico (mediados de 1889), todos ellos nacidos por el impulso del gran negocio que implicaba la venta de tierras, loteadas y vendidas en grandes remates.
Mar del Sud, es sin lugar a dudas, la comunidad con mayor trayectoria histórica en esta zona. Sus comienzos se remontaban al año 1834, cuando todo este territorio formaba parte de la zona limítrofe con el territorio de los indios que se encontraban al sur de los fuertes de Tandil y Azul. En esta época de colonización, la familia Otamendi adquiere 12 leguas cuadradas al sur de la Sierra del Volcán. Los pobladores van tomando posesión lentamente de todo el territorio, sufriendo frecuentes maloneadas por parte de los indios Pampa, lo que dificulta las actividades de los colonizadores.

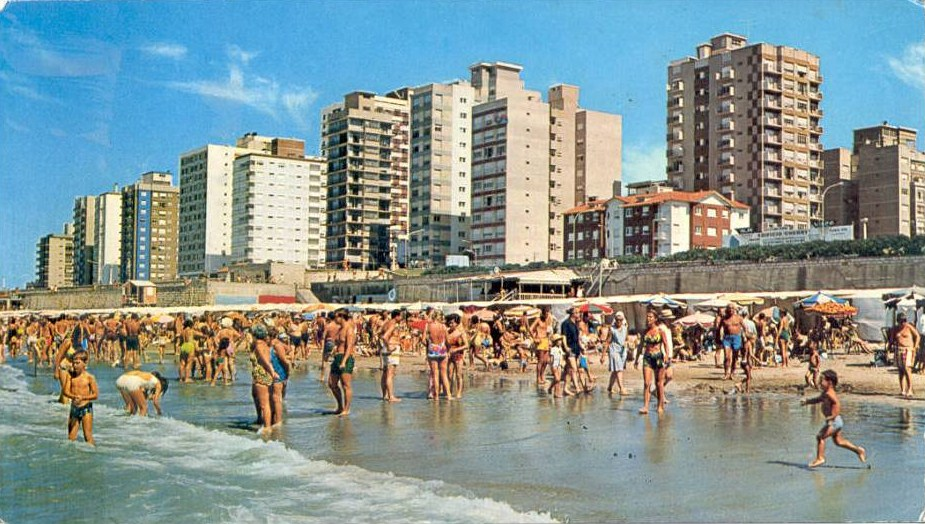
Miramar en la década de 1970.

Ya en 1880 comienza a forjarse la idea de fundar un pueblo balneario que se convierta en el “gran Balneario Argentino”. Para esta tarea se contrata a técnicos alemanes, con la finalidad de ubicar el mejor lugar de la Costa Atlántica; luego de un minucioso análisis, eligen a la actual Mar del Sud por cumplir con todos los requisitos para ser la ciudad balnearia ideal.
En 1888, a iniciativa de una sociedad anónima, realiza el trazado de Mar del Sud, al norte del arroyo La Carolina, en un área aproximadamente de 60 hectáreas compradas a Fernando J. Otamendi.
Pese al exitoso remate de los lotes y a la construcción de un hotel, Mar del Sud no logra desarrollarse, acosado por el constante avance de los médanos.
A mediados de 1889 Fernando J.Otamendi, vende otra parte de su propiedad con el respectivo plano de subdivisión, al Banco Constructor del Plata, institución bancaria que llegó a ser una de las más importantes del país a mediados de la década de 1980´.
Este nuevo emprendimiento, ubicado al sur del arroyo La Carolina, fue llamado "Boulevard Atlántico" (pegado al despoblado "Mar del Sud"). Para fomentar el emprendimiento, el Banco Constructor de la Plata, cuyo presidente y fundador fue Carlos Mauricio Schweitzer, gestiona ante las autoridades del Ferrocarril Sud la llegada de una línea férrea hasta el lugar, e inicia la construcción de un importante hotel de estilo europeo sin precedentes en la Costa Atlántica y uno de los primeros en la Argentina, se trataba del "Hotel Boulevard Atlántico", lo cual atrajo a gran cantidad de turistas de todas partes.
El fracaso de las gestiones ante el Ferrocarril del Sud, así como la crisis de 1890 y la quiebra del banco, motivaron a sus autoridades a vender el hotel y las tierras a la Compañía Argentina del Riachuelo. El tren jamás llegó a Mar del Sud. Carlos Mauricio Schweitzer se suicidó en 1892.
Miramar, en cambio corrió mejor suerte. Hacia 1880 esta zona estaba ocupada principalmente por algunas estancias, ubicadas dentro del Partido de General Pueyrredón, una de ellas conocida como "El Saboyardo", propiedad de Fortunato de la Plaza y ocupaba la franja costera entre los arroyos "El Durazno" y “La Totora", distantes 8 km uno del otro.
Promediando 1887, José María Dupuy, cuñado de la Plaza, logra convencer a este último de lo provechoso que sería fundar un pueblo balneario en los terrenos que le pertenecían. El pueblo de Miramar se funda finalmente en 1888 y rápidamente comienza a urbanizarse.
Sin embargo, la llegada del Ferrocarril a Miramar solo se concretaría el 9 de febrero de 1911. Como este era el principal medio de comunicación de la época, junto con el tren llegó un aluvión de turistas.

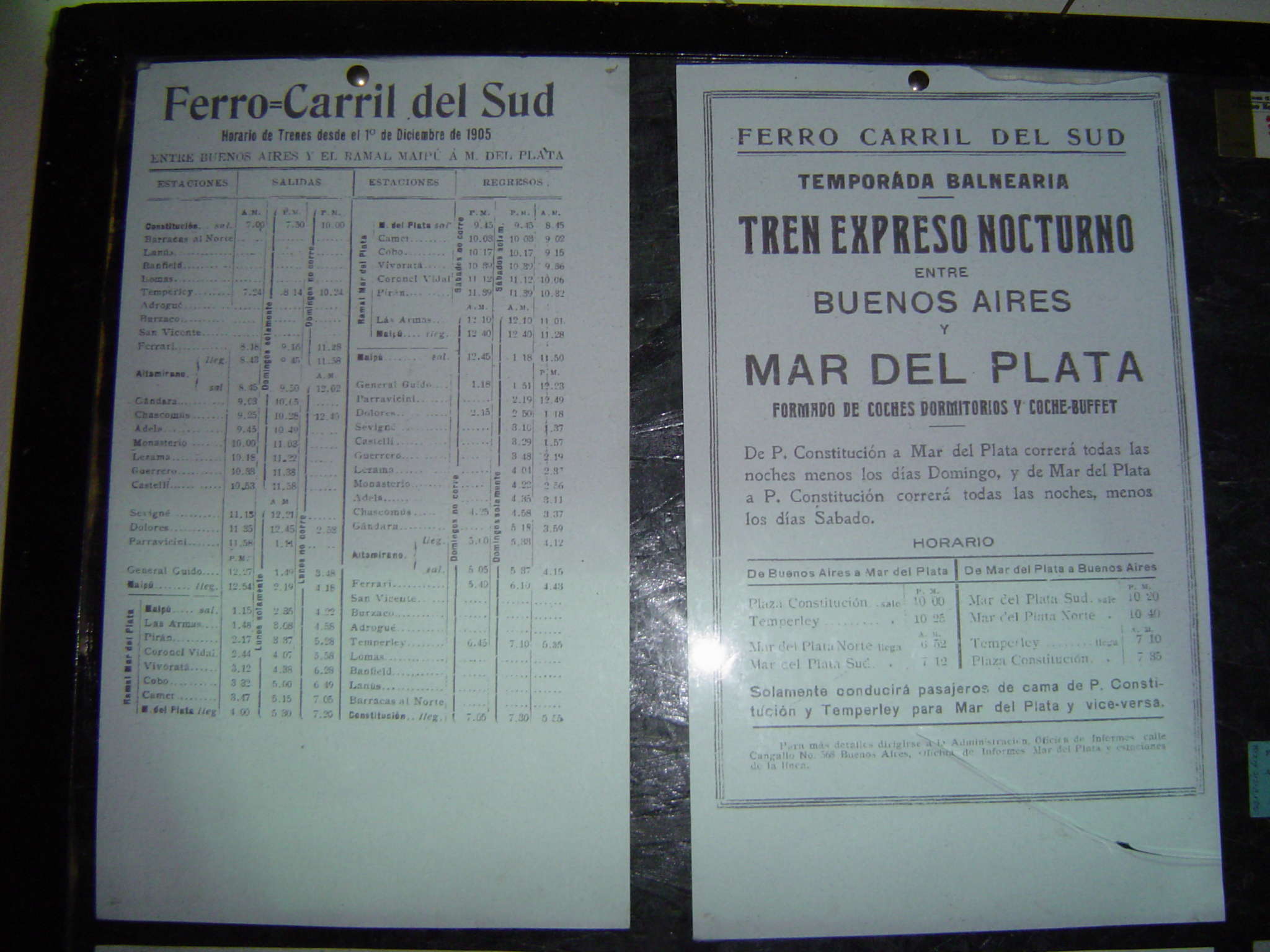
Horarios ferrocarril del sud diciembre 1905 ramal a Mar del Plata

## Líneas y ramales (1865-1914)
La expansión del F.C.S. desde su inauguración hasta la década de 1890 fue excepcionalmente vasta.
A continuación se listan los tramos abiertos por la empresa desde sus inicios hasta el 1 de junio de 1899, cuando las vías llegaron a la estación Limay, en la actual ciudad de Cipolletti, frente a la ciudad de Neuquén, donde las vías llegarían tres años más tarde.
| Ramal                                       | Fecha de apertura        | Extensión en km |
| ------------------------------------------- | ------------------------ | --------------- |
| Buenos Aires a Jeppener                     | 14 de agosto de 1865     | 77              |
| Jeppener a Altamirano                       | 14 de diciembre de 1865  | 10              |
| Altamirano a Chascomús                      | 14 de diciembre de 1865  | 26              |
| Chascomús a Dolores                         | 10 de noviembre de 1874  | 90              |
| Dolores a Maipú                             | 7 de diciembre de 1880   | 68              |
| Maipú a Ayacucho                            | 7 de diciembre de 1880   | 62              |
| Ayacucho a Tandil                           | 19 de agosto de 1883     | 63              |
| Tandil a Juárez                             | 8 de mayo de 1885        | 85              |
| Juárez a Tres Arroyos                       | 2 de abril de 1886       | 89              |
| Tres Arroyos a Bahía Blanca                 | 2 de diciembre de 1891   | 192             |
| Altamirano a Ranchos                        | 1 de marzo de 1871       | 24              |
| Ranchos a General Belgrano                  | 19 de mayo de 1871       | 32              |
| General Belgrano a Las Flores               | 1 de julio de 1872       | 64              |
| Las Flores a Azul                           | 8 de septiembre de 1876  | 109             |
| Azul a Olavarría                            | 15 de marzo de 1883      | 43              |
| Olavarría a General La Madrid               | 1 de octubre de 1883     | 93              |
| General La Madrid a Bahía Blanca            | 7 de mayo de 1884        | 261             |
| Maipú a Mar del Plata                       | 26 de septiembre de 1886 | 129             |
| Hinojo a Sierras Bayas                      | 16 de julio de 1887      | 6               |
| Hinojo a Sierra Chica                       | 16 de julio de 1887      | 10              |
| Prolongación del ramal anterior             | 23 de julio de 1898      | 6               |
| Ramal a La Boca                             | 23 de julio de 1888      | 6               |
| Ramal al Mercado Central de Frutos          | 2 de febrero de 1896     | 2               |
| Tandil a Los Leones                         | mayo de 1892             | 6               |
| Olavarría a San Jacinto                     | 21 de agosto de 1893     | 12              |
| Olavarría a San Nicolás                     | 21 de agosto de 1893     | 4               |
| Olavarría a Loma Negra                      | 21 de agosto de 1893     | 7               |
| Merlo a Lobos                               | 21 de junio de 1890      | 64              |
| Lobos a Saladillo                           | 21 de julio de 1890      | 87              |
| Saladillo a General Alvear                  | 1 de noviembre de 1897   | 48              |
| Temperley a Cañuelas                        | 12 de marzo de 1890      | 47              |
| Cañuelas a Las Flores                       | 1 de mayo de 1892        | 114             |
| Las Flores a Tandil                         | 1 de agosto de 1891      | 151             |
| Ayacucho a Balcarce                         | 24 de febrero de 1892    | 88              |
| Balcarce a Quequén                          | 1 de agosto de 1892      | 105             |
| Quequén a Necochea                          | 1 de agosto de 1892      | 2               |
| Cañuelas a Lobos                            | 1 de agosto de 1892      | 33              |
| Lobos a Navarro                             | 1 de enero de 1898       | 24              |
| Lobos a Veinticinco de Mayo                 | 10 de enero de 1898      | 108             |
| Veinticinco de Mayo a San Carlos de Bolívar | 27 de julio de 1898      | 124             |
| San Carlos de Bolívar a Guaminí             | 27 de julio de 1898      | 155             |
| Guaminí a Saavedra                          | 27 de julio de 1898      | 134             |
| El Puerto a Río Colorado                    | 1 de octubre de 1897     | 171             |
| Río Colorado a Choele Choel                 | 1 de julio de 1898       | 178             |
| Choele Choel a Cipolletti                   | 1 de junio de 1899       | 214             |
| Grünbein a Puerto Belgrano                  | 1 de julio de 1898       | 21              |
| Sección Ensenada                            | 1 de julio de 1898       | 119             |

A partir de 1884 el FCS también desarrolló proyectos para que sus vías llegaran de Dolores a Ajó en la Provincia de Buenos Aires, pero este emprendimiento no prosperó.
Por decreto de fecha 28 de noviembre de 1885 el Poder Ejecutivo durante el gobierno de Carlos Alfredo D'amico concedió a los señores Dávila y Compañía la construcción de un "tranway" desde la estación Olavarría del Ferrocarril del Sud hasta las canteras de San Jacinto que explotaban los mismos señores Dávila y Compañía. Y en vista del servicio que reportaba para la provincia la línea pedida, el gobierno contribuyó con 18 km de rieles usados para facilitar su construcción. El 20 de julio de 1889 los señores Dávila y Compañía transfirieron a la empresa de Ferrocarril del Sud la vía férrea de su propiedad y dominio desde Olavarría hasta las canteras de San Jacinto, incluyendo los terrenos de tren rodante. Esta transferencia fue aprobada por el gobierno por decreto del 31 de julio de 1889. Este servicio del ramal a San Jacinto fue entregado al servicio público el 21 de agosto de 1893.
En 1906 se habilitó también el ramal de Alta Vista a Remecó, cuya última sección, de Darregueira a Remecó, fue transferida al Ferrocarril Bahía Blanca al Noroeste al año siguiente. En 1908 se abrió al servicio público la línea de Barrow a Lobería (hoy Tamangueyú) y desde una estación intermedia denominada Cooper (hoy Defferrari) partía el ramal a Gardey, en las inmediaciones de Tandil. Ese año se habilitó también el ramal de Guido a Juancho, pasando por Madariaga, que se completaría hasta Vivoratá en 1912. En 1909 se hizo lo propio con el ramal de Rivera Sud al Mercado Central de Frutos en Avellaneda. Al año siguiente se habilitaron los ramales de Cooper a Orense, de General Alvear a Olavarría, de General Alvear a Recalde y de esta última a Lamadrid y Coronel Pringles, de Cipolletti a Contraalmirante Cordero, de Pigué a Ombú, de Mar del Plata al puerto, ramales a las canteras de Tandil, a la cantera Dufaur, al Molino Progreso y en la sección urbana se habilitó el ramal de Bosques a Berazategui con lo que el Ferrocarril del Sud llegó ese año a tener una extensión total de 4.976 km de vía. En 1911 se inauguró el ramal de Bolívar a Recalde y Ombú, Chas a Ayacucho, Empalme La Barrancosa a San Enrique y de Dorrego a Oriente. En 1912 se habilitaron los ramales de Tandil a Las Nutrias, a la Cantera Aguirre, al Puerto de Quequén, de Oriente a Copetonas, de Dionisia (hoy Nicanor Otamendi) a San Agustín, de Olavarría a Vela, de Barrow a Juan E. Barra y el ya mencionado de Juancho a Vivoratá. Al finalizar el año esta empresa tenía en explotación 5.749 km de vía. Dos años después, en 1914, se completó la línea de Neuquén a Zapala, el ramal de Álvarez Jonte a Las Pipinas y se construyó la primera sección de Rufino de Elizalde a Lezama, habilitándose la vía hasta Vergara, con lo que la red pasó a contar con 6.082 km en explotación.

## El empalme Lobos

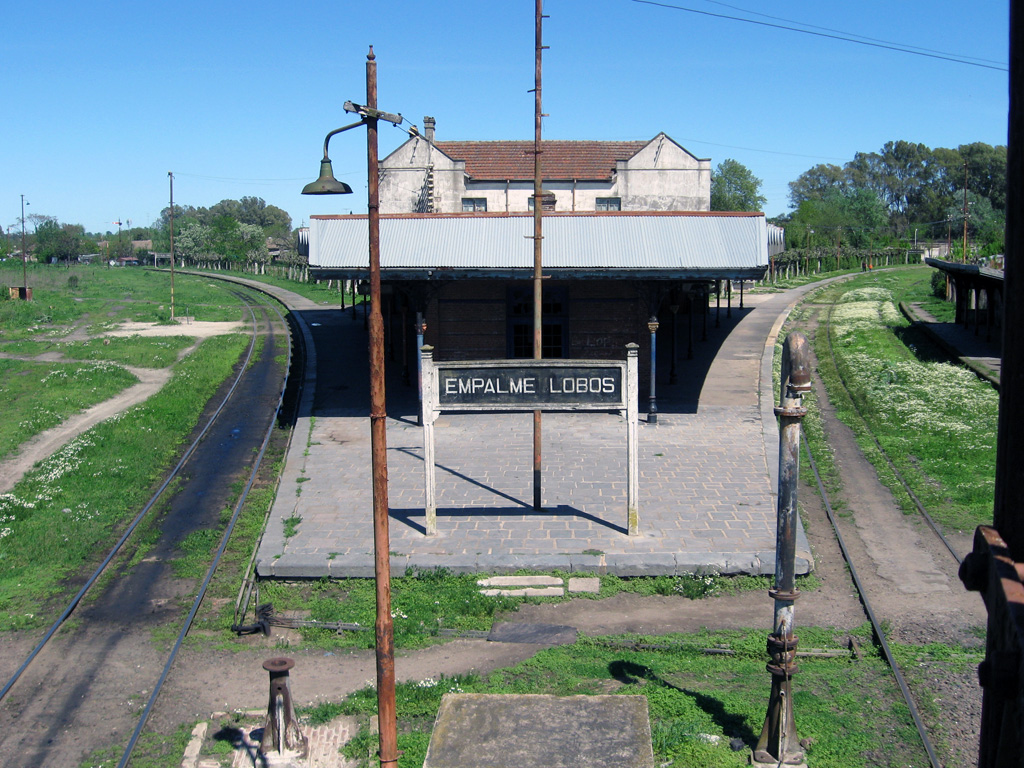
Vista de la Estación Empalme Lobos

La construcción por parte del ferrocarril de la provincia (Ferrocarril Oeste), de un ramal desde Merlo hacia el centro de la provincia fue uno de los motivos que aceleró la construcción de nuevas extensiones por parte del Ferrocarril del Sud, ya que con él veía peligrar lo que consideraba su zona de influencia al sur de Buenos Aires. Este ramal se habilitó, desde Merlo hasta Marcos Paz en diciembre de 1870 y en mayo de 1871 se inauguró hasta Lobos, llegando a Saladillo en 1884.
En 1890 el Ferrocarril del Sud adquiere al Ferrocarril Oeste, los ramales de Temperley a Cañuelas y de Merlo a Saladillo. La vinculación de estas vías con la red del Sud llegaría en 1892, el 6 de junio de ese año esta empresa habilita una conexión desde Cañuelas, con una estación intermedia llamada Uribelarrea, empalmándola con las vías adquiridas a la Western Railway en un punto 3,7 km antes de Lobos, nace así "Empalme Lobos" que al principio fue una pequeña estación con edificio provisorio. Cinco años después, en 1897 el FCS extendió el ramal que iba a Saladillo hasta Gral. Alvear y habilitó la línea desde Empalme Lobos a 25 de Mayo, primera sección de una vía que se extendió a Bolívar, Guaminí, Carhué y Puán para finalmente en Saavedra unirse con su línea principal a Bahía Blanca, sirviendo a los intereses de otra gran región productora y fijando la frontera entre la zona de influencia propia (Ferrocarril del Sud) y el ahora británico Ferrocarril Oeste. Este último ramal, el más extenso que partía desde el Empalme Lobos se concluyó en 1899. Sin embargo el Sud incursiona un poco más al oeste de su red, construyendo y habilitando un pequeño ramal, otra vez desde Empalme Lobos hasta el pueblo de Navarro, esto el 8 de febrero de 1898. En estos años las dependencias de Empalme Lobos van tomando su fisonomía actual.
El pequeño ramal a Navarro que desde 1904 tenía una estación intermedia llamada Las Chacras, requería un tren de combinación en Empalme Lobos, que dada la poca cantidad de pasajeros resultaría totalmente antieconómico. Por ello el Sud puso a circular por él un vehículo experimental, un colectivo Chevrolet, con rodado ferroviario que hacía varias veces el trayecto pero que no resultó efectivo por lo cual al año siguiente decidió alquilar al oeste un coche motor con cabina de conducción en ambos lados, denominado RM 250.

## El despegue de la Estación Temperley

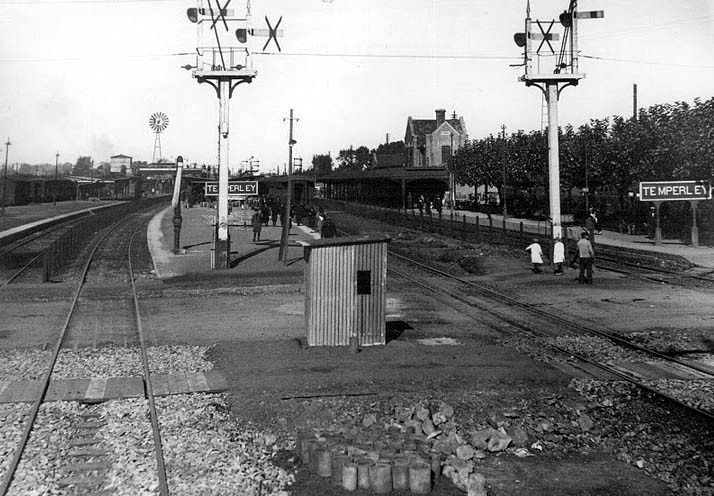
Estación Temperley en 1925, donde se ven claramente las señales utilizadas por entonces.

La fundación de la ciudad de La Plata vino a trastocar, por casualidad, el futuro ferroviario de Temperley, ya que el Ferrocarril del Oeste (aún provincial) construyó un ramal de La Plata a Haedo, cruzando al Ferrocarril Sud, entre Temperley y Adrogué.
Las autoridades del Ferrocarril del Sud vieron entonces la oportunidad de conectar su línea con la del Ferrocarril Oeste para llegar a La Plata desde Plaza Constitución, haciendo así una interesante competencia a su enemigo, el Ferrocarril Buenos Aires y Ensenada que ya llegaba a La Plata, vía Empalme Pereyra. Por otra parte el Oeste se mostró interesado en tener un empalme con el F.C. Sud y al menos una estación de cargas en el lugar.
Así, el 15 de febrero de 1884 se habilitó un empalme entre la estación José Mármol (FCO) y Temperley permitiendo que sus trenes transportaran pasajeros y carga entre las estaciones Plaza Constitución y La Plata.
Un decreto de la Provincia fechado tres días después autorizaba al FC Sud a trasladar la estación Temperley a su actual emplazamiento (200 m al sur de la ubicación original) donde existía el terreno adecuado y necesario para una estación con empalme, de la importancia que iba adquiriendo.
El 13 de mayo del mismo año se habilita la doble vía de Plaza Constitución hasta Burzaco, que originalmente llegaba solo hasta Barracas al Sud.
En 1888 se inaugura el edificio de la segunda estación Temperley.
En 1886, desde el ramal de Empalme Pereyra (actual Villa Elisa) a Haedo, a la altura de Santa Catalina, el Ferrocarril del Oeste (o Provincial) construyó un nuevo ramal hasta Cañuelas, que en 1890 fue adquirido por el F.C. Sud quien decidió conectarlo a su línea principal justamente en Temperley, generando en esta estación más tráfico que se incrementó con la prolongación de Cañuelas a Las Flores ya que este nuevo ramal acortaba la distancia entre Plaza Constitución y Bahía Blanca.

## Talleres Remedios de Escalada

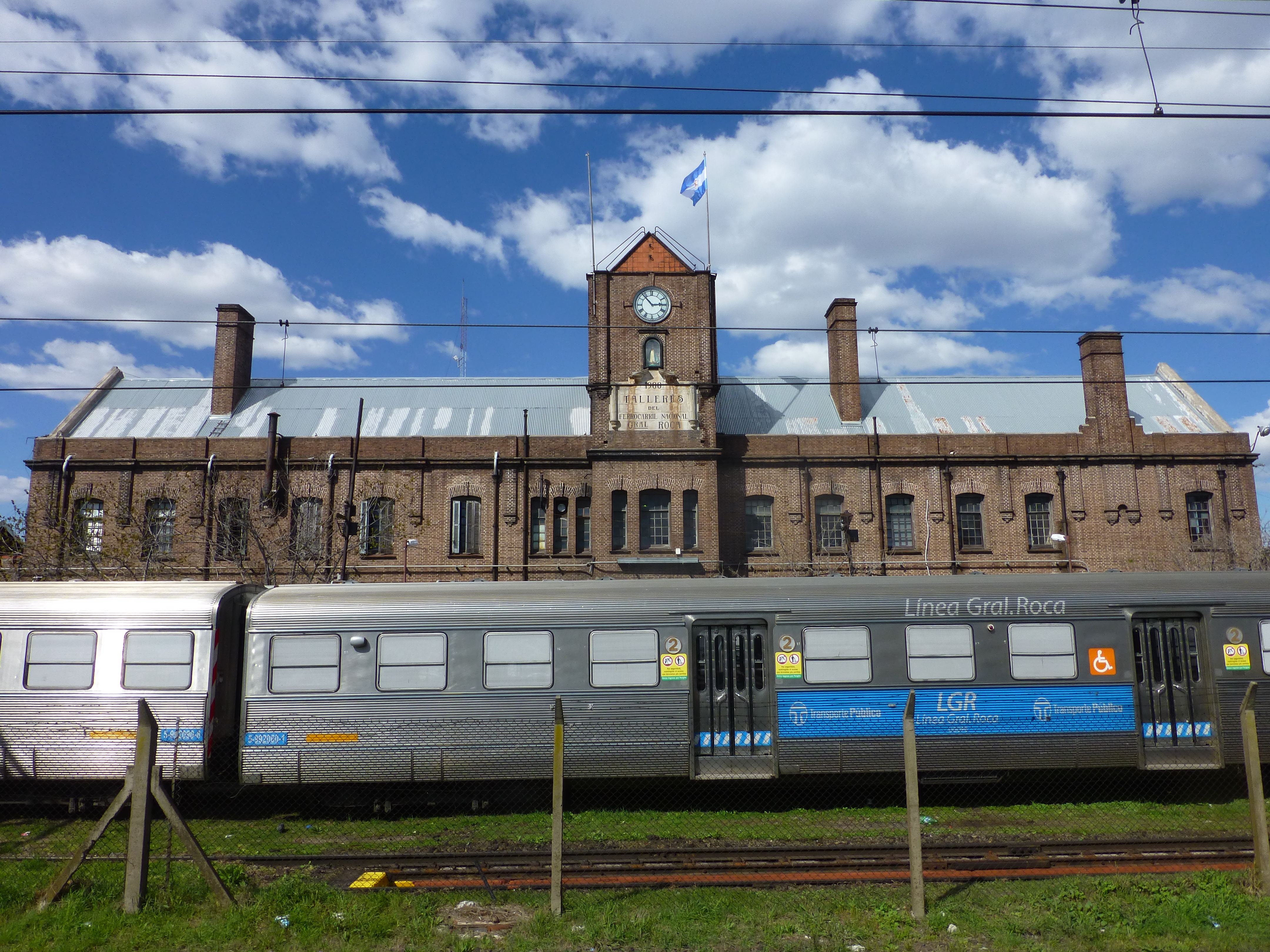
Talleres ferroviarios.

Originalmente los talleres del FCS estuvieron radicados en Barracas al Sud y luego fueron trasladados a la estación Sola, donde funcionaron durante más de quince años, pero pronto se vio desbordada su capacidad ante el desafío de afrontar el crecimiento de la línea.
En los talleres de Sola, donde trabajaban ya más de mil operarios, no se disponía del terreno suficiente para emprender la expansión indispensable ante el aumento constante de locomotoras, coches y vagones. Es entonces cuando la dirección de la empresa comienza a estudiar la factibilidad de instalar nuevos y más modernos talleres en algún punto de la línea.
Los estudios efectuados arrojaron como resultado la elección de terrenos adecuados para tamaña construcción en el kilómetro once de la vía principal entre Lanús y Banfield.
A tal fin se encara la compra de ese predio de casi 1.300.000 m², ubicado a ambos lados de las vías principales. Ya corría el año 1899 cuando se presentan para su aprobación los planos y descripción de las obras, cuya piedra fundamental fue colocada el 5 de julio de 1899. Estas incluían la construcción de dos nuevas vías principales adicionales para trenes de pasajeros, entre los kilómetros 9,250 y 12,004, al oeste de la anterior vía principal, que quedaría destinada para los de carga. Aún sin existir una fecha exacta de inauguración, los por entonces conocidos como "Talleres Banfield" fueron habilitándose paulatinamente, y durante algunos años, a partir de 1900, como reza la inscripción en la fachada de su edificio principal, mientras que las nuevas vías de pasajeros fueron libradas al tráfico en octubre de 1901.
Para el uso exclusivo del personal se proyectó una plataforma de 90 m de largo por diez de ancho que se comunicaba con la entrada de los Talleres por un puente sobre las vías. Esta parada fue denominada Talleres, aunque luego se la conoció como "Los Talleres" hasta el 21 de julio de 1923, cuando adopta su nombre actual de "Remedios de Escalada".
Paralelamente a la puesta en funcionamiento de los talleres, la empresa encaró la construcción de un conjunto de casas para los jefes superiores y obreros, destinadas a maquinistas, fogoneros, limpiadores y demás personal del departamento de tracción, que incluía una plaza de recreo y la formación de un club para el personal.
Las viviendas que constituían el barrio eran destinadas a maquinistas, fogoneros, limpiadores y demás personal del departamento de tracción. El promedio de trabajadores en los talleres Escalada en la década del 20 fue de 2.700 y allí el F.C Sud fabricó todos sus coches de pasajeros, además de las piezas necesarias para la reparación y armado de locomotoras, salvo calderas y grandes elementos de hierro fundido.
La autorización para su construcción de la Colonia Ferroviaria de Remedios de Escalada fue concedida en agosto de 1900 y el barrio se constituyó de la siguiente forma:

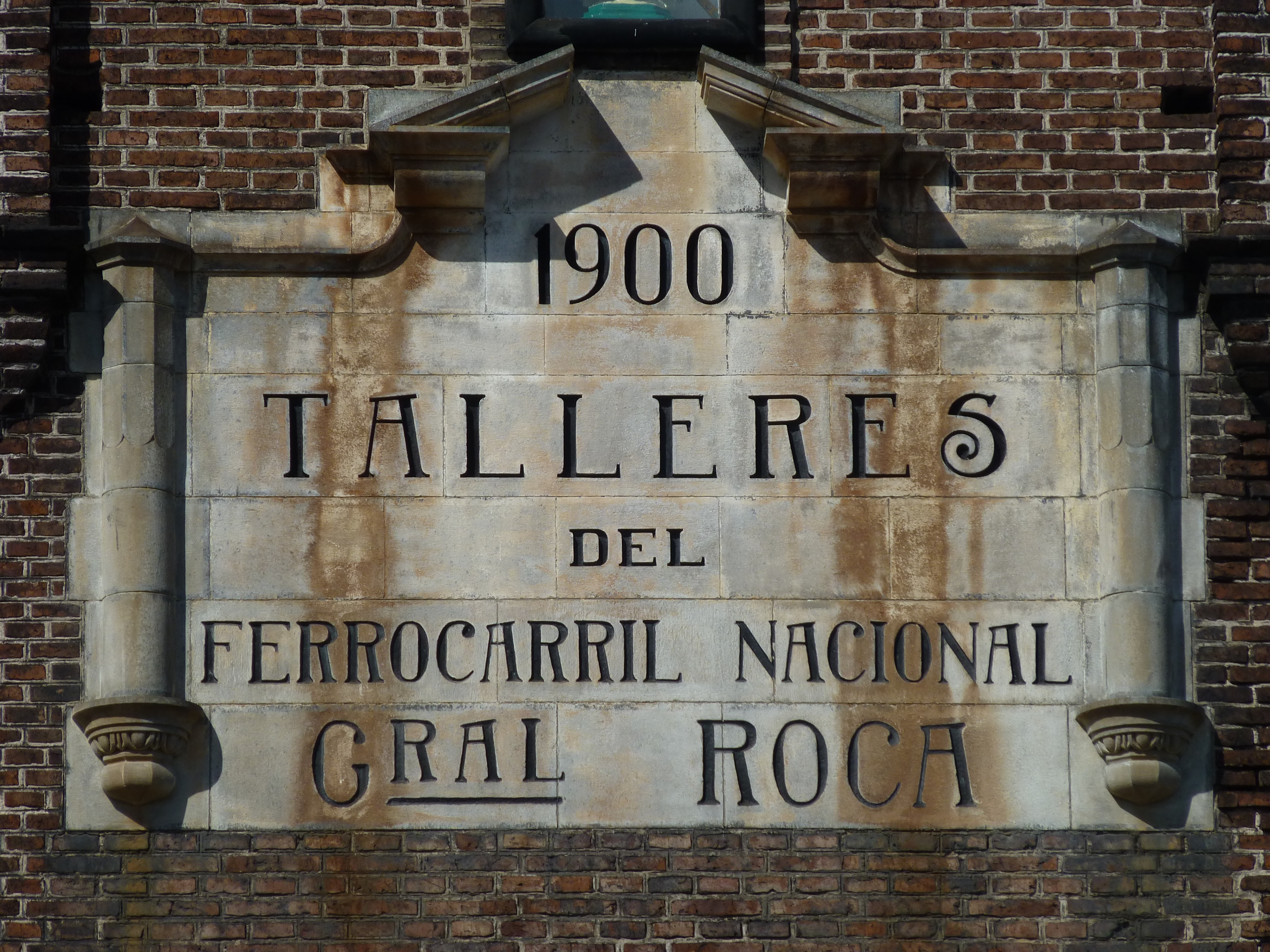
Placa en la entrada.

•	Casas para los jefes de tracción y talleres.
•	Una casa para el auxiliar del jefe de tracción y talleres.
•	Dos casas para los encargados de los talleres.
•	Dos casas para los inspectores de locomotoras.
Una colonia para obreros compuesta de:
•	Diez casas de primera con un alquiler de 30 pesos m/n
•	Diez casas de segunda con un alquiler de 20 pesos m/n
•	Treinta y dos casas de tercera con un alquiler de 16 pesos m/n, provistas de dos piezas y cocina.
•	Una barraca para trabajadores solteros.
Para fines de la década del ´40, los "Talleres" de Escalada se habían convertido en verdaderas fábricas: se agrandaron sus fundiciones y herrerías y se crearon secciones dedicadas con exclusividad a restaurar elementos usados o deteriorados; motivo por el cual en los talleres se fabricaban todo tipo de repuestos para locomotoras y coches de excelente calidad. En el taller se fundían, rellenaban y estampaban aros, pistones, camisas, bridas y gran variedad de repuestos.

## Cruzando el Riachuelo

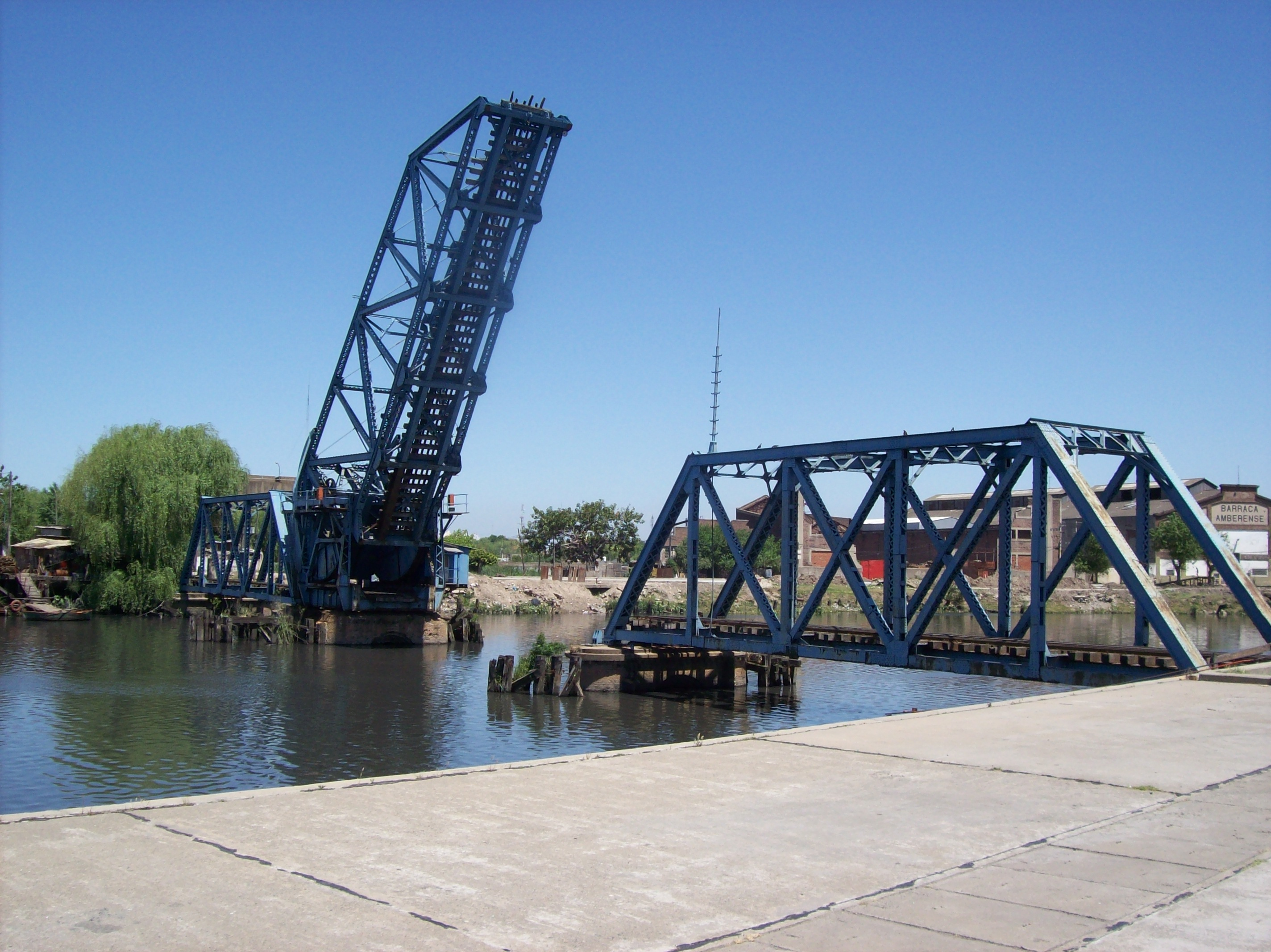
Puente Barraca Peña sobre el Riachuelo que une el barrio porteño de La Boca y el Partido de Avellaneda construido por esta empresa en el año 1913.

El primer puente del F.C. Sud sobre el Riachuelo duró 44 años, ya que en 1909 con la construcción del viaducto entre Plaza Constitución y Avellaneda y la posterior cuadruplicación de la vía, un puente nuevo más alto, mucho más grande y levadizo ocupó el lugar de aquel, cuyos cilindros de acero rellenos aún se veían años después en el sucio lecho del río.
El puente nuevo se instaló en dos etapas. La primera en las vías ascendente y descendente Este, a la izquierda del puente viejo yendo hacia Avellaneda, se habilitó en mayo de 1909 y una vez en servicio, se desmanteló el viejo para dar lugar a las otras dos vías y puentes que conformaron la cuádruple, y que estuvo concluido en diciembre de 1911, quedando el cruce del Riachuelo a un nivel que permitía el paso de chatas y pequeños “vaporcitos” sin necesidad de levantarlo.
Estaba construido en tres tramos, dos fijos y uno movible. El nivel de los rieles se hallaba a 10,75 m sobre el cero, el tramo del centro, levadizo, era a báscula sistema Scherzer. El pilar para soportar los tramos sur y del centro estaba colocado en medio del Riachuelo, dejando una vía fluvial de 23,3 m en la parte más profunda, y otra abertura de 14 m del lado de la Capital. El tramo fijo del lado norte tenía 40,50 metros de luz dejando una calle de 26,50 metros en la ribera de ese lado.
El tramo fijo del lado sur tenía 33,5 m de luz dejando del lado de la provincia una calle de 27,7 m de ancho. La luz libre entre las vigas más bajas y el cero del Riachuelo era de 9,23 m.
Casi nunca se levantó el puente por razones operativas, dicen que si se lo hizo el 17 de octubre de 1945, por orden del gobierno del presidente de facto Edelmiro Farrel, para evitar el cruce de quienes reclamaban por Juan Domingo Perón. Sin embargo lo cierto es que esta estructura tenía un importante defecto, tal vez por error de cálculo o excesivo peso, sus estribos en las márgenes del Riachuelo ya rectificado, se hundían lentamente, lo que obligaba a suplementar permanentemente el nivel de la vía.
Pero este no fue el único cruce del Sud sobre el Riachuelo ya que el adquirir los bienes del F.C. Ensenada se sumó el puente que tenía esta compañía (Viejo Puente Pueyrredón) el cual vio pasar trenes de pasajeros entre la estación Casa Amarilla y La Plata hasta que se habilitó el empalme de la línea principal con la vía Quilmes el 1 de octubre de 1909 y todos los trenes de pasajeros partieron y llegaron a Plaza Constitución.
Por este puente cruzaron luego solo trenes de carga por cuatro años más, hasta la habilitación del puente de Barraca de Peña y luego quedó inactivo hasta que por las obras de construcción de un nuevo puente Pueyrredón se lo usó para cruzar provisoriamente por él, los tranvías de las líneas al sur de Barracas y como puente peatonal. Finalizada esta obra, el puente del ex Ferrocarril a la Ensenada, se desmanteló.
Al construirse el nuevo acceso a la estación de cargas Sola desde el kilómetro 5 de la línea principal había que cruzar nuevamente el Riachuelo a la altura de la estación de cargas del Ferrocarril Oeste, el Ferrocarril del Sud utilizó para este fin la estructura del llamado Puente Chico que el ex Ferrocarril Buenos Aires & Ensenada había instalado en el cruce del arroyo Maciel y que el Sud al hacerse cargo de la línea había cambiado por otro.
En su nueva ubicación sobre el Riachuelo, este puente quedó a escasos metros río abajo de otro instalado en 1896 por el Ferrocarril Oeste para unir la estación Riachuelo con el Mercado Central de Frutos y la estación de cargas Bullrich. Años después, cuando todos los ferrocarriles estaban bajo la administración estatal, el puente del Sud fue desmantelado y los trenes siguieron cruzando en el ramal a Sola, por el que perteneciera al Ferrocarril Oeste, que es el puente que existe en la actualidad.
Por último con las obras de rectificación del Riachuelo y previendo el abandono de la vieja traza del Ensenada por una zona ya densamente poblada, el Sud construyó e inauguró en 1913 un nuevo puente para el cruce de sus trenes de carga con destino a Puerto Nuevo y Casa Amarilla, se trata del puente Barraca de Peña, llamado así por estar ubicado frente a la vieja barraca de ese nombre sobre la ribera del lado Capital. Está construido en tres tramos, dos de 23 m de luz y uno central, que se levanta y tiene entre pilares 25 m de luz. Dado el movimiento de barcos y barcazas se estableció que este puente estaría levantado siempre durante el día y se bajaría solo de noche para el paso de los trenes.

## El Dock Sud
El principal impulsor de las obras de construcción del puerto del Dock Sud fue, justamente, el Ferrocarril Sud, accionista mayoritario de la compañía británica que se hizo cargo, durante 1898, de la fallida concesión "Paul Angulo", original proyectista de las obras.
Su injerencia supuso no solo un negocio portuario e inmobiliario, sino ejercer también el monopolio del transporte ferroviario en sus muelles y su zona de influencia.
Durante la anterior administración se habían otorgado cinco contratos para construir ramales ferroviarios, pero ninguno llegó a buen término, hasta que en 1890 el Ferrocarril de la Ensenada extendió sus rieles desde su estación inicialmente llamada "General Mitre" (la actual "Sarandí"), estratégicamente ubicada en la cabecera sur del proyectado canal.
Este ramal, luego propiedad del Ferrocarril del Sud, sirvió a los trabajos de construcción de Dock Sud. A partir del momento en que el FCS como principal accionista se hizo cargo de la concesión, acaparó para sí todo el sistema ferroviario del canal a través de sus dos líneas principales: la del kilómetro cinco de la vía principal a la ribera sur del Riachuelo donde tenía su estación de cargas y muelles desde 1888 (Ribera Sud), y el ramal del ex F.C. a Ensenada.
El 5 de enero de 1905 fue librada al servicio público la primera sección de vías en el puerto de Dock Sud, junto al canal del mismo nombre, ya construido hacia fines del siglo pasado. Tiempo después, y ya habilitadas su segunda sección y la dársena de inflamables, se convirtió esta estación en una de las más importantes de la zona Riachuelo. Su principal movimiento era el despacho de petróleo y sus derivados, carne refrigerada, carbón y aceite vegetal y la recepción de hacienda, frutas y cereales. La mayor parte de los desvíos y conexiones portuarias fueron erigidos entre 1905 y 1914 en una y otra ribera del nuevo canal. A la vera del canal se constituyeron múltiples asentamientos industriales, y durante la primera época de radicación entre 1905 y 1914 lo hicieron la Compañía Alemana Transatlántica de Electricidad con su monumental usina, la Sociedad General de Productos Químicos y la Anglo Mexican Petroleum Products Company Ltd, avanzada de la posterior radicación petrolera en la zona, cuya precursora aunque sin fines de industrialización, había sido la destilería de la Compañía Dock Sud en 1892.
Más adelante arribarían también las petroleras Diadema, Shell, Astra, Esso, West India, Compañía General de Combustibles, Y.P.F y los depósitos de combustible de los Ferrocarriles Oeste y BAP. En otros renglones industriales la zona fue sede de multitud de talleres navales, elevadores de la Junta Nacional de Granos, el frigorífico Anglo, Dockoil, Gas del Estado.
Por último, y obviamente no menos importante, nace y crece a la par de este desarrollo portuario, industrial y ferroviario, el pueblo que lleva su nombre, conformado en principio por nativos y por extranjeros de múltiples colectividades, que llegan a participar en la construcción de estas obras.
El censo municipal de 1909 cuenta que, de 7408 habitantes, 3295 eran extranjeros de distintos orígenes: Alemania, Austria, Bélgica, Bulgaria, Cabo Verde, Croacia, Checoslovaquia, España, Francia, Grecia, Hungría, Israel, Italia, Japón, Lituania, Polonia, Portugal, Rumania, Rusia, Suiza, Ucrania y Yugoslavia. Esta verdadera confluencia de orígenes, idiomas y costumbres le imprimió a Dock Sud su sello distintivo.

## El F.C.S. y la disputa con Chile

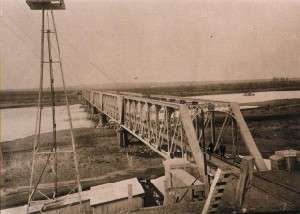
Puente ferroviario sobre el río Neuquén.

Se acercaba el nuevo siglo y un manto de sospechas cubría al cono sur, los conflictos limítrofes con Chile habían aumentado considerablemente y crecían los rumores de una inevitable invasión del país transandino hacía Argentina, lo cual provocó una escalada armamentista. Esta situación de incertidumbre, aconsejaba la construcción de una línea férrea que permitiera trasladar rápidamente tropas, por lo menos hasta las inmediaciones de Neuquén y por esta razón el presidente de la Nación, doctor José Félix Evaristo Uriburu, encomendó al general Roca que visitara al ingeniero Guillermo White, representante del F.C.S., y le pidiera que esta empresa tomara de inmediato la construcción de la línea Bahía Blanca-Neuquén, de acuerdo con los estudios que sus técnicos tenían ya efectuados. El ingeniero White se comprometió, sin vacilar, a interponer toda su influencia ante el directorio de Londres para que tan patriótica exigencia fuera satisfecha.
La tramitación fue rapidísima, como correspondía a la situación planteada. El 4 de enero de 1896, el Congreso Nacional sanciona la Ley N.º 3344, que aprobaba la realización de un contrato entre el Gobierno Nacional y el Ferrocarril Sud, para la construcción del ramal entre Bahía Blanca y Neuquén. El 13 de marzo de 1896 se firmó el contrato respectivo entre el ministro del interior, doctor Amancio Alcorta, y el representante del F.C.S., ingeniero Guillermo White. Los trabajos empezaron sin demora, en medio de las grandes dificultades que representaba la falta de población.
La primera sección de 171 km desde El Puerto (Bahía Blanca) hasta Río Colorado fue terminada el 1 de octubre de 1897 y habilitada el 13 de septiembre de 1897, por Decreto del presidente Uriburu. Este tramo, abarcaría una pequeña porción del territorio pampeano, donde se hallaba la estación Anzoátegui (La Pampa), cercana a la actual La Adela, donde el señor Anzoátegui, intentaría más tarde levantar un emporio económico, que merece un detallado estudio.
Luego las vías del FCS llegaron hasta Choele Choel el 1 de julio del año siguiente. El 31 de mayo de 1899 pudo inaugurarse la línea completa hasta la confluencia de los ríos Neuquén y Limay, este tramo penetraba en el valle del Río Negro y corría junto a las terrazas de dicho curso de agua, alineando poblaciones que posteriormente se convertirían en un próspero cordón agroindustrial. Luego de Cipolleti, salvando el único obstáculo: el río Neuquén, se llegó a la capital de la provincia homónima. Por la mañana de aquel 31 de mayo, partió de Constitución el primero de los tres trenes de la inauguración de la nueva línea, la inusual crecida del río Negro cortó las vías a la altura de Chelforó, estación en la cual debió concretarse el acto. Finalmente la vía quedó habilitada hasta Confluencia (hoy Cipolletti) el 1 de agosto de 1899. Paralelamente el 26 de septiembre de 1898 el Ferrocarril del Sud habilitó el ramal de Grunbein a Punta Alta y el Estado construyó el ferrocarril estratégico de la Base Naval Puerto Belgrano, comunicando así el Puerto Militar con toda la red de esta empresa.
El FCS construyó por su parte el ramal entre Grunbein y Punta Alta al mismo tiempo que se construía la vía a Neuquén. El plazo acordado para la construcción del mismo fue de 60 días y el 7 de junio de 1898 se dieron por inaugurados los trabajos para los cuales se emplearon 350 obreros, los ingenieros Mellamn y Kno-Little fueron los directores de obra. El 24 de julio, 48 días después, se colocaba el último riel en el punto en el que se levantó la estación, que tomó el nombre de Punta Alta. Se habían construido 18,5 km de terraplén y vía férrea pasando por sitios salitrosos, húmedos y arenosos. Este ramal se libró al servicio de cargas el 26 de septiembre de 1898, inaugurándose el servicio regular el 1 de noviembre de ese año. Se estableció un tren diario que partía de Bahía Blanca a las 9:00, tardando una hora y veinte minutos en llegar a Punta Alta, el regreso lo hacía saliendo de Punta Alta a las 16:10. En un principio los trenes tanto de ida como de vuelta, llegaban a El Puerto (Ing. White) donde las locomotoras debían invertir la marcha para continuar luego el viaje, más tarde con la habilitación de los empalmes en Spurr los trenes continuaban directamente hacia Punta Alta. En Grunbein se efectuaba la combinación con los trenes de larga distancia y entre esta estación y Punta Alta se construyeron dos paradas intermedias en los km 638 y 641, Villa Arias y Villa del Mar, respectivamente. La estación Punta Alta se llamó luego Puerto Militar, pero el 8 de julio de 1899, se cambiaron los nombres de las estaciones El Puerto y Puerto Militar por Ingeniero White y Puerto Belgrano, según Decreto firmado por Roca el 19 de junio de 1899.
Tiempo después la línea a Neuquén se extendería hasta Zapala, a la vista de los Andes de transición.
Ya presidente, el general Roca viajó en el primer tren con numerosa comitiva, y en el discurso pronunciado en la ceremonia de Choele-Choel expresó lo siguiente: “Este ferrocarril, que nos permite realizar en pocas horas, cómoda y confortablemente, el trayecto que recorrieron las divisiones del ejército nacional soportando penosas fatigas, nació bajo la administración del doctor Uriburu, en momentos difíciles y peligrosos para la República, a miras puramente estratégicas.
En tales circunstancias, el directorio del Ferrocarril Sud, como si tuviese una visión clara del futuro, sin hacer cálculos estrechos, sin vacilar un instante, acometió la obra que el gobierno requería en nombre de la seguridad nacional. No ahorro ni dinero, ni tiempo, ni esfuerzo, y tendió los rieles desde Bahía Blanca al Neuquén, con una celeridad sin ejemplo entre nosotros. Este es un nuevo y hermoso testimonio de los beneficios que debe el país al capital y al genio emprendedor de los ingleses.”

## Adquisición del Ferrocarril a Ensenada

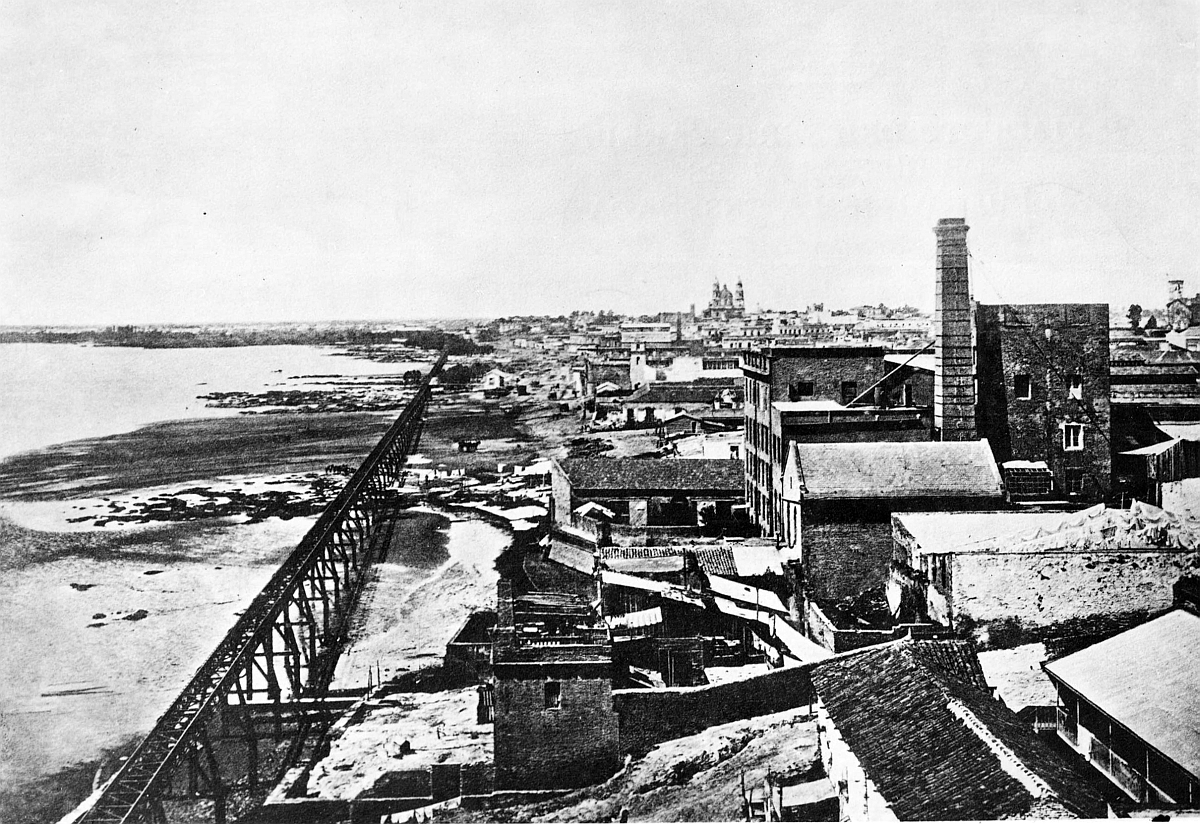
El viaducto del FC a Ensenada, en 1880, sobre la actual Av. Paseo Colón, en Buenos Aires

En 1866 se inaugura el primer tramo del Ferrocarril de Buenos Aires a Ensenada, lugar donde debía construirse un nuevo puerto de aguas más profundas que reemplazaría al poco operativo Puerto de Buenos Aires. La idea de dicho Ferrocarril parecía prometedora, salvo por el hecho de que el proyectado puerto nunca se construyó.
La fundación de la ciudad de La Plata el 19 de noviembre de 1882, trajo nuevas esperanzas al Ferrocarril de Ensenada. Sin embargo, a pesar del movimiento inicial que generó la construcción de la nueva Capital provincial, el Ferrocarril Oeste, por entonces propiedad de la Provincia de Buenos Aires, rápidamente construyó una importante red ferroviaria con cabecera en La Plata, lo que limitó aún más las posibilidades de progreso del F.C. Ensenada.

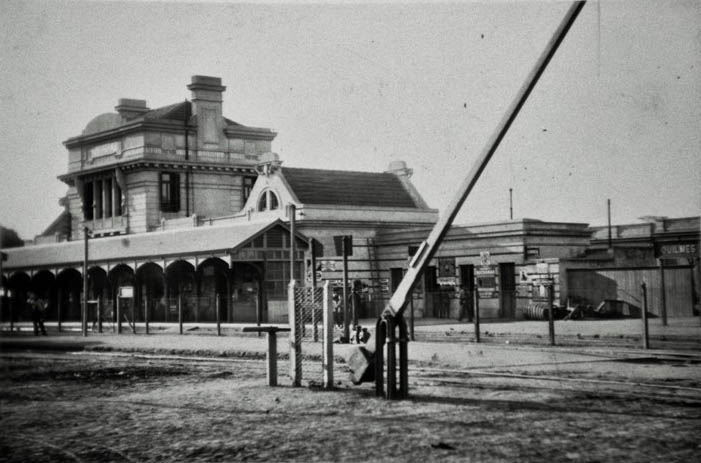
La Estación Quilmes luego de su remodelación por parte del Ferrocarril del Sud, luego que el ramal fuera adquirido al Ferrocarril Buenos Aires al Puerto de la Ensenada en 1898.

Uno de los ramales construidos por el F.C.O. era el de Tolosa a Magdalena, pasando por Hipódromo, Circunvalación y Rufino de Elizalde, adquirido el 25 de febrero de 1888, desde esta última estación hasta Magdalena, por una sociedad formada con ese fin, que se llamó Ferrocarril Buenos Aires, Ensenada y Costa Sud, del cual el FCBAPE poseía el noventa por ciento de las acciones.
Un nuevo intento de crecimiento por parte del F.C. Ensenada, fue la compra a fines de 1890 del ramal que el F.C. Oeste construyó entre Ringuelet y Ferrari (hoy Coronel Brandsen). La sociedad Ensenada y Costa Sud intentó construir un ramal desde Bartolomé Bavio, a mitad de camino entre La Plata y Magdalena, hasta Punta Piedras (Bahía de Sanborombon) pero solo llegó el 23 de diciembre de 1892, hasta Álvarez Jonte donde se suspendieron las obras y el 1 de noviembre de 1893, se habilitó la extensión de Magdalena (luego Empalme Magdalena) hasta Atalaya el 22 de diciembre de ese año.
El incendio ocurrido en la Estación Central (Buenos Aires), el 14 de febrero de 1897, obliga a que el F.C. Ensenada comience a prestar sus servicios de pasajeros, en forma provisoria desde la estación Venezuela, para retirarse luego a la estación Casa Amarilla, clausurando el viaducto de hierro que corría sobre la actual Av. Paseo Colón. El final de la compañía estaba sellado.
El 1 de julio de 1898 el Ferrocarril Buenos Aires y Ensenada y los bienes de la sociedad Ensenada y Costa Sud, fueron adquiridos por el F.C.S.

## Administración conjunta del F.C. Midland

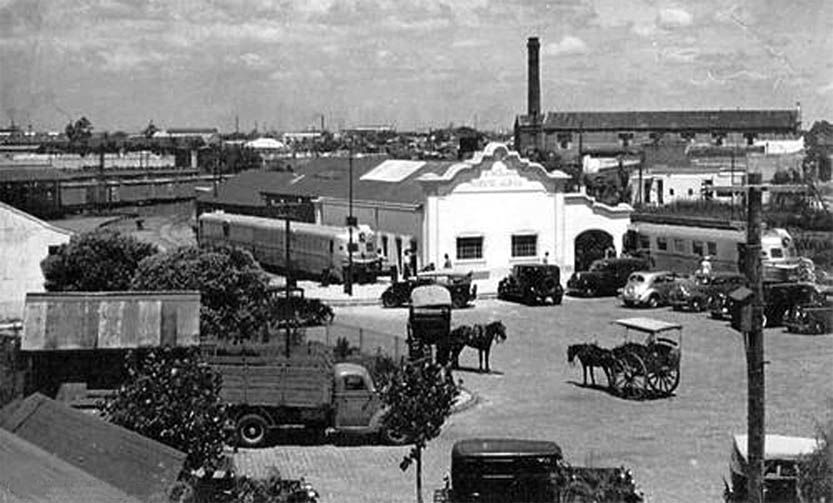
Estación "Puente Alsina", cabecera del F.C. Midland en Buenos Aires

Un decreto provincial del 16 de septiembre de 1904 durante el gobierno de Marcelino Ugarte autorizó a los Señores Enrique Lavalle y Compañía a construir y explotar una línea férrea de trocha angosta entre Barracas al Sur (Puente Alsina) y Carhué. La concesión fue transferida en 1906 a la Buenos Aires Midland Railway Company Limited casi como un abierto desafío a sus connacionales de los ferrocarriles Sud y Oeste. Dicha empresa nació bajo el cobijo de la ley de Ferrocarriles Agrícolas y Económicos de la Provincia de Buenos Aires, que también había permitido la creación del Provincial de Buenos Aires y los Ferrocarriles y Elevadores Depietri.
Sus 517 km de extensión comenzarían en Puente Alsina, a orillas del Riachuelo y, luego de atravesar la productiva cuenca lechera y agroganadera del centro oeste de la provincia, alcanzarían Carhué, que era por entonces un importante centro turístico.
Sin embargo el desafío duró poco, ya que la empresa se vio jaqueada por la simultánea construcción del F.C. Compañía General de Buenos Aires, cuya traza se le aproximaba peligrosamente. En junio de 1909 el Midland extendió velozmente sus rieles pero agotó en esta empresa su capital accionario, dado el temor que generó en los nuevos inversores esta aventura. En ese punto, tras una asamblea de accionistas, los ferrocarriles Sud y Oeste, que ya tenían una conducción unificada, toman el control de la empresa y ahora si, despejado el horizonte financiero, el 15 de junio de 1909 se inauguraba la primera sección de la traza hasta la Estación San Sebastián (139 km), en Chivilcoy.
Debido al origen provincial del Ferrocarril Midland sus vías no podían alcanzar la Capital Federal, por lo cual se construyó junto a su estación cabecera (Puente Alsina) una playa de intercambio con el F.C. Sud y el F.C. Oeste denominada "Intercambio Midland".
Para el tráfico de pasajeros se implementó un diagrama con coches motores a vapor hasta la estación Sola del Ferrocarril Sud y el 1 de julio de 1911 el Midland ya operaba en toda su extensión llegando hasta Carhué, donde usaba, junto con el Oeste, la estación construida por el Sud, a la que arribaba mediante un tercer riel. Los talleres de este ferrocarril se ubicaron en Libertad, en el confín de la sección urbana de Buenos Aires y la totalidad de la línea se mantuvo con vía única.
El Ferrocarril Midland fue, sin dudas, uno de los emprendimientos ferroviarios menos afortunados ya que con una precaria infraestructura y sin ramales, su tráfico de pasajeros y cargas siempre fue escaso. Además, luego de haber sido adquirido por la asociación de los ferrocarriles Sud y Oeste su único objetivo se basó en quitarle tráfico al ramal a la estación Victorino de la Plaza en el partido de Guaminí, que poseía la francesa Compañía General de ferrocarriles en la Provincia de Buenos Aires.

## La Plata y alrededores

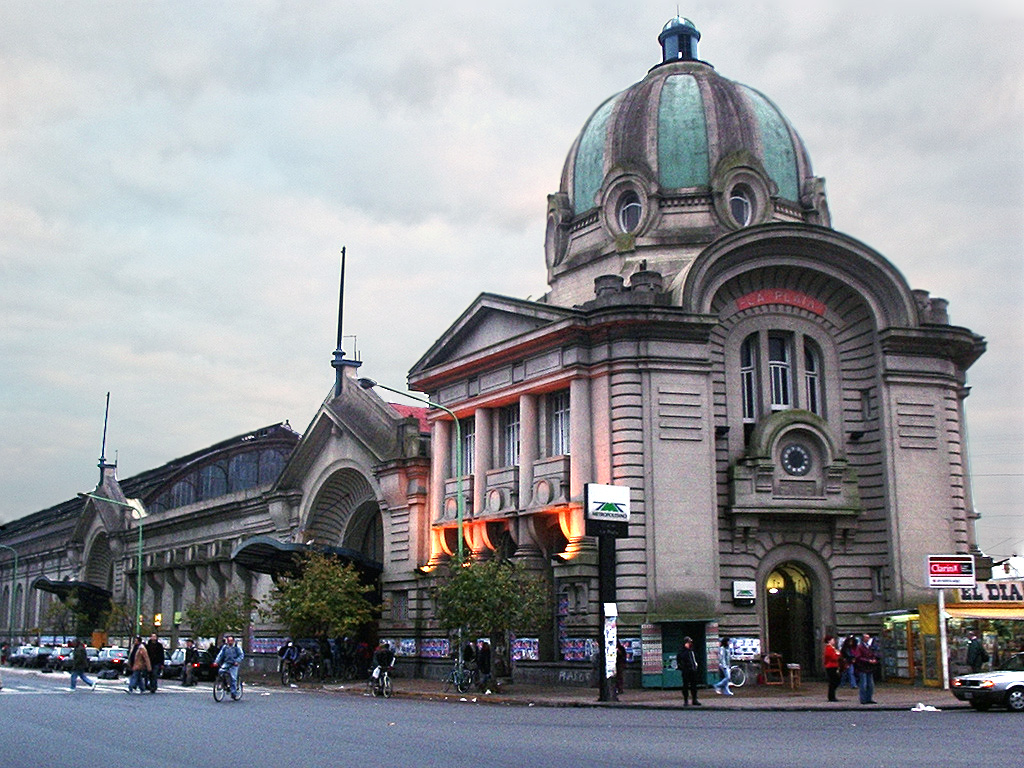
Estación La Plata

Desde 1891 el F.C.S. arrienda al F.C.O. la vía que iba de Temperley a La Plata y, para julio de 1898 la red del ex F.C.B.A.P.E. (Ferrocarril al Puerto de Ensenada) y el ramal Costa Sud, estaban también bajo su jurisdicción.
En el 1883 construyen el Ramal a Coronel Brandsen que lo conectaría también con la costa atlántica.
El 1 de agosto de 1892 el Sud abrió al tráfico la nueva conexión con el ramal a Dock Central por Empalme Museo y un acuerdo celebrado con el gobierno de la Provincia de Buenos Aires, obligaba a que esta empresa construyera una nueva estación "La Plata" en la intersección de la calle 1 y diagonal 80, la cual se inauguró el 1 de octubre de 1906.
Por otra parte se abandonó la construcción del ramal a Punta Piedras y se llevaron los rieles desde Álvarez Jonte hasta Las Pipinas el 13 de diciembre de 1913. El 25 de mayo de 1914 se construyó la nueva estación Magdalena y las vías de conexión desde la antigua estación que desde entonces se llamaría Empalme Magdalena y el 16 de diciembre de ese mismo año se terminó e inauguró la sección de vía que unía Rufino de Elizalde con Vergara, en un ramal que tenía como objetivo la localidad de Lezama.

## Estación Mar del Plata Sud

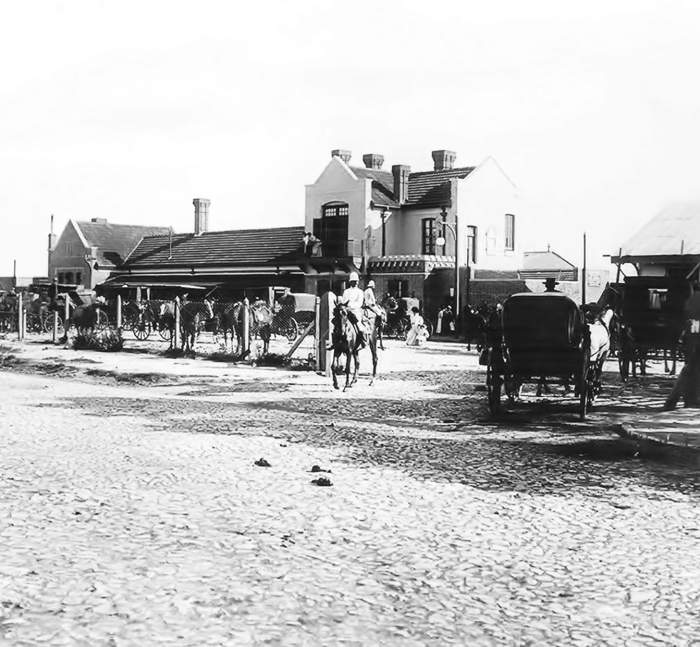
Estación Mar del Plata Norte, donde el tren llegó por primera vez en 1886.

Para 1910, Mar del Plata se había convertido en el principal lugar de veraneo del país. La Argentina llegaba a su apogeo y la ciudad atlántica no podía ser menos: se proyectaba el puerto y la gran rambla frente al mar. Los aristócratas argentinos construían allí sus mansiones y los ingleses simplemente la llamaban "La Brighton Argentina", haciendo referencia al popular balneario británico.
Pronto la vieja estación quedó chica e incómoda y la ciudad presionaba al Ferrocarril del Sud para que la ampliara, pero este siempre se mostraba reticente, ya que el auge de Mar del Plata duraba sólo unos meses al año.
Hacia mediados de la primera década del siglo XX, el desarrollo urbano de Mar del Plata se estaba alejando del viejo centro hacia el Sudoeste, siguiendo la costa. La estación quedaba cada vez más lejos para los veraneantes. Por otro lado, el FCS empezó a mejorar notablemente el servicio a Mar del Plata con trenes expresos diurnos y nuevos coches pullman. Pronto se planteó la necesidad de una nueva estación en la ciudad. El 31 de junio de 1908 se sancionó la ley 5535 que concedía al Sud una serie de ramales que complementaban su red. Entre ellos figuraba una línea "de Mar del Plata a la costa" sin más precisión que eso. Esta era la autorización para la nueva estación en la playa.

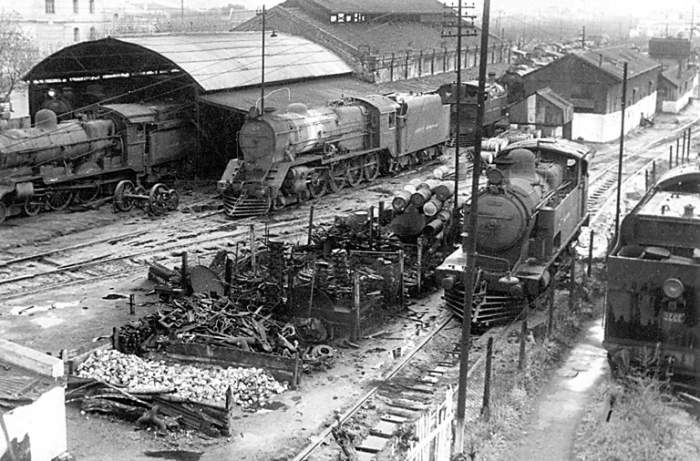
Locomotoras en galpones de la estación norte (1910).

Los ingenieros del Sud planearon una gran estación pero pronto comenzaron los problemas. Aquellos que pregonaban la necesidad de una nueva estación, ahora se oponían a que se eliminase la vieja. Se formó una influyente comisión presidida por Pedro Luro para lograr que no se la desactivara. Mar del Plata se puso en pie de guerra, y a pesar de que no estaba en los proyectos del Sud, el Gerente Percy Clarke tuvo que aceptar que se mantuviera la estación tradicional a la que se le agregaría una nueva. El segundo conflicto con los marplatenses fue el trazado de la línea. Mientras el ferrocarril pretendía una línea lo más corta posible hasta el nuevo sitio, los vecinos presionaban para que se tendiera lejos de la zona poblada. De allí el extraño trazado con ángulos rectos y alejado del centro de la ciudad. El emplazamiento definitivo de la nueva estación fue la chacra 167 conocida como "Quinta de Bañuelos" y la traza de la línea y la expropiación de los terrenos estuvo a cargo del ingeniero Alberto C. Hunvard del F. C. Sud. La traza definitiva fue aprobada en diciembre de 1909.
Los movimientos de tierra habían comenzado en agosto de 1909, y en aproximadamente un año el ramal estaba terminado y se construían los andenes de la nueva estación. Pero el proyecto del Ferrocarril del Sud contemplaba también el ramal a Miramar, con lo que se construyó un empalme denominado "Empalme Mar del Plata Sud", y se proyectó una estación denominada "Hipódromo", sobre la actual Av. Juan B Justo que luego se bautizó Peralta Ramos, pero nunca prestó servicio público.
El Ferrocarril del Sud tenía previsto la inauguración de la estación nueva en diciembre de 1911, pero los ansiosos marplatenses la pedían para fines de 1910, para que pudiera ser usada en esa temporada. La Empresa aceptó, previa autorización del gobierno. Así construyó una estación provisoria, de madera, ya que el edificio principal no había sido levantado y sólo estaban los andenes.

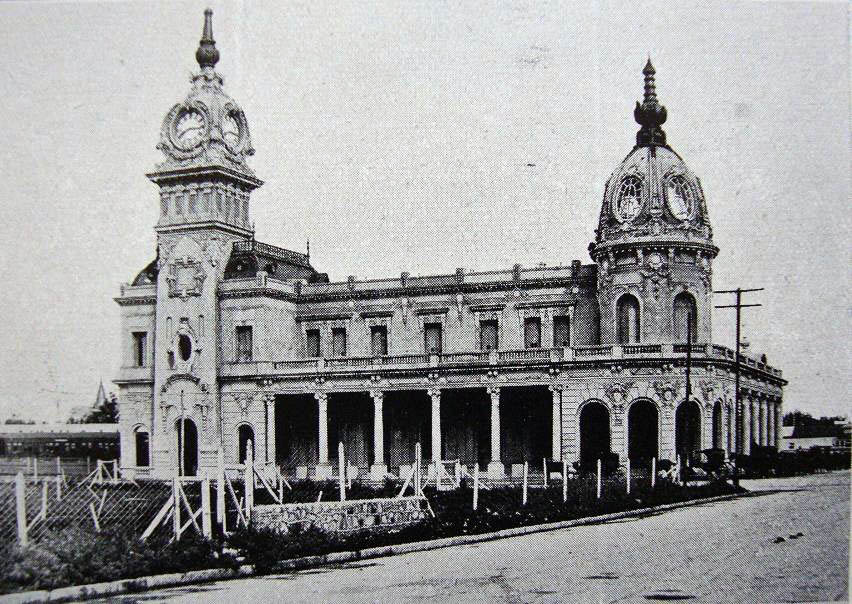
La Estación Mar del Plata Sud, inaugurada en 1910 y desactivada en 1949 donde pasó a utilizarse como terminal de ómnibus. Más tarde, el edificio fue dañado por el fuego. Aunque ha sido restaurado, está mucho menos adornada.

Como la vieja estación (ahora denominada Norte) iba a permanecer en servicio, la nueva estación sólo sería utilizada por los trenes de veraneo, y para ello se la diseñó. Tenía dos largos andenes con cuatro vías entre ellos, un galpón de encomiendas, el edificio principal y una cabina de señales. El ferrocarril propuso denominarla "Mar del Plata Rambla" pero el Ministerio de Obras Públicas le cambió el nombre por "Mar del Plata Sud".
El 1 de diciembre de 1910 la estación fue librada al servicio público. En el horario de verano de 1910 publicado en noviembre, todos los trenes que estaban diagramados a la estación vieja, un local diurno, un local nocturno y dos expresos, uno diurno y otro nocturno, fueron extendidos hasta la nueva estación. Pero pocos días antes de la inauguración, el FCS pidió autorización para que sólo llegaran a la estación Sud los trenes expresos. El argumento que se esgrimía era que los otros trenes seguirían a Miramar en cuanto se inaugurase la línea y operativamente no podían acceder a la estación Sud. Esto fue aceptado, y desde ese entonces solamente los trenes expresos, diurnos y nocturnos llegaban o partían de ella.
Otra curiosidad de esta estación, es que solo funcionaba durante la temporada veraniega. Se la habilitaba de diciembre a abril y luego se la cerraba por el resto del año. Llegó a recibir varios trenes por día, especialmente el nocturno, compuesto de coches dormitorio exclusivamente, el que llegó a correr hasta en cuatro secciones que partían de Plaza Constitución cada 5 minutos. Se llegaron a enviar más de 50 coches dormitorio en una sola noche a Mar del Plata. Operativamente era una estación complicada. Las formaciones iban y venían vacías a y desde la estación Norte donde se realizaba la limpieza, y las locomotoras livianas hacían el mismo recorrido hacia y desde el depósito.
La nueva estación no era en sí una estación “importante” ya que como se dijo solo abría unos meses al año y era usada para pasajeros únicamente pero, sin duda, se convirtió en un símbolo de una Argentina que en 1910 asombraba al mundo. Su magnífico edificio típico de la "Belle Epoque", era una muestra del poderío de la empresa ferroviaria más importante de Sudamérica que podía darse el lujo de tener una estación que envidiaría cualquier capital del mundo, sólo para tenerla abierta unos pocos meses.

## Últimas extensiones (1914-1948)
Una vez iniciada la Primera Guerra Mundial (1914) la empresa llegó a construir algunos kilómetros más de vías, que comprendían las siguientes líneas:
•	Napaleofú – Empalme Lobería (60 km)
•	Chillar - J. E. Barra (77 km)
•	J. E. Barra - Dorrego (118 km)
•	Orense – Copetonas
•	Carhué – Rivera
•	En 1922 fue inaugurado ramal entre Quequén y el puerto, hecho que contó con la presencia del presidente Marcelo T. de Alvear. El ramal se había comenzado a trazar en 1911.
•	El ramal de Hinojo a Cerro Sotuyo (1 de abril de 1923)
•	El ramal de Olavarría a La Providencia (el 8 de abril de 1925)
•	Otro ramal de Hinojo a Cerro de Águila (5 km), habilitado en octubre de 1925
•	El ramal de Empalme San Vicente al pueblo homónimo (8 km), habilitado en 1928
•	La sección Vergara - Lezama, del ramal Rufino de Elizalde – Lezama que si bien había sido iniciado en 1914, recién se habilitaba en su totalidad para 1931.
•	Un año después, en 1930 se habilitó el ramal Azul - Chillar (98 km)
Estos últimos ramales vinieron a completar la red del Ferrocarril del Sud, la más extensa desde 1880, entre los ferrocarriles privados del país, que al nacionalizarse contaba con 8.149 km de extensión.

## Administración del FCBBNO
En vistas de finalizar el convenio de administración que tenía con el BAP, el Ferrocarril Bahía Blanca al Noroeste (FCBBNO) firmó un nuevo contrato, pero esta vez con el Ferrocarril del Sud. El 13 de octubre de 1924 es sancionada una ley que autorizaba efectuar dicha operación.
El FC Pacífico permaneció así en su cargo hasta el 1 de noviembre de 1924 y el 23 de noviembre de aquel año, el Congreso Nacional sanciona la Ley Nacional 11.316, mediante la cual se aprueba la definitiva sustitución del FCBAP por el FCS en la administración del Ferrocarril Bahía Blanca al Noroeste, anexándose a su red bajo la denominación de "Sección Bahía Blanca al Noroeste". Tal situación se mantuvo hasta el 1 de marzo de 1948, fecha en que pasó a ser propiedad del Estado al igual que todas las demás vías férreas del país.
Al hacerse cargo del FCBBNO, el Ferrocarril Sud adquirió control sobre inversiones secundarias de aquella empresa, como el Tranvía de Bahía Blanca, del que el FCS se deshizo en 1927.

## Ramal Bahía Blanca-Carmen de Patagones

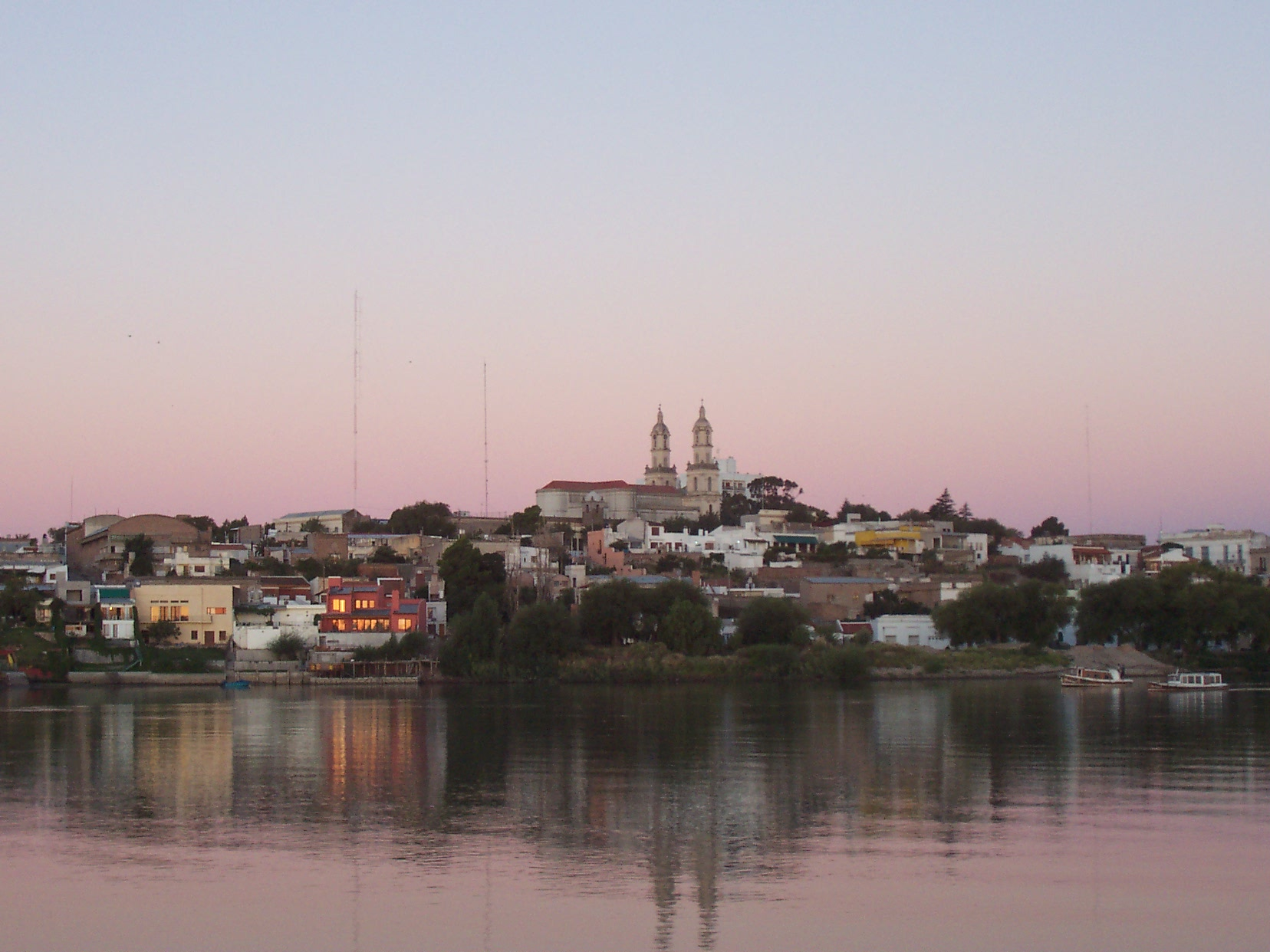
Vista actual de Carmen de Patagones.

La construcción de esta línea había sido otorgada al Señor Eduardo E. Shaw en 1906 y luego transferida al FCBAP en 1908, quien sin mucho entusiasmo inició las obras en Bahía Blanca hasta arribar a Colonia Stroeder (km 177) el 12 de octubre de 1913, aún faltaban 75 km para arribar a Carmen de Patagones pero las obras se estancaron allí.
Para el año 1915 los personajes más importantes del pueblo de Patagones, se dirigieron a los gobiernos de la Nación y de la Provincia, exigiendo la terminación del ferrocarril, el BAP, sin embargo, adujo serias razones por la paralización de las obras, adelantando que, posiblemente, tendría que solicitar nuevas prórrogas.
El ingeniero, Enrique de la Madrid, de la Dirección General de Ferrocarriles, se mostró opuesto a conceder más plazos, recordándole a la empresa que el plazo vencería indefectiblemente el 31 de diciembre de 1916. Sin embargo las obras siguieron paralizadas.
Llegado 1920, el Gobierno concede al BAP un plazo de 18 meses para la terminación total de los trabajos.
Ese mismo año, el FC Pacífico ofrece al F.C.S. adquirir el ramal de Bahía Blanca a Patagones en toda su extensión ya construida y para continuarlo hasta el río Negro.
Esto daba oportunidad al F.C.S. de quitarse de encima a un molesto invasor, ya que, según la gente del Sud, el B.A.P. estaba construyendo líneas en un territorio que por su natural gravitación caía entre los que deberían estar servido por el F.C.S.
Inmediatamente el Sud comenzó a estudiar las condiciones en que se encontraban las instalaciones realizadas y sobre todo qué perspectivas comerciales existían para justificar la compra de la concesión, todas estas tareas se realizaron en enero de 1920. Con todo el material recopilado se efectúa un amplio informe, elevado por la Gerencia General, en Buenos Aires, al Directorio en Londres, en marzo de 1920, el cual es aprobado y, basado en el mismo, en el mes de octubre, se decide la compra del ramal al FCBAP, obviamente, con la aprobación del Gobierno Nacional. El FCS se hace cargo de la línea a partir del 1 de enero de 1921.
El primer tren que partió de BBS, hasta Stroeder, lo hizo el 3 de enero de 1921, al tiempo que se aceleraban las obras de extensión.
La traza del BAP, entre empalme Bordeu y Aguará, quedaría desafectada, ya que el FCS realiza un nuevo empalme a Patagones, en su vía a Neuquén, que se conoce como Empalme Aguará.
En pocos meses, el FCS, haciendo honor a su eficiencia, llega con la primera locomotora a Patagones.
Hacia mediados de noviembre habían quedado terminados los terraplenes y, el martes 22, los rieles llegaban hasta el lugar donde se construiría la estación Patagones, y con ellos el primer tren no oficial, encabezado por una locomotora, la N.º 3096, que fue bautizada “La Maragata”, por los pobladores.
Entre Stroeder y Patagones, se construyeron las estaciones de José E. Casas y Cardenal Cagliero.
Terminado el edificio de la estación Patagones, los depósitos, galpón de máquinas, vivienda para los empleados y los correspondientes desvíos, la línea fue inaugurada, oficialmente, el 20 de abril de 1922.
Arturo H. Coleman, también opinaba que el BAP había invadido, al hacerse cargo de la concesión, “territorio que por su natural gravitación caía entre los que deberían estar servido por el FCS”.
Años más tarde, en junio de 1932 durante la presidencia de Agustín Pedro Justo fue habilitado por el Ferrocarril del Estado, el puente vial–ferroviario que une Patagones con Viedma, quedando de esta forma vinculado el ramal a Patagones con las vías estatales en la Patagonia.

## Los servicios en laBelle Époque

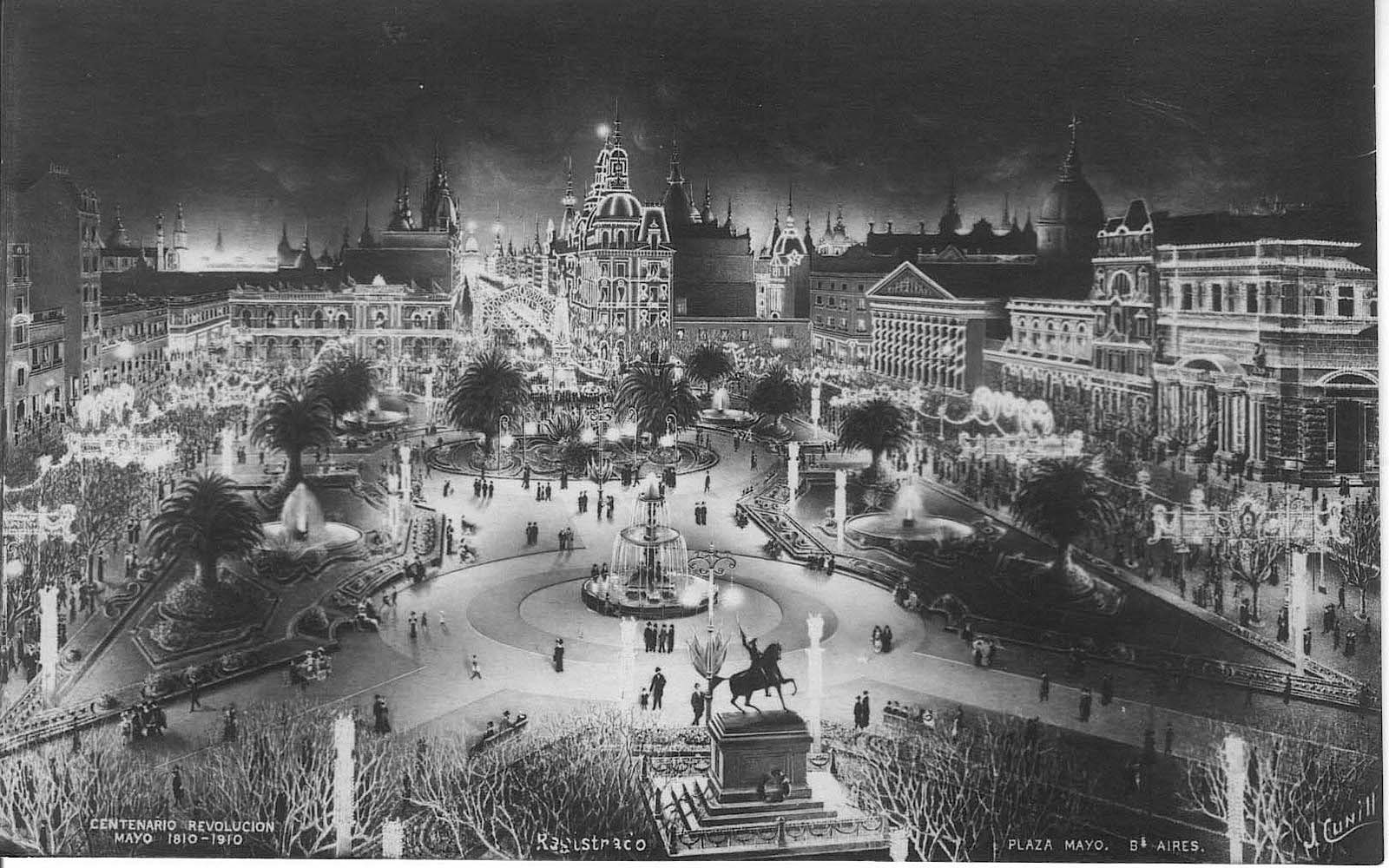
Buenos Aires en los Festejos del Centenario (1910), momento cúlmine de la Belle Époque argentina

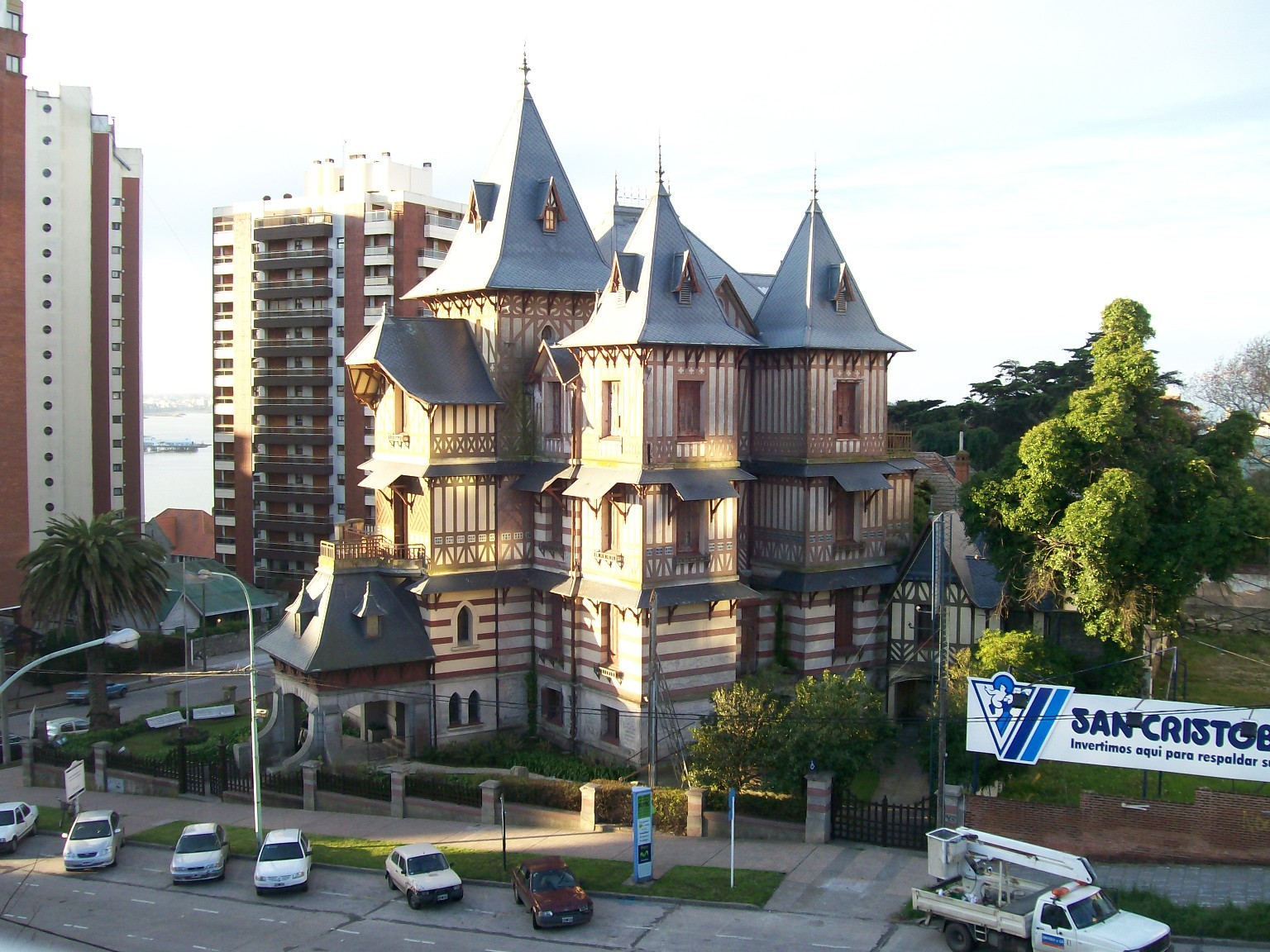
Villa Ortiz Basualdo - Mar del Plata. Ejemplo de mansión veraniega de la clase alta porteña de principios del.

Durante las primeras décadas del siglo XX, la modernización y el auge del ferrocarril fue de la mano con la nueva burguesía agropecuaria.
La clase alta, de origen provinciano, ahora se trasladaba a Buenos Aires, donde pasaba extensas temporadas en sus nuevos palacetes.
Era la "Belle Époque" y los ricos y famosos habían declarado a Mar del Plata como una meca del exhibicionismo social.
El traslado obligatoriamente debía hacerse por ferrocarril y ya desde la primera semana de enero, los andenes de la estación Constitución (hasta la década del cuarenta) fueron un centro de reunión para las familias distinguidas.
La gente iba al balneario para hacer vida elegante y descansar. Pero la fiesta veraniega comenzaba en el embarque del tren expreso que iba a Mar del Plata y se prolongaba en los vagones de primera clase, los pullman, los comedores y los coches dormitorio.
La dirigencia política también viajaba en tren a la Perla del Atlántico y se dejaba retratar por los fotógrafos de PBT, Caras y Caretas, Atlántida y Mundo Argentino, según las épocas. El tren a Mar del Plata se transformaba en una suerte de pasarela que motivaba a varios de los viajeros.
Aquellos distinguidos turistas se trasladaban por lo general con toda su familia y con el servicio doméstico, que lo hacía en segunda clase.
En el viaje de vuelta a Buenos Aires, el pasajero arribaba nuevamente a Plaza Constitución, la puerta de entrada a la gran ciudad. La estación del Ferrocarril del Sud, le proponía al recién llegado un suculento desayuno o un almuerzo, según la hora, ya que las instalaciones contaban con amplios salones comedor, cubiertos por boisere y servidos con vajilla de plata y de porcelana.
La base del servicio de trenes (tanto metropolitanos como interurbanos) fue siempre la rapidez y la eficiencia con que circulaban las líneas.
Gracias al estricto cumplimiento de los horarios, la gente sabía con precisión a que hora debía estar en la estación o podría llegar de retorno a su casa.
Los tiempos de traslado de esa época, en la mayoría de los casos, eran más veloces que los de las décadas posteriores. Entre Constitución y La Plata, la empresa también implementó trenes rápidos que no paraban en numerosas estaciones para permitir un trayecto más veloz entre ambas ciudades.
El F.C.S. también cubría requerimientos de particulares que podían contratar una formación o un servicio para trasladar a un grupo de amigos hasta la propia estancia, que solía tener parada o apeadero y hasta un desvío propio. Estos servicios fueron habituales para los remates de hacienda y para casamientos campestres.
El auge del ferrocarril de larga distancia en la Argentina excedía el simple servicio de transportar gente de una ciudad a otra. Una vez tendida la línea principal, las grandes empresas advirtieron enseguida que se abría la posibilidad del turismo incipiente que la Argentina prospera del centenario conoció incluso antes que muchos países europeos. Las empresas ferroviarias tendieron a fortalecer la demanda de pasajes, construyendo hoteles y fomentando el turismo para familias enteras en épocas de veraneo, vacaciones de invierno o salidas de fin de semana.
Entre sus proyectos más destacados, el Ferrocarril del Sud, levantó el Hotel de Sierra de la Ventana, cuya construcción se inició en 1904 y se inauguró con toda pompa el 11 de noviembre de 1911. Con 173 habitaciones, el hotel tenía capacidad para 350 personas y salón de fiesta o de reunión, casino, gimnasio, peluquería, una torre de observación de las sierras, cancha de golf de 18 hoyos, cancha de fútbol entre la estación y el arroyo Las Piedras, tres canchas de tenis, piletas, caballerizas y un parque de 121 hectáreas alrededor. No muchos hoteles en el mundo podían otorgar tanto. El Ferrocarril Sud ofrecía un tren especial que salía a las 18.40 de Plaza Constitución para llegar a las 8.20 en punto del día siguiente a Sierra de la Ventana y aprovechar la jornada completa en el lugar de descanso. En 1913, un viaje de ida y vuelta en primera clase entre Buenos Aires y Sierra de la Ventana costaba 45 pesos. Si el pasajero quería alojarse en el hotel, una ida y vuelta en tren más una estadía de 8 días costaban 164 pesos por persona o 268 por pareja. Como referencia para estos valores, en ese entonces, un sobretodo en La Mondiale costaba 65 pesos y una botella de cerveza de un litro, 4 pesos.
Sin embargo, en 1917, una ley del gobierno de Hipólito Yrigoyen prohibió los juegos de azar y el hotel perdió el atractivo del casino que le daba gran sustento. En 1920, el hotel cerró por pérdidas. En 1942 el predio fue vendido a la Provincia de Buenos Aires y más tarde, las instalaciones sirvieron para alojar durante los años de la Segunda Guerra Mundial, a algunos marinos alemanes del Graff Spee. Años después, con las instalaciones semidesmanteladas, el hotel se vendió a una empresa que proyectaba construir un centro turístico, sin embargo, todo terminó destruido por un incendio en 1983. Así se fue un símbolo de la Belle Epoque argentina.

## Últimas modificaciones en Temperley
Esta estación permaneció sin grandes modificaciones hasta 1924, cuando la construcción de la cuádruple vía entre Plaza Constitución y el kilómetro 18 demandó el replanteo total de sus vías más la construcción de nuevas plataformas.
A diferencia de Lomas de Zamora y Banfield, el edificio principal no se demolió, sino que fue ampliado para darle cabida a una plataforma más larga. Además se agregaron tres plataformas y nuevas dependencias acorde al creciente tráfico y movimiento de esta importante estación. Temperley llegó a albergar el taller principal de Vía y Obras y un taller diésel construido para el mantenimiento y alistamiento de los coche motores Drewry.
De esta manera, la estación Temperley se convirtió en la estación intermedia más grande del país.

## La Estación Plaza Constitución

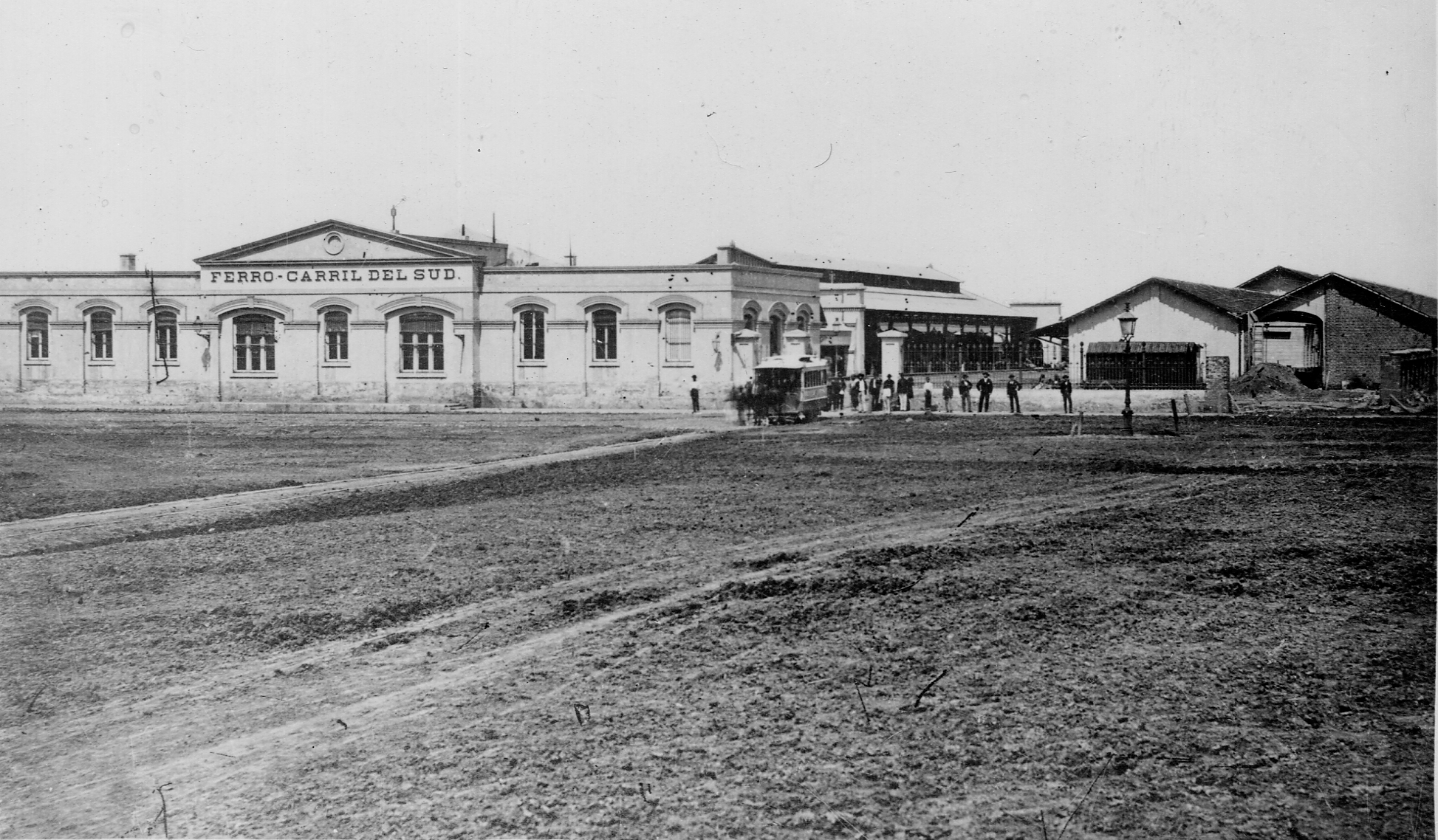
Constitución I, sus galpones a un costado y el tranvía que la conectaba con el centro. (1867)

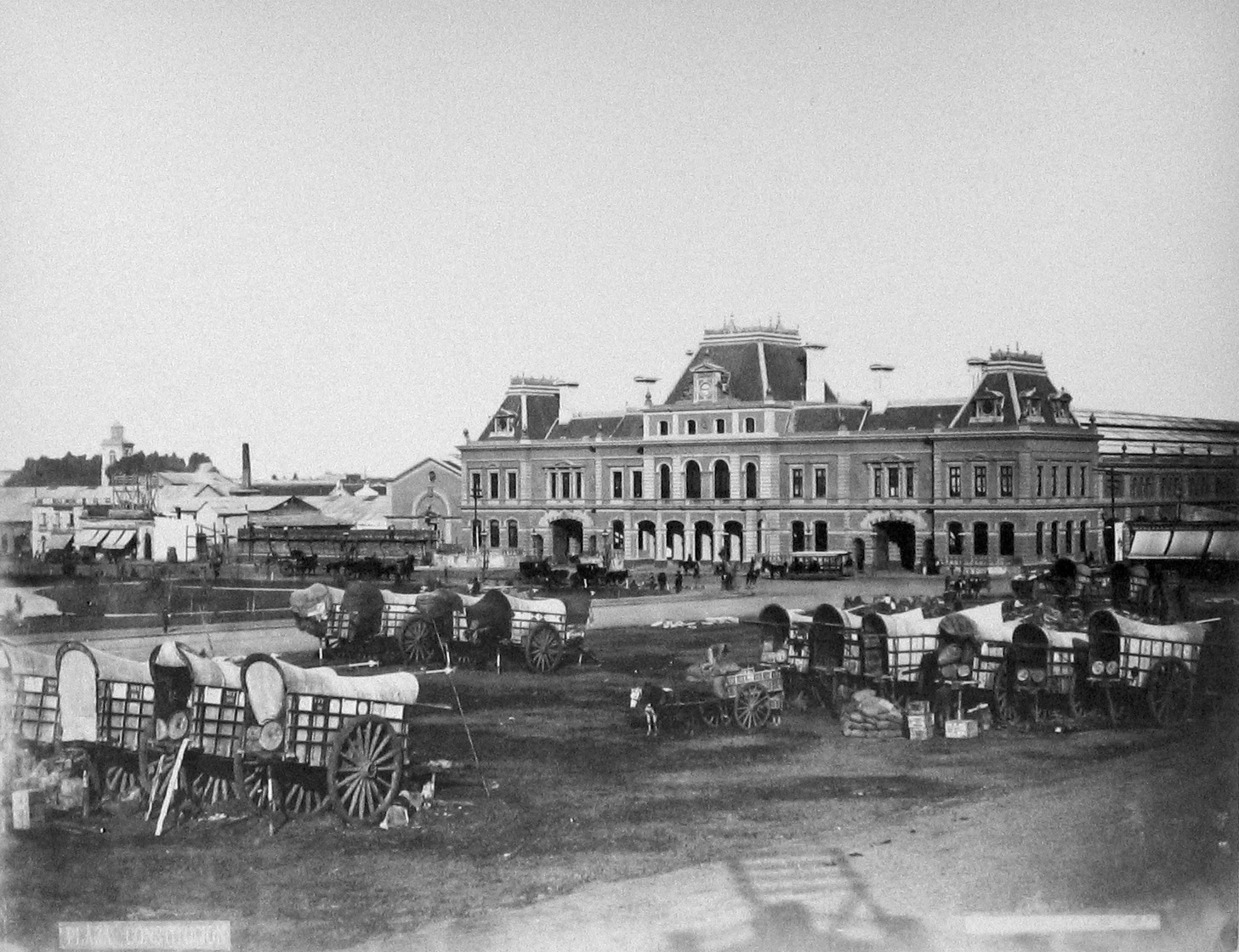
Constitución II, con las carretas estacionadas en el viejo mercado. (1885)

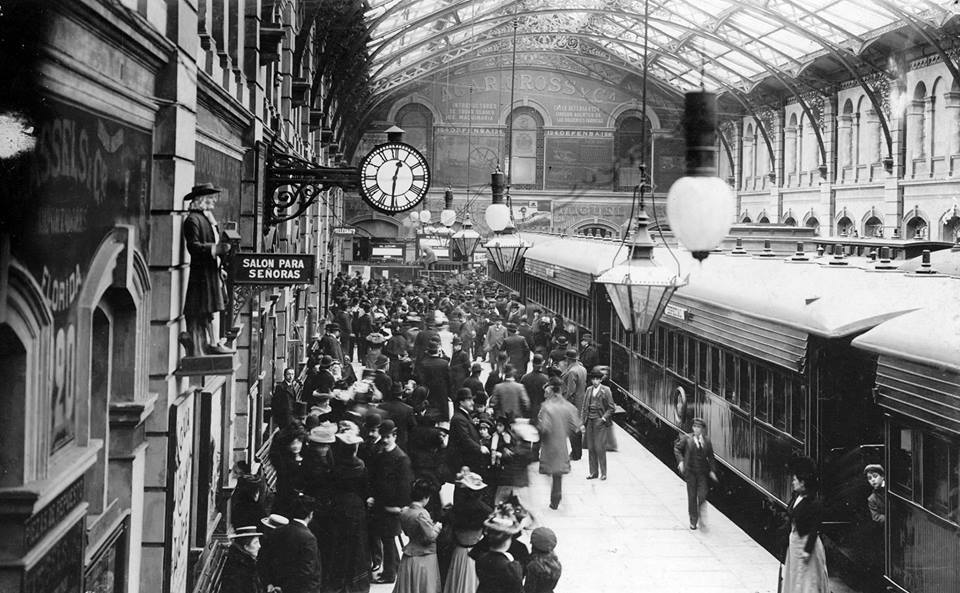
Plataformas de la estación Constitución II, en 1900.

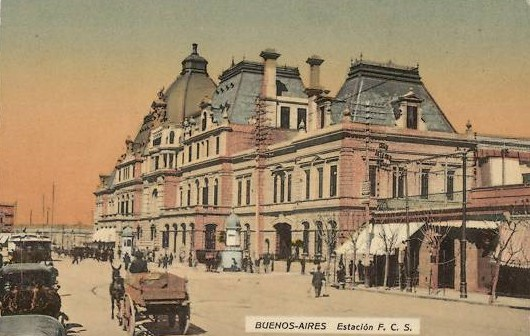
Constitución III hacia 1910.

- Constitución I (1865-1885): este primer edificio, era una construcción simple cuya fachada sobre la actual calle Brasil, mirando hacia el Mercado Constitución, tenía un frontis por único ornamento. El acceso público estaba a un costado. Esta primitiva terminal tenía solamente dos plataformas: una para la entrada y otra para la salida de trenes.
En las inmediaciones, se levantaron dos galpones de madera con techos a dos aguas, uno para lana y otro para carga general. También existía una cochera.
El cuadro de la estación iba desde la calle Brasil hasta la de Caseros donde había un paso a nivel, desde allí la vía era doble hasta Barracas al Sud (actual Avellaneda), donde se ubicaron los primitivos talleres y el depósito de locomotoras.
El día 3 de febrero de 1866, el Ferrocarril del Sud, también inaugura una línea de tramway a caballo, con el objetivo de que sus pasajeros pudiesen quedar lo más cerca posible del centro de la ciudad. Partiendo desde la estación Plaza Constitución esta línea se fue extendiendo sucesivamente hasta llegar a la "Estación del Parque" del Ferrocarril Oeste (Actual Teatro Colón). Esta línea luego sería vendida a la Compañía de Tramways Ciudad de Buenos Aires.
- Constitución II (1885-1898): en 1883, el FCS encarga a los arquitectos ingleses Parr, Strong & Parr de Londres, el diseño de un nuevo edificio para su estación cabecera que sería construido en lugar de la primitiva estación, más un predio de 37.000 metros cuadrados, al este del cuadro original. La municipalidad mandó abrir las calles "Universidad" (actual Herrera), "General Paz" (actual Guanahani) e "Ituzaingo" que con "Brasil" y "Lima" delimitarán el nuevo cuadro de la estación Plaza Constitución.
Entre 1885 y 1887 se construyó un edificio totalmente nuevo, inspirado en el Castillo de Maisons-Laffitte (Francia) y su estilo es caracterizado como "ecléctico neorrenacentista victoriano", por combinar diversos elementos tomados de la arquitectura renacentista en estilo imperante del período victoriano.
Esta nueva terminal, de apariencia palaciega, fue la primera de su tipo en Buenos Aires y representó una tendencia que luego seguirían las demás compañías ferroviarias en las siguientes décadas. Se destacaba por su mansarda, la cúpula central con un gran reloj y un conjunto escultórico.
El nuevo edificio para pasajeros con tres plataformas se terminó durante el año 1885 y los 2 galpones de cargas con desvíos y playa adoquinada para carros, se realizaron en 1886.
La construcción de una trinchera significó la construcción de dos puentes de hierro: uno para peatones en la prolongación de la calle Caseros y otro, carretero, en la calle Ituzaingo, que fueron habilitados durante el año 1887.
- Constitución III (1898-1925): dada la gran extensión de la red y el sostenido incremento en el tráfico, el directorio en Londres autoriza la realización de importantes obras en Plaza Constitución y vías de acceso, para adecuarlas a las necesidades del momento y es así que se proyecta y se somete a la aprobación del Gobierno, el ensanche o mejor dicho la reconstrucción del edificio de la estación, el traslado del servicio de carga a la "Estación Sola" y la construcción de una cuádruple vía a alto nivel, entre Barracas al Sud y Plaza Constitución.
En 1898 comenzó a realizarse el proyecto de ampliación y remodelación de la terminal. La nueva estación tendría 9 plataformas, una cochera para 36 vehículos y un depósito con mesa giratoria, para albergar hasta 12 locomotoras. El nuevo proyecto estuvo a cargo de los arquitectos Paul Bell Chambers y Louis Newbery Thomas, quienes eligieron una apariencia más afrancesada, conocido como Beaux Arts, muy en boga en esos años, basada en el diseño de la Maisons-Laffitte, un castillo francés del siglo XVIII.
En septiembre de 1907 todo el nuevo edificio estaba terminado, con la cúpula central y el sector de oficinas sobre la entrada principal. En los años siguientes se continuó con la inauguración de nuevas plataformas y con la terminación de la vía cuádruple hasta Avellaneda.
- Constitución IV (1925): tras la Primera Guerra Mundial, se proyecta correr la estación hasta la Av. Caseros, para dejar entre ésta y la Plaza una ancha avenida de acceso que le dará perspectiva al nuevo edificio. Finalmente el proyecto se descarta.
En agosto de 1925 llega a Buenos Aires en visita oficial, el Príncipe de Gales y el 19 de septiembre coloca entre los andenes 1 y 2, la piedra fundamental de la que será la nueva e imponente estación Plaza Constitución.
Se renovaron todas las plataformas incorporándose cuatro nuevas y un imponente techado sobre todas ellas. Seguidamente se levantó el gran hall, con su monumental entrada por la calle General Hornos y la parte del edificio de la esquina de Hornos y Brasil.
La Segunda Guerra Mundial finalmente detuvo las obras que faltaban en la estación ferroviaria de Plaza Constitución, consistentes en la demolición del viejo edificio sobre la calle Brasil y su sustitución por el nuevo frente proyectado. Estas obras tampoco se terminarían al finalizar la guerra ya que para ese entonces ni Gran Bretaña estaba en condiciones de aportar los capitales necesarios, ni el ferrocarril era ya un negocio rentable capaz de justificar semejante inversión.

## Ocaso

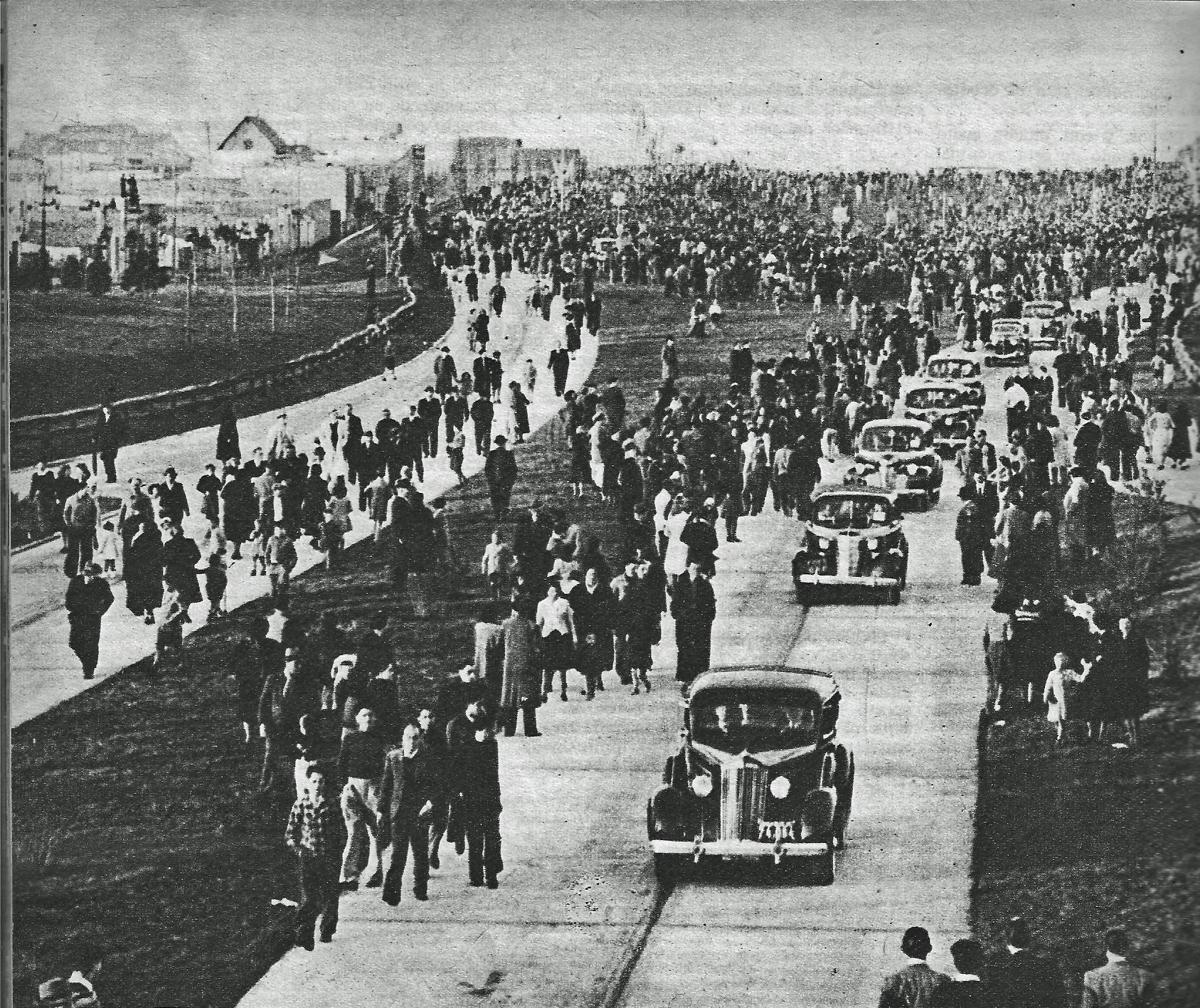
Inauguración de la Av. General Paz, Capital Federal (1941). La industria automotriz (impulsada por empresas estadounidenses) toma cada vez mayor impulso.

Entre 1907 y 1914 las empresas ferroviarias en la Argentina habían extendido sus líneas a un promedio de 1800 km por año, más que cualquier nación europea en el mismo período, llevando la extensión total a 33.000 km. Además se habían realizado notables mejoras en instalaciones, estaciones, talleres, colonias para obreros, incorporación de material tractivo y remolcado, etc.
El estallido de la Primera Guerra Mundial en 1914, terminó con la llamada edad dorada de los ferrocarriles en Argentina. Sin embargo, hubo otro factor que contribuyó al letargo. La posición poco amistosa del gobierno de Yrigoyen hacia los ferrocarriles británicos desalentó su desarrollo una vez terminada la contienda, y la prueba de ello es que entre 1917 y 1922 sólo se construyeron poco más de un centenar de kilómetros de líneas. Más allá de negarse a otorgar aumentos en las tarifas, la realidad es que el gobierno de Yrigoyen nunca dirigió un ataque sistemático contra los capitales ingleses ni realizó una política antibritánica.
Sin embargo, el contexto ya no era el de los años anteriores y los ferrocarriles británicos, también comenzaron a tropezar con varios problemas como el incremento de las disputas obreras, la disminución del comercio internacional y el aumento de los costos de operación.
Marcelo T. de Alvear, sucesor de Yrigoyen, tenía una visión opuesta al nacionalismo económico (a pesar de pertenecer al mismo partido) y por eso los británicos previeron un futuro más promisorio. Alvear, ayudado por un contexto internacional favorable, estimuló la prosperidad entre 1922 y 1928 y alentó la cooperación con las compañías británicas. El amistoso clima político y la situación obrera mejorada, contribuyeron a que los ferrocarriles ingleses se recuperaran de la depresión de posguerra. En contraste con los cinco años anteriores, las compañías obtuvieron un promedio de beneficios del 5% anual desde 1921, el cual se incrementó a entre 7 y 9% anual desde 1924.

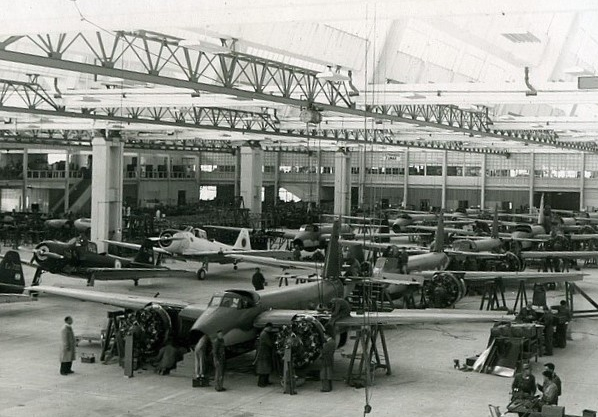
Fábrica Militar de Aviones creada en 1927 (Prov. de Córdoba). Junto a YPF es uno de los primeros símbolos de la industrialización y el nacionalismo económico. El novedoso servicio aéreo también competirá con el ferrocarril.

Sin embargo, la gran depresión mundial iniciada a fines de 1929, y más tarde la inclinación por parte del gobierno de Agustín P. Justo (1932-1938) hacia la creación de un vasto plan para la construcción de carreteras para el transporte automotor (el 30 de septiembre de 1932 se sancionó la Ley 11658 formando la Dirección Nacional de Vialidad) crearon un clima duro de sostener para las compañías ferroviarias británicas, y como en todas partes del mundo, no pudieron detener el progreso del automóvil.
El aumento cada vez mayor del transporte automotor comenzó a sentirse y significó un evidente retraimiento en la inversión de capitales para empresas ferroviarias, ocasionando a su vez un problema tarifario ante la nueva competencia. Muchas rutas comenzaban a construirse en forma paralela a las vías ferroviarias, fomentando la competencia: con la nueva red caminera, el gobierno buscaba eliminar el monopolio del transporte en manos del ferrocarril.
Las restricciones aplicadas por el gobierno hacia fines de 1932 sobre remesas de pagos y desfavorables tasas de cambio, provocaron quejas de los inversores ingleses, quienes dejaron de recibir dividendos, llevando el valor de las acciones a niveles muy bajos. Ya en noviembre de 1931, los principales jerarcas de las empresas ferroviarias extranjeras en Buenos Aires habían enviado una extensa nota al ministro de Obras Públicas, haciendo notar las necesidades urgentes de los ferrocarriles. La presentación giraba en especial sobre los resultados de la política caminera, a la cual se desviaban la mayor parte de los fondos de la Ley Mitre, formados por la contribución del 3% sobre las entradas netas de todos los ferrocarriles: "Los caminos no estaban siendo de acceso a las estaciones, sino destinados a hacerle franca competencia, sustrayéndole parte de su tráfico", algo muy distinto a lo acordado en dicha Ley. La principal queja de las empresas ferroviarias era que ellas tenían que construir, mantener y renovar sus vías, mientras que las empresas de camiones estaban exentas de este gasto, ya que las rutas eran construidas y mantenidas por el Estado. Sin embargo, era evidente que las empresas ferroviarias ya no tenían ningún poder político en Argentina.
Situación similar, estaba sufriendo en la Capital la Compañía de Tranvías Anglo-Argentina (C.T.A.A.), acosada por la creciente competencia de los colectivos. Los británicos intercedieron ante el gobierno nacional para que se diera algún tipo de resguardo a estas empresas, lo que derivó en la aprobación de la Ley de Corporación de Transportes de Buenos Aires (1936) y de la Ley Nacional de Coordinación de Transportes (1937). La primera ley destinada a salvar a la C.T.A.A., tuvo inicialmente el efecto deseado, ya que por algún tiempo salvó el predominio de los tranvías, sin embargo, la segunda ley, ansiada por las empresas ferroviarias, había sido sancionada con muchísimas modificaciones, sin proporcionar ninguna ventaja para los ferrocarriles, quedando muy lejos de las demandas presentadas por los británicos. Lo único que lograron ambas leyes, fue agitar sentimientos populares muy duros contra los capitalistas extranjeros, y hacia el gobierno nacional que fue acusado de "vende patria".
El desembolso en concepto de combustible, se incrementó notablemente en la década del ´30, impidiendo que se llevara a cabo la construcción de nuevas líneas en el país. Todas las locomotoras funcionaban originalmente a carbón, el cual no se extraía en el país, por lo que tenía que ser importado, con los riesgos que esta situación generaba. Para paliar la situación, las empresas ferroviarias ya realizaban adaptaciones para que las locomotoras pudieran consumir petróleo de producción nacional, puesto que durante la última guerra, la carencia de combustibles nobles planteo a las empresas ferroviarias difíciles problemas técnicos; a partir de ese momento los ferrocarriles argentinos constituyeron un sólido sostén para la industria petrolífera y la explotación forestal. Más allá de esto lo que más ingresos insumía era el pago de sueldos, ya que los ferrocarriles le proporcionaban trabajo a 91.411 empleados y obreros (lo que equivalía a desembolsar 251 millones de pesos al año), y esto incluía el pago de la enseñanza técnica para la formación del personal, además del régimen jubilatorio, préstamos para edificación, asistencia médica gratuita, licencias pagas y franquicias en pasajes.
A su vez, el transporte comercial había caído radicalmente entre 1937 y 1938. Las sequías redujeron notablemente la producción agrícola y parecía remoto que los ferrocarriles recuperasen alguna vez, sus valores anteriores y su capacidad de ganancia.
Bajo la presión de la crisis y en el empeño constante de hallar medios eficaces para evitar un grave desequilibrio, que parecía por momentos ineludible, llevó a que empresas históricamente rivales como F.C. del Sud y F.C. del Oeste, resolvieran coordinar sus servicios, siguiendo el ejemplo de lo ocurrido en otros países.
Resultaba que en épocas de prosperidad, ambos ferrocarriles habían luchado por ocupar con sus rieles las ricas tierras del sur de la provincia de Buenos Aires y llegar a Bahía Blanca. Con el tiempo el F.C.S. se había convertido en una la empresa ferroviaria más poderosas del país y de Latinoamérica; el F.C.O., en cambio, no pudo resistir los embates económicos.
Ahora, ambos ferrocarriles sufrían ante la crisis, y la coordinación de servicios fue contemplada desde comienzos de 1932, lo que motivó en una larga tramitación con la Dirección General de Ferrocarriles. La medida fue finalmente aprobada por decreto del P.E. con fecha 15 de abril de 1935, en el que se reconoció que no constituía una refundición de las administraciones de las dos empresas, ya que cada una conservaría su individualidad y llevaría su propia Contabilidad por separado.

## Nacionalización

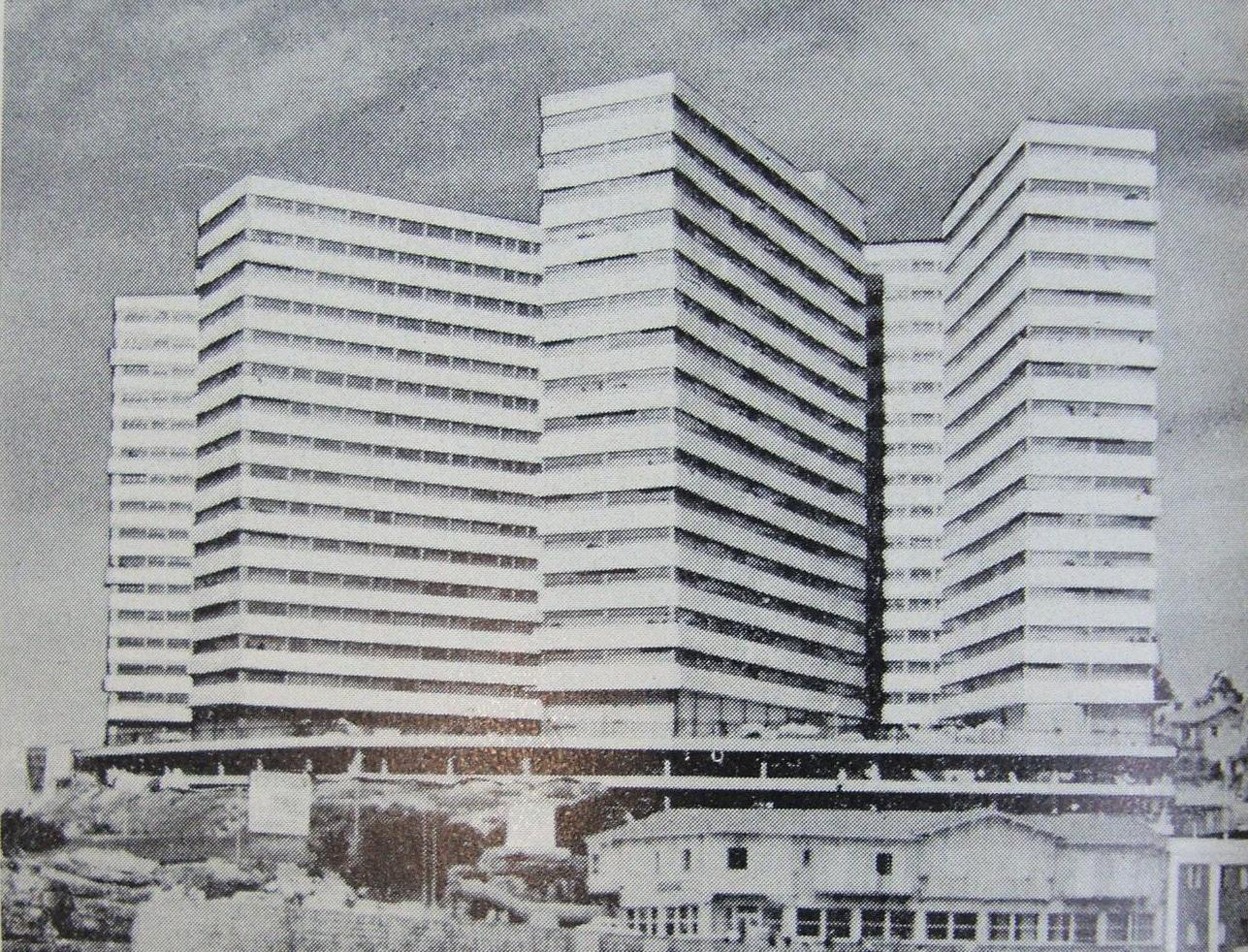
Otros tiempos: la aristocracia argentina, en plena debacle, abandona Mar del Plata, que a partir de entonces será un "balneario de masas"

En abril de 1946 se realizaron en Londres tres reuniones que congregaron a los representantes del Tesoro, del Foreign Office, de la Junta de Comercio y del Ministerio de Alimentación, así como a dirigentes de las compañías ferroviarias británicas en la Argentina. Estaban presentes sir Reginald Leeper, que meses después se haría cargo de la embajada de su país en Buenos Aires y sir Wilfred Eady, un veterano negociador, integrante de los directorios de varias compañías ferroviarias con sede en la Argentina, quien presidió las reuniones y estableció, de entrada, un compromiso de secreto entre los participantes. El tema era la posible venta de los ferrocarriles británicos.
Los británicos ya estaban decididos a desprenderse del pesado "clavo" que representaban sus ferrocarriles en la Argentina y, por su parte, los argentinos parecían dispuestos a comprarlos. El único inconveniente era determinar el precio y la forma de pago. Los británicos especulaban con poder obtener 150 millones de libras, mitad al contado y el resto a diez años.
La misión presidida por Eddy para negociar arribó a Buenos Aires en el invierno y la primavera de 1946.
Cabe destacar que los británicos sabían que estaban trabajando a contrarreloj porque el 1 de enero de 1947 sus ferrocarriles en la Argentina quedaban desamparados de las franquicias que le había otorgado durante cuarenta años la ley Mitre. Esta norma legal había unificado el anárquico sistema de concesiones de las diversas compañías privadas, estableciendo un régimen uniforme que, entre otras cosas las eximía de gravámenes aduaneros. La guerra, además, profundizó la gravedad de la situación, tornando imposible la renovación del material y deteriorándolo aún más con el uso de maíz como combustible para las locomotoras. En realidad, ya a mediados de la década de 1930 las principales compañías inglesas habían planteado la venta en bloque de los ferrocarriles al gobierno argentino, pero la oferta había sido rechazada. Desprenderse de los ferrocarriles era vital para los británicos.
Miguel Miranda, presidente del I.A.P.I., con una actitud más "comerciante" que diplomática, afirmaba reiteradamente que el gobierno argentino no tenía el menor interés en comprar los ferrocarriles e incluso hizo declaraciones públicas en esos días hablando del mal negocio que sería adquirir “fierros viejos”.
El 14 de agosto se llegó a un punto muerto. Los negociadores argentinos se mantenían inflexibles en la posición enunciada por Miranda, y los británicos insistían en arreglar el tema ferrocarriles, antes de abordar cualquier otro tema comercial.
El embajador británico interpeló directamente ante Perón y el 7 de septiembre se concretó una reunión en ausencia de Miranda, donde se esbozaron las bases de un acuerdo.
Finalmente el gobierno argentino acepta crear una sociedad mixta para la explotación de los ferrocarriles británicos. Perón se había inclinado por esta solución, lo que no es de extrañar: dos meses más tarde, sugeriría la misma figura jurídica para reactivar YPF con la participación de capitales estadounidenses.
El Estado argentino contribuiría con $500 millones para renovar el material rodante, lo cual era un buen negocio para la industria ferroviaria británica y también se garantizaba una ganancia no menor al 4 por ciento anual, lo cual también era un negocio para los accionistas británicos. Entre otras medidas se restablecían, por toda la existencia de la nueva empresa mixta, las exenciones establecidas cuarenta años atrás por la Ley Mitre. El acuerdo era un negocio redondo para los británicos, ya que los ferrocarriles eran nacionalizados solo en el nombre y los mismos continuarían con el régimen de garantías.
El Acuerdo Miranda-Eady no podía prevalecer y, en efecto, no prevaleció. La oposición parlamentaria tronó contra sus términos. Emilio Ravignani denunciaba:
“¡En esta sociedad mixta, el único “mixto” es el gobierno!”
Además del rechazo parlamentario, las gestiones encaminadas a hacer viable la nueva sociedad mixta se empantanaron de entrada: las cifras que manejaban ambas delegaciones eran demasiado distantes. El acuerdo quedó sin efecto.
Los británicos retornaron a la línea de la venta directa. Miranda aceptó rápidamente ofreciendo 125 millones de libras y aseguró que no pagaría nada más.
Dos semanas antes, el gobierno argentino había anunciado la adquisición directa de los ferrocarriles de propiedad francesa, lo que significaba un importante antecedente para la operación que se tramitaba con los británicos.
Las discusiones se prolongaron algunos meses, hasta que finalmente se concretó la cifra que esperaban los británicos: 150 millones de libras. El precio de los ferrocarriles sería pagado por Argentina con sus exportaciones del año al Reino Unido: los británicos adelantarían el valor de las carnes y oleaginosos a enviar por Argentina durante 1948 y esos 150 millones de libras serían transferidos a los antiguos dueños de los ferrocarriles.
Con la firma de Miguel Miranda y del representante de las compañías ferroviarias de capital británico, John Montague Eddy, el 13 de febrero de 1947 se firmó el acta de compra (Convenio Miranda-Eddy) de los ferrocarriles de propiedad británica, entre ellos el Ferrocarril del Sud. La empresa era dueña además del Ferrocarril Buenos Aires, Ensenada y Costa Sud y del Ferrocarril Bahía Blanca al Noroeste, cuya fusión no se había producido formalmente, y de la mitad del Ferrocarril Midland de Buenos Aires. Tenía también participación en las empresas no ferroviarias Buenos Ayres Southern Dock y Bahia Blanca Waterworks y recibió por todos sus activos 50 557 222 libras esterlinas, de las cuales 39 126 972 correspondieron al Ferrocarril del Sud propiamente dicho. Por decreto nacional n.º 5789/48 de 28 de febrero de 1948 se dispuso que el 1 de marzo de 1948 el Gobierno argentino tomara formal posesión de los ferrocarriles británicos.
Los británicos habían hecho su buen negocio sacándose de encima el embrollo que significaba un bien que ya no arrojaba ganancias, que requería una costosa renovación y que se hallaba en un país que ahora era políticamente inflexible y a veces intratable. Mientras tanto, para los argentinos, más allá de lo bueno o lo malo que fuera el negocio, comprar los ferrocarriles era comprar soberanía, casi como un acto emancipador y Perón no estaba dispuesto a rechazar algo que representara un acto de espectacularidad y sensacionalismo.
Ese mismo año (1948), un decreto del P.E. dispuso que en adelante, las líneas llevarían los nombres de próceres o personajes ilustres del país que tuvieran algo que ver con la región en cuestión: a partir de allí, el Ferrocarril del Sud, fue rebautizado como "Ferrocarril Nacional General Roca" y a su red se incorporó la línea al sur de Darregueira y hasta Toay que pertenecía al ex Ferrocarril Bahía Blanca al Noroeste y la sección sur del ex Ferrocarril de Rosario a Puerto Belgrano que iba desde Capitán Castro hasta Bahía Blanca, sección de 422,4 km. Por su parte, el ramal de Merlo a Empalme Lobos, fue transferido al Ferrocarril Nacional Sarmiento (ex Ferrocarril Oeste).
El 1 de mayo de 1949, el Ferrocarril Roca también recibe la línea de Viedma a San Antonio y Bariloche y los ramales de trocha angosta de Vintter a Conesa y Jacobacci a Esquel del Ferrocarril Nacional Patagónico y el resto de esta red fue finalmente transferida en el año 1956, desapareciendo desde entonces la administración de los Ferrocarriles Patagónicos.

## Los ingleses y el fútbol
Las empresas ferroviarias británicas trajeron a muchos ingenieros ingleses, quienes aprovechaban el tiempo de dispersión para armar equipos de once personas y jugar fútbol, un deporte que los sajones habían traído desde su tierra.
Así fue que, a fines del siglo XIX, surgen las primeras tentativas locales de formar equipos organizados como clubes. Muchas de estas iniciativas contenían apellidos ingleses.
Llegó un momento en el que los criollos se cansaron de ser meros espectadores de los británicos. Querían aprender a dominar la pelota y se entusiasmaron con la idea. Por eso, un grupo de empleados del Ferrocarril Sud le solicitó a las autoridades la cesión de unos terrenos para jugar allí al fútbol en los descansos. La respuesta afirmativa abrió el camino para demarcar la cancha y comenzar con los primeros desafíos ante los equipos británicos, con el fin de enriquecerse a partir de estos enfrentamientos.
Los jugadores locales no tardaron en perfeccionarse. Transcurría el año 1898 y entonces, los empleados que se juntaban para disputar esos cotejos amistosos decidieron agruparse formalmente en un club de fútbol, que se llamó Argentinos Excelsior Club, cuya existencia fue de tres años. Al principio, el equipo fue una sensación; con el paso del tiempo, el nivel bajó y, en 1901, su disolución le dio paso a la creación de otras tres entidades: Sud América Fútbol Club de Barracas al Sur, American Club y Argentinos Unidos. De estos equipos, el de mayor trascendencia fue Barracas al Sud, que en 1903, luego de algunas desavenencias entre sus integrantes, derivó en lo que sería el actual Racing Club de Avellaneda.